# Danemark
Royaume de Danemark
Ne doit pas être confondu avec Danemark (pays constitutif).
Royaume de Danemark
(da) Kongeriget Danmark 
Le Danemark, en forme longue le royaume de Danemark (en danois : Danmark /ˈtænmɑk/  et Kongeriget Danmark), est un pays d’Europe du Nord et de Scandinavie. Son territoire métropolitain est situé au sud de la Norvège, de laquelle il est séparé par le Skagerrak, au sud-sud-ouest de la Suède, le Cattégat faisant office de frontière naturelle avec cette dernière et au nord de l'Allemagne, seul pays avec lequel il partage une frontière terrestre, outre le Canada depuis la résolution du conflit portant sur l'île Hans. Sa capitale et plus grande ville est Copenhague.
Le royaume de Danemark est aussi composé de trois pays constitutifs réunis sous l'entité politique de l'Unité du Royaume :
- le Danemark métropolitain, constitué de la péninsule continentale du Jutland, ainsi que 443 autres îles dont une vingtaine seulement se situent en mer Baltique (îles danoises). Les plus grandes îles sont Seeland, sur laquelle est située Copenhague, Vendsyssel-Thy et la Fionie ;
- les îles Féroé, dans l'océan Atlantique Nord ;
- le Groenland, séparé du Canada par la baie de Baffin, et le détroit de Davis.

Le Danemark métropolitain couvre une superficie de 42 924 km2, ce qui en fait le plus petit État de Scandinavie, mais il a une superficie totale de 2 210 579 km2 en incluant les îles Féroé et le Groenland. II est peuplé, en 2025, de 6,1 millions d'habitants. Son territoire, au relief peu accidenté, est composé essentiellement de surfaces propices aux activités agricoles et de buttes issues de dépôts glaciaires.
Monarchie constitutionnelle depuis 1849, le Danemark est une démocratie parlementaire et le monarque, en 2025, le roi Frédérik X, n'exerce qu'un rôle symbolique dans le fonctionnement de ses institutions.
Le Danemark existe en tant que tel depuis le Xe siècle, lorsque Harald, premier roi de Danemark, a réalisé l'unité de la région. Son histoire est intrinsèquement liée à celle du reste du continent européen. Participant des invasions vikings jusqu'au XIe siècle, le Danemark connaît des luttes d'influence incessantes en vue du contrôle de territoires et de lieux stratégiques (Petit Belt notamment), en premier lieu avec la Suède et la Norvège, formant avec cette dernière une union personnelle, le royaume de Danemark-Norvège jusqu'en 1814. Cette même union lui permet d'acquérir les îles Féroé, le Groenland et un temps l'Islande. Des mouvements nationalistes à partir du XIXe siècle agitent le pouvoir absolu de la monarchie. Une Constitution est instaurée en 1849, parallèlement à un « âge d'or » des arts et des sciences ainsi qu'une industrialisation poussée.
Le pays s'oppose durant deux guerres à la Confédération germanique et est défait à l'issue de la seconde guerre du Schleswig de 1864, au terme de laquelle il est contraint de céder son territoire méridional, le duché du Schleswig, qu'il ne recouvrera qu'en partie après la Première Guerre mondiale bien que le pays y soit demeuré neutre. Le Danemark est envahi par le Troisième Reich pendant la Seconde Guerre mondiale. Il connaît un développement, au cours du XXe siècle, de son État-providence fondé sur un haut degré de protection sociale, l'un des plus avantageux au monde. Son économie est au XXIe siècle l'une des plus développées au monde, le PIB nominal par habitant en 2013 étant au sixième rang. Avec son haut niveau de vie, le Danemark est régulièrement dans le peloton de tête des classements des indicateurs de performance sociale (ex. : IDH), et la population danoise est souvent citée comme la plus heureuse du monde.
Membre fondateur de l'OTAN, du Conseil nordique, et des Nations unies, le Danemark est membre de l'Union européenne depuis 1973 et de l'espace Schengen. Néanmoins il n'est pas membre de la zone euro et continue d'utiliser sa propre monnaie, à savoir la couronne danoise.

## Toponymie
Danmark signifierait littéralement « le champ des Danes », soit une région peuplée par les Danes, un peuple scandinave installé sur l'actuelle péninsule du Jutland. Ce champ correspondrait à sa position entre la Germanie et les pays nordiques. Cette étymologie est encore sujette à débats par les linguistes.
« Dan » pourrait dériver d'une racine germanique signifiant « plaine », « terre plate ». « Mark » pourrait être similaire au français « marches » (au sens de « limite », « frontière »). Il est devenu Danemark en français.

## Histoire
Le Danemark a toujours tenu un rôle majeur en Europe du Nord. Son histoire est intrinsèquement liée à celle-ci, aux termes de luttes d'influence et de contrôle de territoires sur toute la région de la Scandinavie.

### Préhistoire et Antiquité
Les premières traces humaines au Danemark remontent à l'Âge de pierre. Le Jutland et les îles danoises sont peuplés depuis plusieurs milliers d’années, la Culture de Bromme, des tribus utilisant des outils en pierre, à la fin du Paléolithique supérieur (à partir de 11 300 av. J.-C.) ayant été découverte à l'ouest du Seeland. Une étude de 2024 relève une stabilité génétique des populations mésolithiques (liées aux chasseurs-cueilleurs d'Europe occidentale) entre 10 500 et 5 900 avant présent malgré la succession des cultures Maglemose, Kongemose et Ertebølle. Puis une vague néolithique originaire d'Anatolie a produit un renouvèlement important de la population et le développement de la culture des vases à entonnoir. Un millénaire plus tard, vers 4 850 avant présent, la population est à nouveau submergée par une vague Yamna (une population pastorale ayant ses origines chez des chasseurs-cueilleurs vivant il y a 7 300 ans dans la région du Don) et a donné naissance à la culture Single Grave (en). La population danoise actuelle reste proche de celle issue de cette 3e vague.
L'âge du bronze danois se situe entre - 1400 et - 450. Les spécialistes pensent que les chars solaires illustrent un important fondement mythologique de l'âge du bronze. C'est à cette époque que se forment des communautés rurales notoires. Pendant l'âge du fer (500 av. J.-C. - 1 av. J.-C.), le climat du Danemark et de la Scandinavie méridionale devient plus frais et plus humide, limitant l'agriculture et forçant les groupes indigènes à émigrer vers le sud, en Germanie. La culture nordique subit fortement l'influence de la civilisation romaine, notamment apportée par les provinces romaines de Germanie, proches du Danemark avec lesquelles il entretient des relations commerciales. C'est à la même époque qu'émerge le monde germanique, caractérisé notamment par des langues communes.
La région connait une grande période de migration à partir du Ve siècle à la suite de la chute de l'Empire romain et la montée en puissance des « royaumes barbares ». Une tribu, appelée Daner, vraisemblablement originaire de la Scanie, s'installe au Jutland et dans les îles alentour, ainsi que d'autres tribus germaniques. Leur instabilité chronique et leurs divisions incessantes au cours du VIe siècle et des suivants s'expliquent par les luttes d'influence entre les peuples de la Baltique.

### Époque viking, christianisation, naissance du Danemark

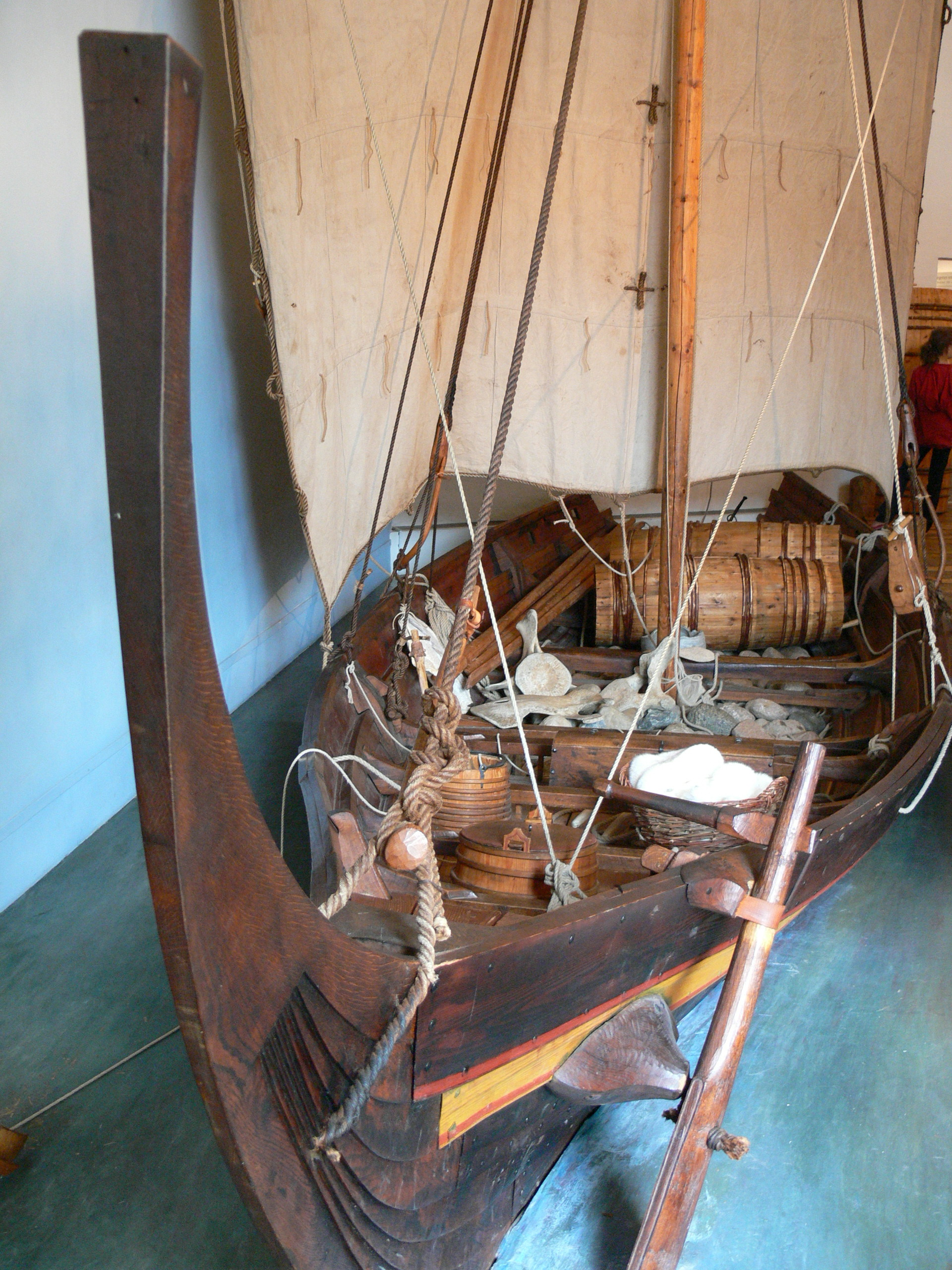
Navire viking au musée de Ribe.

La population danoise se sédentarise tôt en comparaison des autres populations d'Europe du Nord, à partir du VIIIe siècle et apparaissent les premières villes, notamment Ribe et Hedeby.
Plusieurs tentatives d'union du Danemark ont été réalisées avec plus ou moins de succès. La première en 705, avec une succession de rois danois plus ou moins légendaires, comme Harald Hildetand.
Jusqu’au XIe siècle, les Danois participèrent aux expéditions vikings, colonisant, commerçant et pillant partout en Europe : Grande-Bretagne, empire carolingien, mais aussi Espagne. Cette activité essentiellement privée, qui n'est pas uniquement destructrice, opère une colonisation et une installation au long des rivages de l'Atlantique.
La christianisation du Danemark se recoupe en partie avec l'époque Viking. En 725, l'archevêque d'Utrecht se rend au Danemark, tentant en vain de convertir le roi. Les évangélisations sont interrompues sous Charlemagne qui interdit que les missionnaires se rendent dans des territoires non soumis à son autorité. Sous le règne de Louis le Pieux elles reprennent à partir de 823, notamment sous l'impulsion de l'archevêché de Hambourg. L'archevêque Anschaire de Brême reçoit en 847 l'autorisation d'ériger une église au Schleswig. Le roi Harald Ier fonde, dès son entrée au pouvoir avec son père Gorm l'Ancien aux environs de 940, trois évêchés au Danemark : Schleswig, Ribe et Aarhus.
Le nom de Danemark apparaît pour la première fois sur les pierres de Jelling. Les inscriptions runiques commémorent à la fois l’unité du pays et sa christianisation réalisée par Harald « à la dent bleue » (Harald Blåtand) qui règne sur un territoire s'étendant du Jutland à la Scanie. Il se fait baptiser vers 965 ; cette nouvelle religion, qui permet au pouvoir royal de recevoir un certain soutien de la part du Saint-Empire, lui permet aussi d'asseoir son pouvoir en organisant la purge d'opposants adorant les divinités païennes. Peu à peu, la religion chrétienne, d'abord le fait de missionnaires venus du reste de l'Europe, s'implante localement et l'Église danoise commence elle-même à se livrer à l'action missionnaire.

### Moyen Âge, luttes d'influences en Scandinavie

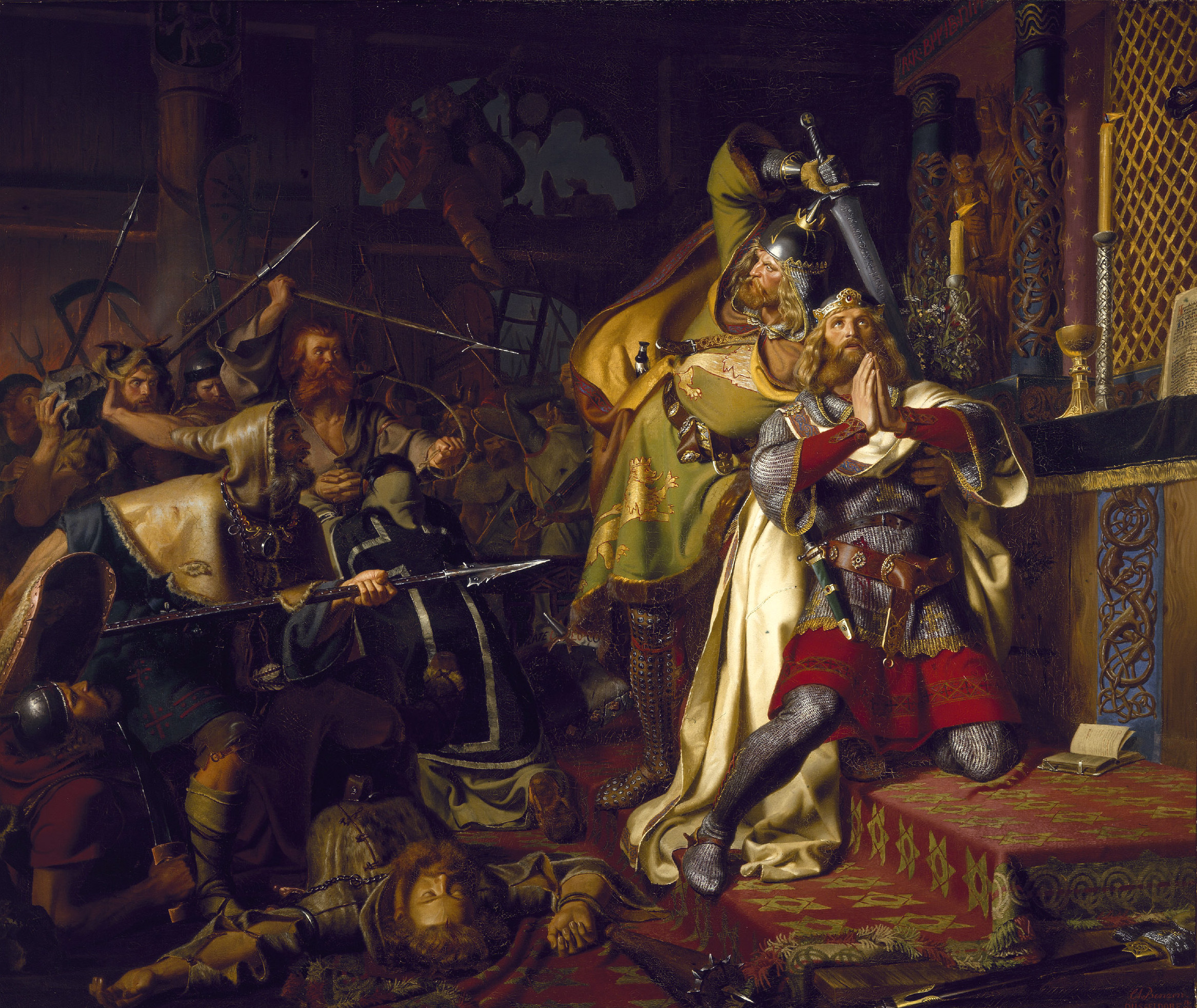
La mort de Saint Knut par Christian Albrecht von Benzon (XIXe siècle).

L'Église ne cesse d'étendre son influence séculaire. La société agricole de 700 000 personnes est à la fin du XIe siècle une société aux normes apparemment féodales : un clergé puissant, une noblesse séculière de grands propriétaires terriens qui constitue le noyau de la défense du royaume, une bourgeoisie qui grandit en même temps que les villes et une paysannerie très nombreuse. Sous le règne de Knut IV le Saint (1080-1086), la monarchie s'enrichit considérablement et contribue au rayonnement du Royaume, mais son pouvoir est contesté par son frère, Oluf Ier de Danemark, qui appuie des révoltes paysannes voyant d'un mauvais œil cet essor. Knut IV est assassiné en 1086.
Un moment fief du Saint-Empire entre 1153 et 1162, le royaume de Danemark redevient indépendant sous Valdemar le Grand qui impose une monarchie héréditaire. Sous son égide, le royaume entreprend au début du XIIIe siècle des conquêtes militaires vers la Baltique, comme l'Estonie, et l'Allemagne du Nord, devenant une puissance incontournable. À un moment ou à un autre, le royaume contrôla l’Angleterre, la Suède, la Norvège, la mer Baltique et des territoires en Allemagne.
La peste noire décime la population danoise à partir de 1350, entraînant par là-même une crise économique et des bouleversements sociaux : la dynastie régnante, les Esthrithides, éteinte, entame une lutte de succession résolue sous l'impulsion de Marguerite Ire de Danemark, qui, à partir de 1387, devient reine de Danemark, de Norvège et de Suède avant de céder sa place à son petit-neveu, Éric de Poméranie, couronné le 17 juin 1397. Naît alors l'union de Kalmar, où les trois royaumes qui conservent leur autonomie juridique et leur administration, s'accordent pour avoir le même roi et posséder des organes administratifs communs. Cette union, interrompue plusieurs fois, marquera un rapprochement culturel indéniable entre ces trois pays de la Scandinavie. Le Danemark prend la tête économique et politique de cet ensemble, face à la puissance des villes de la Hanse.
La Suède recouvre son indépendance grâce à Gustave Vasa en 1523, notamment en mettant à profit le conflit entre la noblesse suédoise et le roi Christian II et force les Danois à quitter le territoire suédois. L'union de Kalmar prend définitivement fin. La couronne de Norvège, en revanche, demeure unie à celle du Danemark pour former le royaume de Danemark-Norvège.

### Période moderne, une puissance européenne majeure
La Réforme luthérienne s'impose après une guerre civile de 3 années déclenchée par une crise de succession : l'Église catholique refuse en 1533 de reconnaître l'élection de Christian III, converti au luthéranisme, mais cède finalement, et la Réforme devient religion d'État en 1536. Le Danemark s'enrichit durant le XVIe siècle, en grande partie grâce à l'accroissement du trafic maritime dans l'Øresund. Le pays contrôlant les deux côtes du détroit du Petit Belt, il profite de la manne que représente la taxation des commerçants l'empruntant depuis la mise en place du péage en 1429. Sous les règnes de Frédéric II et de Christian IV, le pouvoir royal s’attelle à la modernisation de l'économie du pays, notamment de l'agriculture, de la flotte marchande et du commerce maritime (la marine de guerre, pour sa part, connaît elle aussi une modernisation). Les nouvelles conditions favorisent l'apparition d'une noblesse aisée qui réduit les paysans au servage. Mais ce développement, encore accéléré par l'immigration massive de réfugiés hollandais après la guerre de Quatre-Vingts Ans aux Pays-Bas, se fait parallèlement à une rivalité persistante avec la Suède contre laquelle le Danemark entre en guerre à six reprises entre 1563 et 1720 : la partie sud de la Suède moderne, appelée Scanie (Skåne), sera cédée par le Danemark à la suite du traité de Roskilde en 1658.

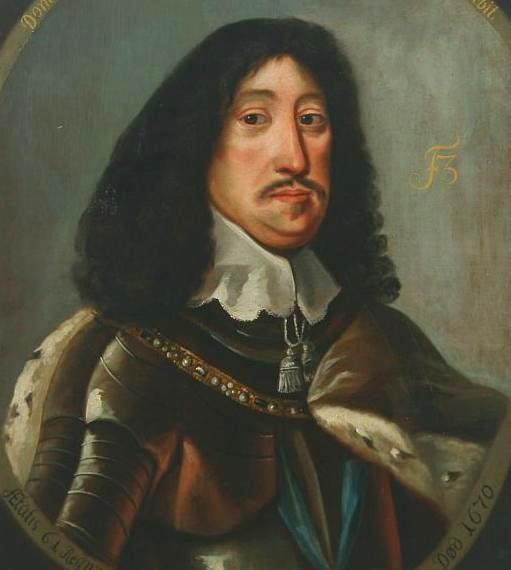
Portrait de Frédéric III (1648-1670).

Mais ces guerres incessantes causent dommages et destructions, et laissent les finances du pays exsangues, que le roi veut renflouer par la convocation des états généraux en 1660. La bourgeoisie et le clergé las des faveurs accordées à la noblesse par une monarchie élue par elle, provoque une insurrection qui conduit à l'hérédité de la succession et permet à Frédéric III d'instaurer une monarchie absolue durant cette même année.

Les possessions danoises en 1780 incluaient le Schleswig du Sud aujourd'hui allemand, la Norvège, l'Islande, les Îles Féroé ainsi que le Groenland.

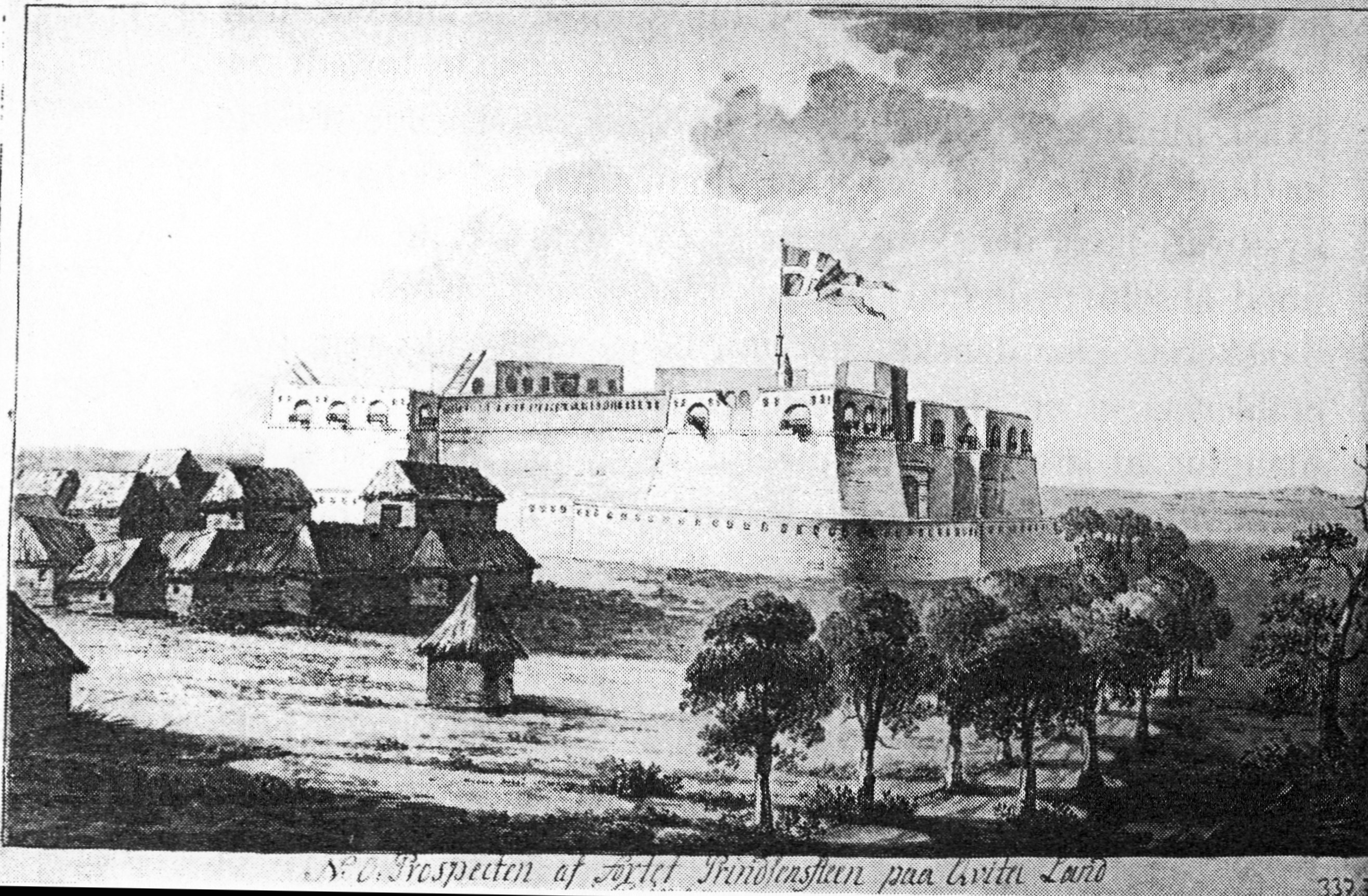
Le fort Prinsensten à la fin du XVIIIe siècle.

Le Danemark entame un nouveau mouvement d'expansion à partir du XVIIe siècle : il commerce avec le reste de l'Europe grâce à sa flotte marchande qui échange toutes sortes de produits avec des contrées de plus en plus lointaines : Chine, comptoirs aux Indes, Antilles. Le Royaume conserve le Groenland et l'Islande (dans l'Atlantique nord), colonies dont la couronne avait hérité des Norvégiens, mais il s'engage aussi dans la course aux terres à coloniser dans le reste du monde : il s'établit notamment à Tranquebar, sur la côte sud de l'Inde, en 1620, ou à Saint-Thomas dans les actuelles Îles Vierges américaines en 1671. Les compagnies coloniales danoises prospèrent particulièrement aux Indes et dans l'Afrique de l'Ouest notamment grâce aux comptoirs établis le long des côtes africaine pour le commerce des esclaves.

### XIXesiècleà 1945, déclin relatif, nationalisme et démocratie
Le XIXe siècle voit un déclin relatif de la puissance danoise. Allié forcé de Napoléon Ier pendant les guerres napoléoniennes, le Danemark est bombardé par l'Angleterre en 1807 et encerclé par un blocus portuaire par la flotte britannique.

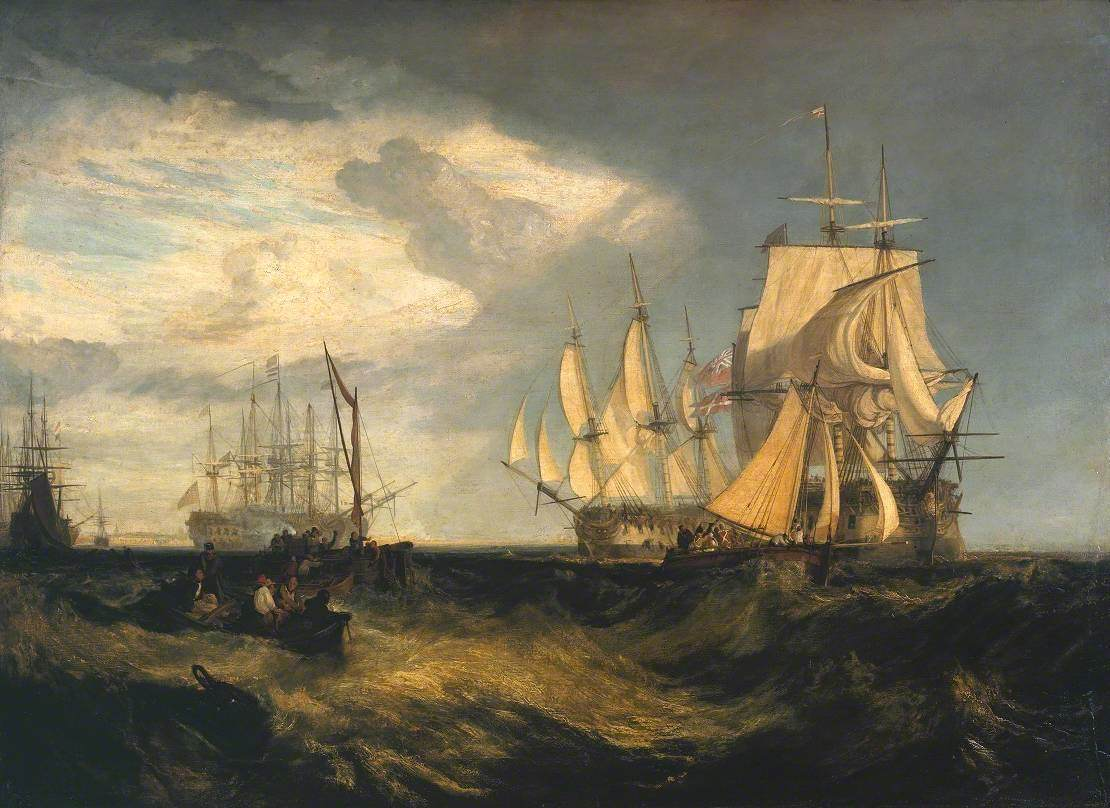
Deux navires danois capturés, entrant dans le port de Portsmouth, par William Turner.

William Turner se rendit à Portsmouth en 1807, pour voir l'arrivée de deux navires danois capturés et faire des croquis sur lesquels cette peinture était basée. Le titre original de l'œuvre était Spithead : deux navires danois capturés, entrant dans le port de Portsmouth. Au moment où le tableau a été exposé à la Royal Academy en 1809, le tollé politique contre l'opération était tel qu'il jugea opportun de changer le titre en «L'équipage du bateau récupérant l'ancre». Cette huile sur toile est conservée à la Tate Britain à Londres.
L'économie danoise souffre énormément du blocus, ce qui conduit à la faillite de l'état danois en 1814. La Suède de Charles-Jean en profite pour attaquer le Danemark, forçant Frédéric VI à signer le traité de Kiel le 14 janvier 1814 transférant le royaume de Norvège à la Suède, à l'exception du Groenland, de l'Islande et des îles Féroé, qui sont laissées au Danemark.

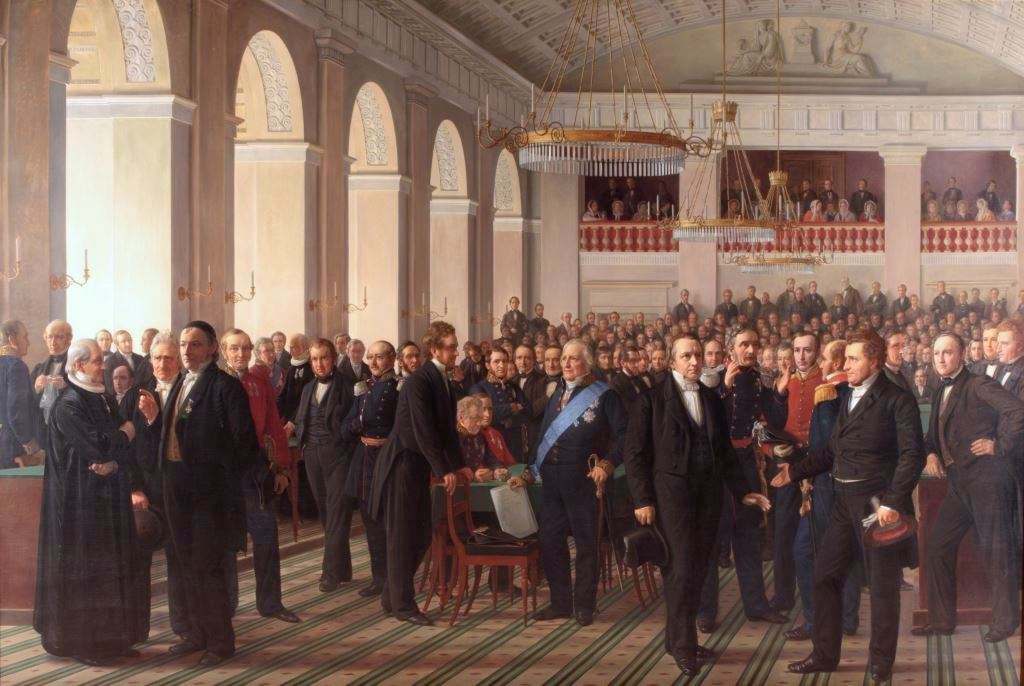
L'Assemblée nationale constituante, rassemblée le 23 octobre 1848, par Constantin Hansen.

Exsangue de ces revers militaires et économiques, en 1831, le pays dirigé par Frédéric VI instaure des assemblées d'État provinciaux. Mais le mouvement nationaliste au Danemark devient de plus en plus puissant tout au long du XIXe siècle. Dans le sillage des révolutions européennes de 1848, le Danemark devient une monarchie constitutionnelle avec la signature d'une première Constitution parlementaire le 5 juin 1849 : la diète se compose de deux assemblées, le Folketing (Chambre du peuple) et le Landsting (Chambre des grands propriétaires).
Le règlement de la future succession au trône donne lieu en 1848 à des troubles entre nationalistes danois et activistes allemands, le Schleswig, le Holstein et le Lauenbourg ayant tenté à cette occasion de se séparer du Danemark, avec l'appui de la Prusse. À la mort de Frédéric VII de Danemark (1863), l'Allemagne réunie à Francfort réclame l'indépendance du Holstein et du Schleswig, ce qui donne lieu à deux guerres des Duchés dont la seconde en 1864 est désastreuse pour le Danemark : il est contraint de céder ces trois duchés.
De 1815 à 1914, plus de trois cent mille Danois émigrent définitivement, la plupart vers les États-Unis. En 1901, le régime parlementaire est instauré de facto. Durant les premières décennies du XXe siècle, le nouveau Parti radical et le plus ancien Parti libéral se partagent le pouvoir. Les femmes obtiennent le droit de vote en 1915 et quelques-unes des colonies danoises sont vendues aux États-Unis. Durant cette période, le Danemark inaugure d'importantes réformes sociales et du marché du travail, jetant les bases de l'état-providence actuel.

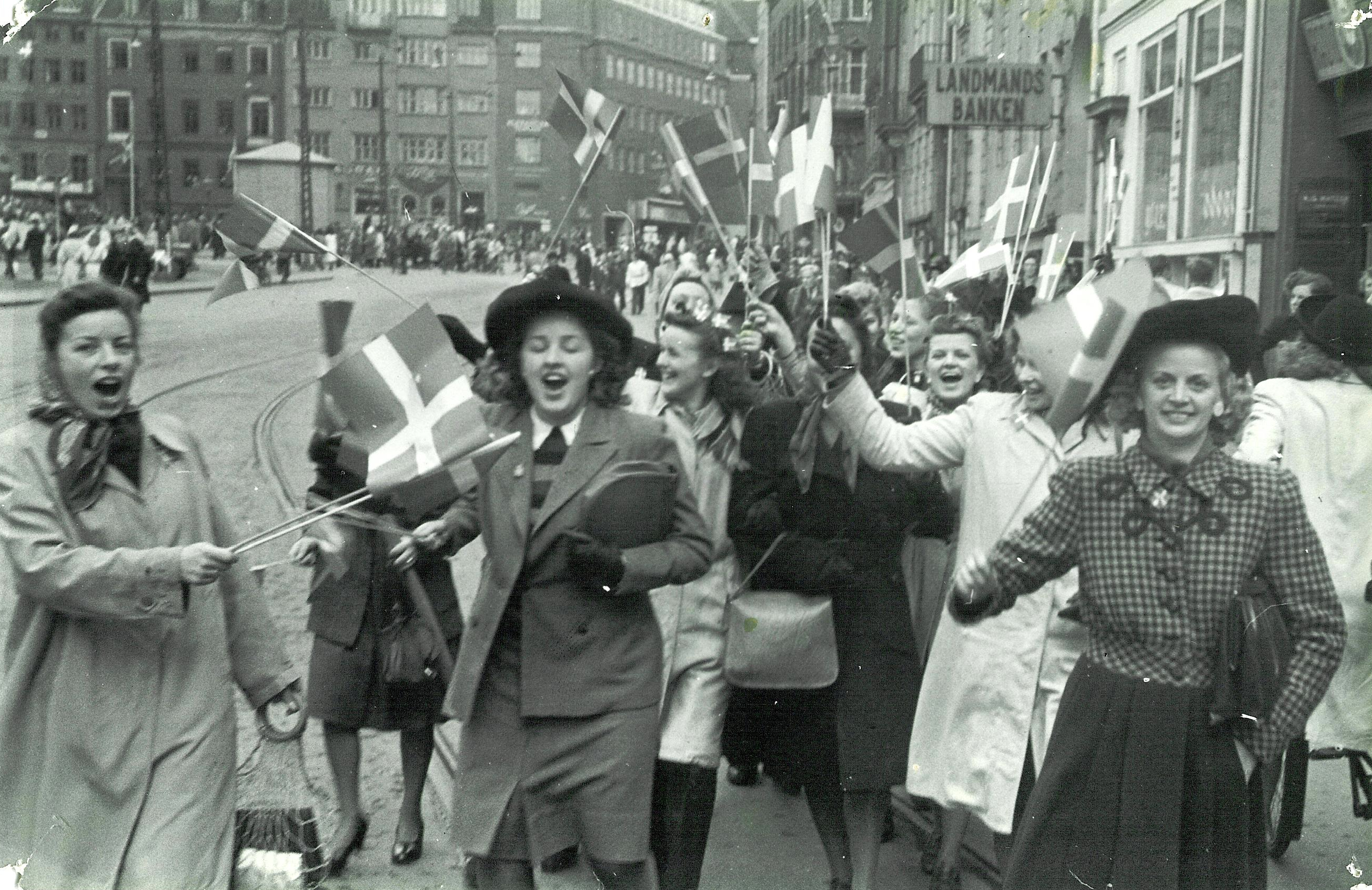
Scène de liesse populaire après la libération du pays le 5 mai 1945 à Strøget, Copenhague.

Resté neutre pendant la Première Guerre mondiale, le pays est néanmoins considérablement affecté par le conflit mondial : le commerce a été largement interrompu, suivi par l'instabilité financière en Europe. Néanmoins, le Danemark a repris en 1920 une partie du Schleswig-Holstein, le Nord-Schleswig à l'issue de deux plébiscites prévus par le Traité de Versailles.
Bien que le Danemark se soit déclaré neutre au début de la Seconde Guerre mondiale, le 9 avril 1940, la Wehrmacht envahit son territoire, sans rencontrer de résistance, le roi Christian X étant conscient de la supériorité militaire du Troisième Reich. Le roi propose en vain à Adolf Hitler le régime du protectorat[réf. nécessaire]. Le pays fut occupé pendant toute la Seconde Guerre mondiale, dans des conditions toutefois beaucoup moins drastiques que dans les autres pays d'Europe : le Parlement put initialement maintenir ses sessions et la police resta sous contrôle danois. Malgré cela la population devint de plus en plus hostile aux Allemands ; les actes violents de résistance et l'organisation du sauvetage des Juifs, qui permit de faire évacuer et de protéger quelque 99 % de la population juive, conduisirent l'Allemagne nazie à considérer le Danemark comme territoire ennemi dès 1942 et à dissoudre le gouvernement danois en 1943.
En 1944, l'Islande rompt l'union personnelle avec le Danemark, qui reconnait la séparation à la fin de la Seconde Guerre mondiale. Le pays fut libéré en mai 1945.

### Depuis 1945, le Danemark contemporain
En 1948, les Îles Féroé obtiennent un statut autonome. En 1953, d'autres réformes politiques sont effectuées avec l'adoption d'une nouvelle constitution : le Landsting, la chambre haute du parlement, est supprimé, le statut de colonie du Groenland est aboli et les femmes obtiennent le droit de monter sur le trône.

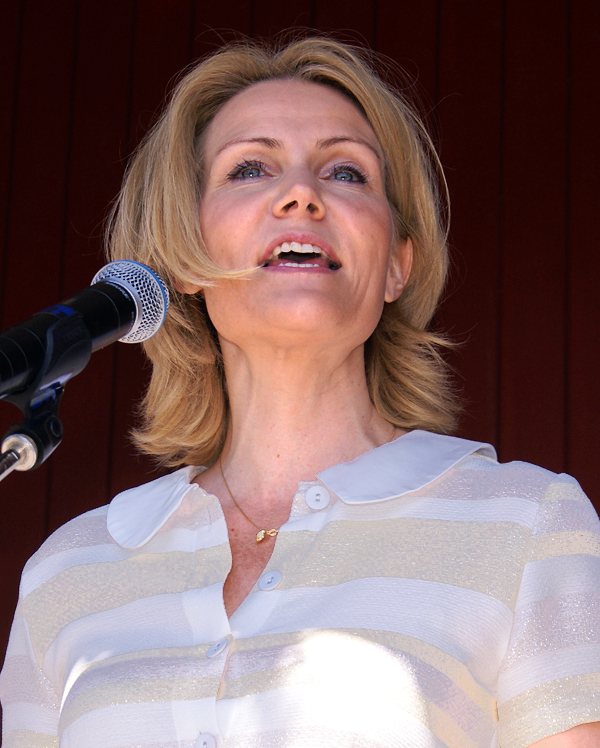
Helle Thorning-Schmidt, première femme Premier ministre du Danemark entre 2011 et 2015.

Après la guerre, le Danemark renonce à sa neutralité sous la menace grandissante de l'URSS. Il s'installe résolument dans le bloc de l'Ouest : il devient membre fondateur de l'Organisation des Nations unies et de l'OTAN, même s'il a tout d'abord essayé de former une union de défense scandinave avec la Norvège et la Suède.
Le 5 juin 1953, une nouvelle constitution, à régime unicaméral, à possibilité de succession féminine au trône, à régime parlementaire de jure, est signée par le roi Frédéric IX.
Le pays participe activement à la construction de l'Europe politique et économique. En 1960, le Danemark devient membre de l'Association européenne de libre-échange (AELE). En 1972, les Danois acceptent par référendum de rejoindre la Communauté européenne et le Danemark en devient membre le 1er janvier 1973. Depuis lors, le Danemark est un membre hésitant de l'Europe, rejetant de nombreuses propositions et refusant notamment par référendum le traité de Maastricht le 2 juin 1992 (50,7 % de votes négatifs) et l'euro le 28 septembre 2000 (53,2 % de votes négatifs). Le Danemark refuse aussi de participer à la Politique de sécurité et de défense commune mais demeure membre de l'espace Schengen. Le pont de l'Øresund, pont ferroviaire et routier à la fois, relie depuis 2000, Copenhague à la ville de Malmö en Suède, symbole de cet ancrage du pays au sein de l'Europe.
En 2011, le Danemark élit sa première femme Premier ministre, Helle Thorning-Schmidt.
Le pays n'est pas épargné par la menace terroriste présente en Europe occidentale depuis la décennie 2010 : les 14 et 15 février 2015, deux fusillades éclatent (attaques islamistes), la première lors d'une conférence nommée « Art, blasphème et liberté d'expression » (danois : Kunst, blasfemi og ytringsfrihed), la seconde le lendemain devant la Grande Synagogue de Copenhague, faisant au total 2 morts plus l'assaillant et 5 blessés.

## Géographie

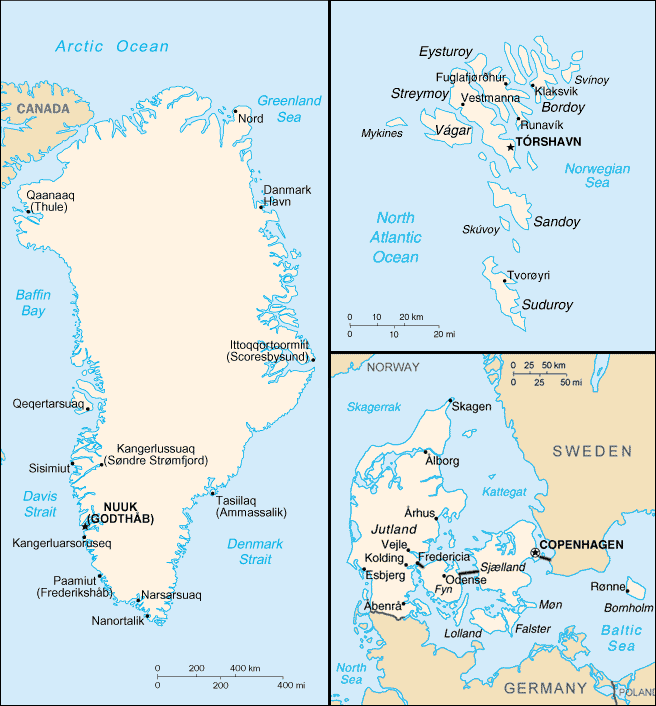
L'ensemble des territoires du Danemark : le Groenland, les îles Féroé et le Danemark propre.

Bordé par la mer Baltique, le Kattegat, le Skagerrak et la mer du Nord, le Danemark est situé au nord de l’Allemagne, au sud de la Norvège et au sud-sud-ouest de la Suède. Le Danemark est constitué d’une péninsule, le Jutland (Jylland) et de 443 îles, dont 72 sont habitées, formant un ensemble appelé l'archipel danois. Les plus importantes sont Seeland (Sjælland), Vendsyssel-Thy et l’île de Fionie (Fyn). L’île de Bornholm est située à l’est-sud-est du reste du pays dans la mer Baltique. L'ensemble des côtes danoises représentent 8 750 km de littoral. Le point le plus éloigné du littoral dans le pays est situé à 52 km de la côte. Les îles principales sont reliées par des ponts et le pont de l'Øresund relie le Seeland avec la région de Scanie en Suède.
Si le Danemark est peu doté en ressources naturelles, il dispose néanmoins, en plus de sa position stratégique de carrefour maritime, de pétrole, de gaz naturel et de ressources halieutiques.

### Hydrographie et reliefs
Le Danemark est l'un des pays les plus plats du monde (point culminant : 160 mètres ; altitude moyenne : 30 mètres au-dessus de la mer), ce qui en fait le second pays européen le plus vulnérable à la montée des m et aux tempêtes (après les Pays-Bas). Le pays est toutefois parsemés d'eskers qui peuvent former des vallées et massifs aux pentes marquées (Himmelbjerget par exemple). Les glaciers ont aussi laissé des falaises crayeuses typiques (île de Møn). Les côtes sont essentiellement dunaires sur la façade occidentale. L'île de Bornholm présente un relief particulier par rapport au reste du pays avec des côtes rocheuses sur une bonne partie de son pourtour. Le point culminant est le Yding Skovhøj situé dans le Jutland avec ses 173 mètres.
Les cours d'eau (fleuves) les plus longs sont :
- le Gudenå avec 158 km[32] ;
- la Storå avec 104 km.

### Climat

Découpage du territoire selon la classification de Köppen.

Le Danemark dispose d'un climat tempéré compte tenu de sa situation méridionale comparé au reste de la Scandinavie. Les hivers sont généralement humides, venteux, mais doux et les étés, assez frais, peuvent connaître des passages pluvieux fréquents. Selon la classification de Köppen, son territoire est partagé entre :
- un climat continental humide (Dfb), plutôt au nord ;
- et un climat océanique humide tempéré au sud (Cfb), pour les parties méridionales de la péninsule continentale du Jutland et le sud des îles de Seeland et de Falster.

Il tombe environ 1 340 mm de précipitations sur toute l'année de manière assez stable sur l'année. Les mois les plus pluvieux sont entre les mois de novembre (121 mm) et de mai (134 mm).
La variation moyenne de température sur l'année enregistrée est de 15,9 °C. Le mois de juillet est le plus chaud de l'année avec une température moyenne de 17,4 °C et janvier le plus froid avec 1,5 °C. La température moyenne annuelle, elle, est fixée à 8,8 °C.
| Mois                                | jan. | fév. | mars | avril | mai  | juin | jui. | août | sep. | oct. | nov. | déc. | année |
| ----------------------------------- | ---- | ---- | ---- | ----- | ---- | ---- | ---- | ---- | ---- | ---- | ---- | ---- | ----- |
| Température minimale moyenne (°C)   | −0,8 | −1,3 | −0,2 | 3,6   | 7,4  | 10,6 | 13,4 | 13,5 | 10,2 | 6,2  | 3,2  | −0,3 | 5,5   |
| Température moyenne (°C)            | 1,5  | 1,2  | 3    | 7,5   | 11,4 | 14,6 | 17,4 | 17,2 | 13,8 | 9,4  | 5,7  | 2,2  | 8,8   |
| Température maximale moyenne (°C)   | 3,3  | 3,3  | 6,1  | 11,5  | 15,5 | 18,5 | 21,6 | 21,2 | 17,5 | 12,3 | 7,9  | 4,2  | 11,9  |
| Ensoleillement (h)                  | 47   | 71   | 146  | 198   | 235  | 239  | 232  | 196  | 162  | 111  | 58   | 45   | 1 739 |
| Précipitations (mm)                 | 66   | 50   | 43   | 37    | 53   | 68   | 77   | 91   | 62   | 83   | 75   | 61   | 765   |
| Nombre de jours avec précipitations | 18   | 15   | 13   | 11    | 13   | 13   | 14   | 16   | 14   | 17   | 20   | 17   | 181   |

### Subdivisions

Le Danemark métropolitain est divisé en 5 régions ayant remplacé les anciens amter depuis 2007.

Le Danemark étant un État unitaire, les collectivités territoriales ne sont pas souveraines et ne disposent pas d'autonomie législative. Elles disposent en revanche d'un principe de libre administration garanti par l'article 82 de la Constitution dans sa version de 1953. Depuis le 1er janvier 2007, et à la suite d'une décision gouvernementale de juillet 2004, les 13 amter ont été remplacés par 5 régions, principalement compétentes en matière de sécurité sociale, de culture et d'éducation :
- la région du Jutland du Nord (Nordjylland) abritant 579 829 habitants ;
- la région du Jutland central (Midtjylland) abritant 1 282 750 habitants ;
- la région du Danemark du Sud (Syddanmark) abritant 1 200 656 habitants ;
- la région de Sjælland (Sjælland) abritant 816 726 habitants ;
- et la région de la Capitale (Hovedstaden) abritant 1 699 387 habitants.

Le territoire est ensuite subdivisé entre 270 communes regroupées en 98 structures de 20 000 habitants avec des responsabilités proches de celles des anciens amter.
L'archipel Ertholmene, 39 hectares (0,39 km2), et peuplé de 90 habitants (2014), situé au nord-est de l'île de Bornholm, ne fait partie d'aucune région. Le Groenland et les îles Féroé sont deux régions autonomes rattachées au Danemark. Le royaume de Danemark, qui inclut ces deux territoires insulaires, couvre 2 220 093 km2.
Le Groenland, Grønland en danois (« terre verte »), Kalaallit Nunaat en groenlandais est une île située dans l’océan Atlantique. Bien que faisant géographiquement partie de l’Amérique du Nord, le territoire est juridiquement rattaché à l’Europe en tant que territoire autonome du Danemark. Le Groenland bénéficie d’une autonomie politique depuis 1994, fortement étendue à la suite du vote du 25 novembre 2008. Ses 56 500 habitants ont choisi, au cours d’un référendum en 1982 (entré en vigueur le 1er février 1985), de ne plus faire partie de la Communauté européenne et de la CECA auxquelles leur territoire appartenait depuis le 1er janvier 1973. À la suite du référendum du 25 novembre 2008, le Groenland a accédé le 21 juin 2009 à une autonomie renforcée. Le Danemark lui cède 32 domaines de compétences, dont ceux de la police et de la justice. Le groenlandais en est la langue officielle.
La capitale du Groenland est Nuuk (ou Godthåb en danois). La ville compte 17 000 habitants et sa population est essentiellement composée de Groenlandais (80 %) et de Danois (14,5 %).

### Villes
Les plus grandes villes sont Copenhague (sur l’île de Seeland), Aarhus (dans le Jutland) et Odense sur l’île de Fionie.

### Paysages et environnement
Le pays est plat. Il est surtout composé de côtes sablonneuses et de terres agricoles. Il ne comporte que très peu de reliefs, les points les plus élevés sont Himmelbjerget, Møllehøj, Yding Skovhøj et Ejer Bavnehøj, qui sont à 170,86, 170,77 et 170,35 mètres d’altitude. Les deux pylônes de 254 mètres de haut du pont de l’Est de la liaison du Grand Belt s’élèvent plus haut que le point culminant naturel du pays. Le territoire est composé à 55,99 % de terres arables, pourcentage le plus élevé du monde. Les terres irriguées représentent au total 4 354 km2.
Le Danemark est co-gestionnaire du site du patrimoine mondial de l'UNESCO de la mer des Wadden (zone côtière de la mer du Nord) avec l'Allemagne et les Pays-Bas. En raison de la l'importance de cet espace pour les oiseaux migrateurs, un accord de jumelage a été passé avec le site du Banc d'Arguin en Mauritanie, site lui aussi relevant de la 
Convention sur le patrimoine.

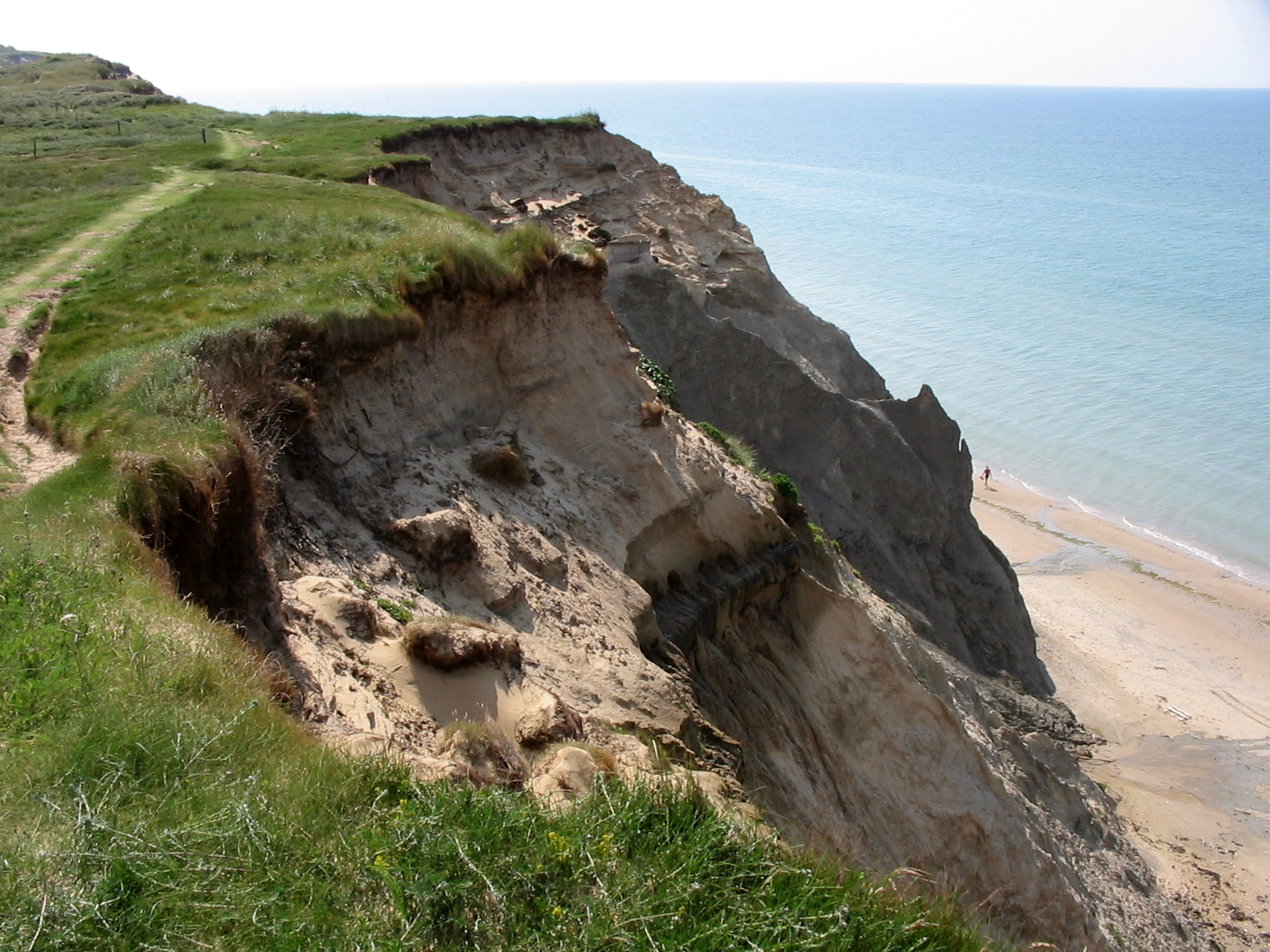
Falaises sur la Mer du Nord, près de Vendsyssel-Thy.
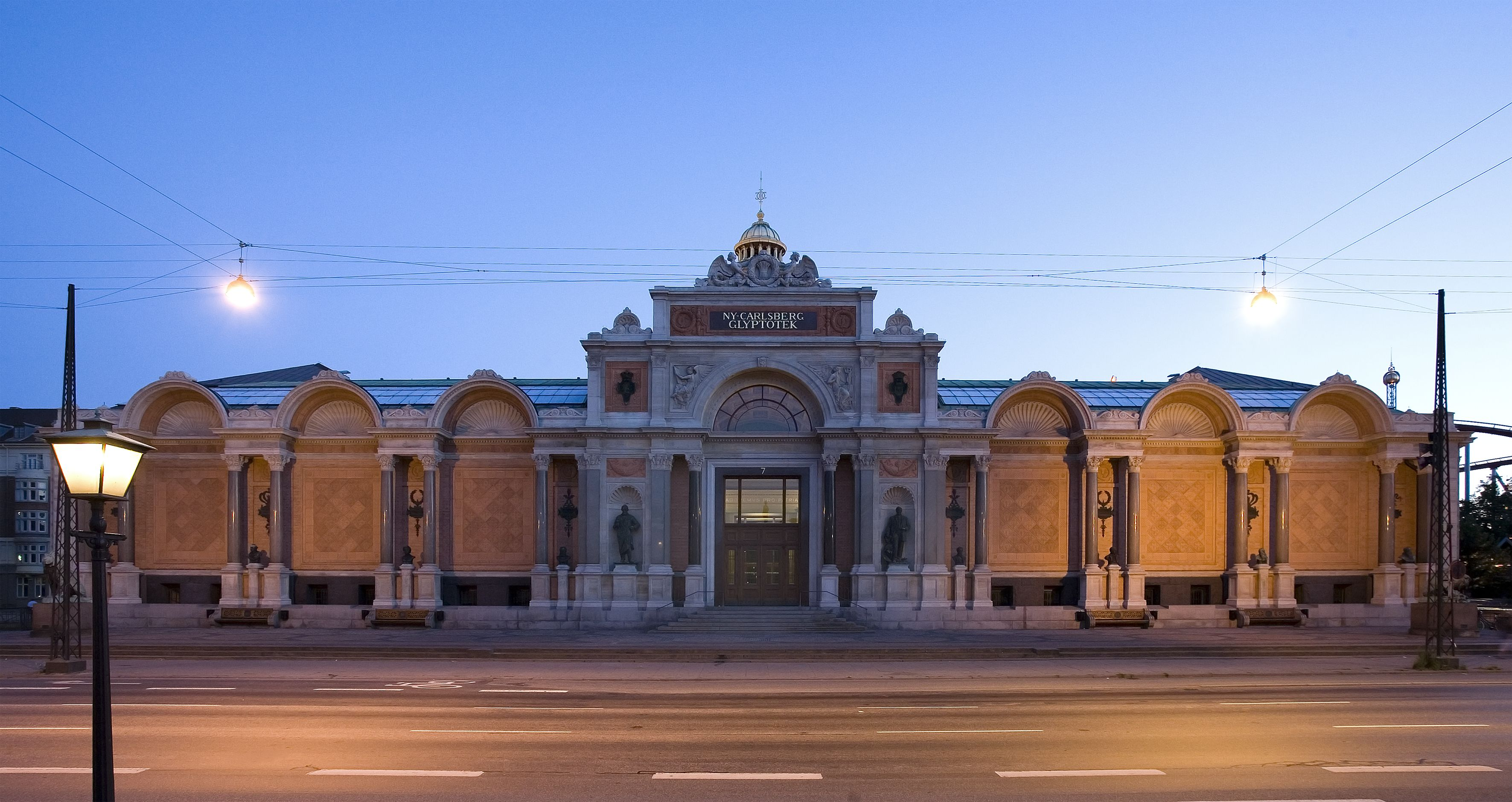
Ny Carlsberg Glyptotek, à Copenhague.
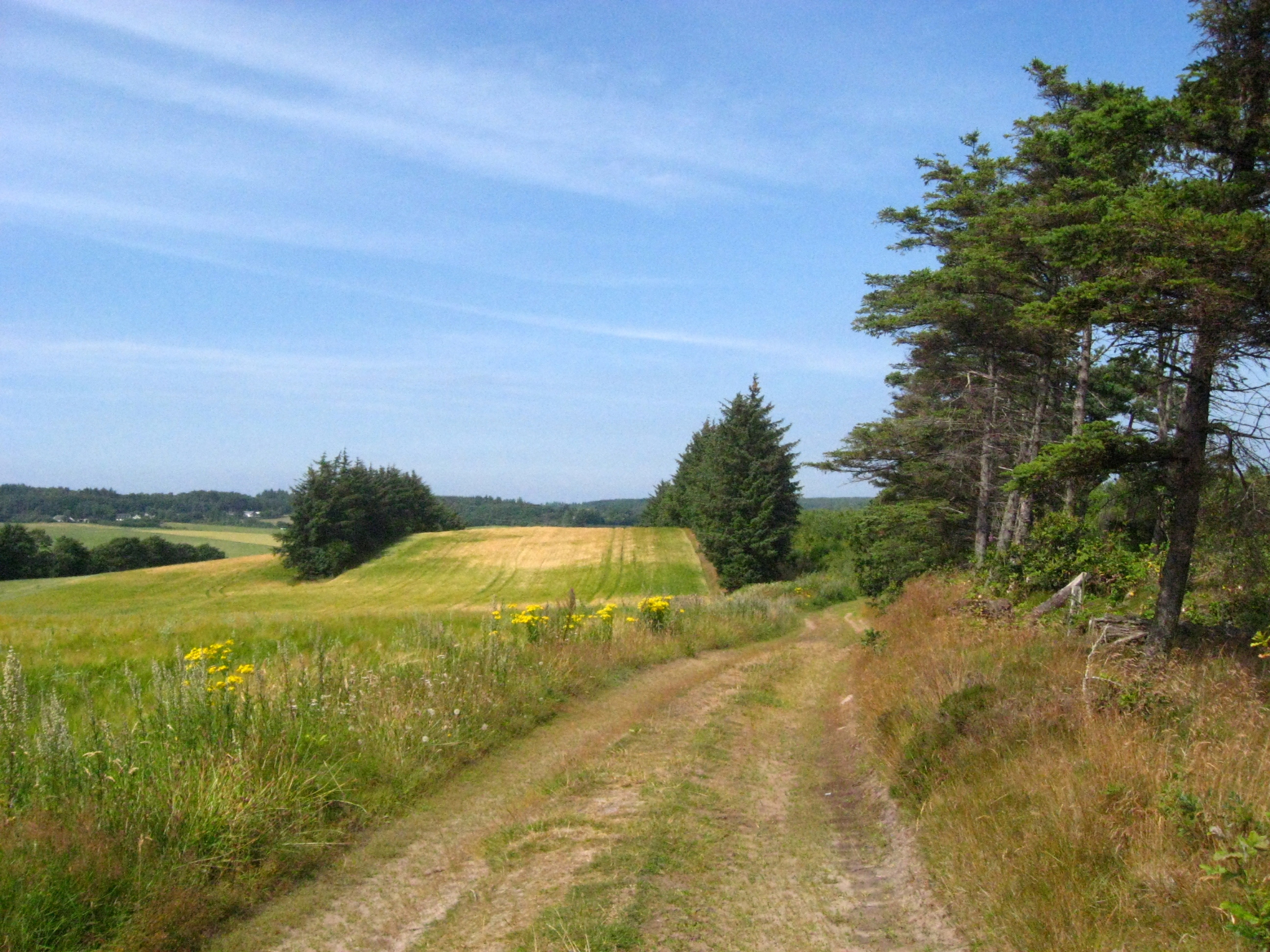
Paysage rural près de Fjerritslev (en), dans le Jutland.
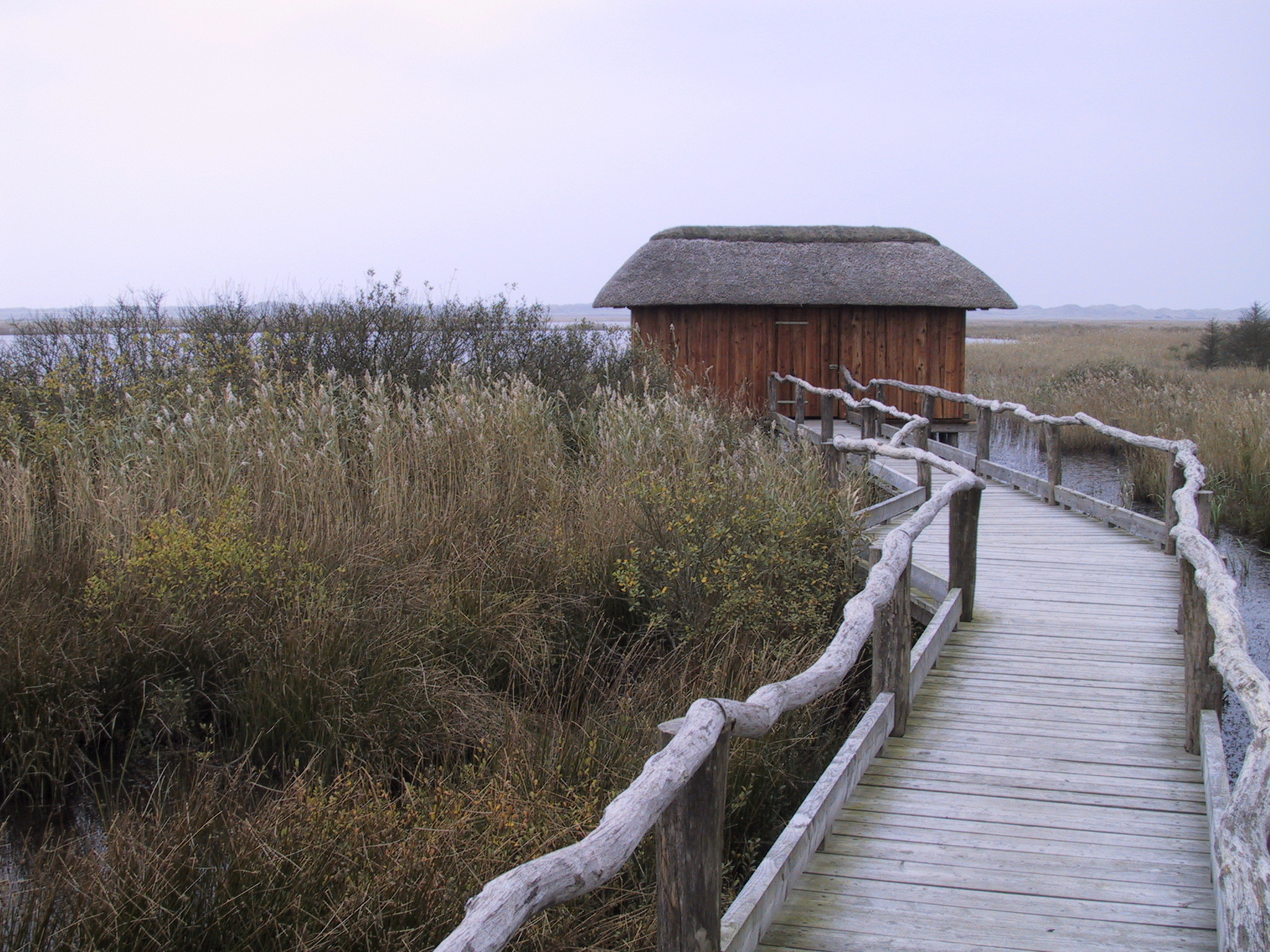
Fjord de Veststadil, dans le Jutland.
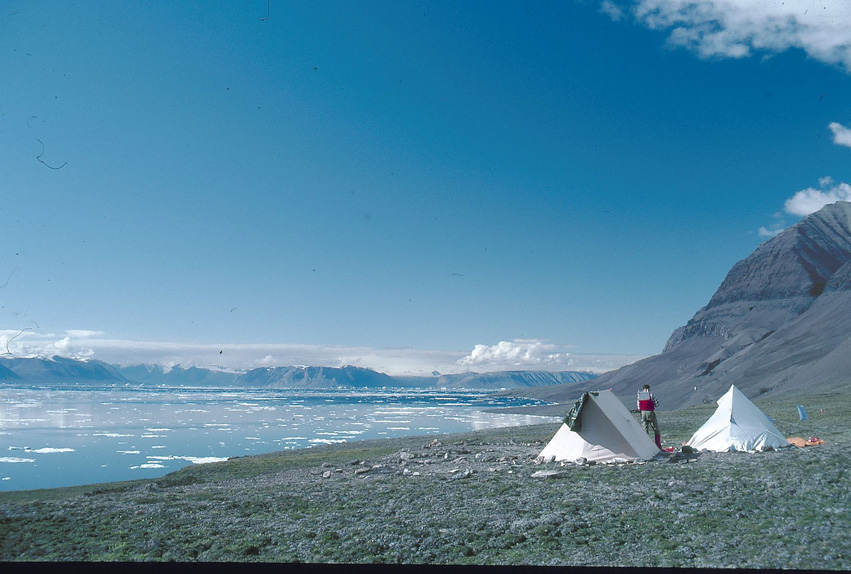
Le fjord Kejser Franz Josef au Groenland.
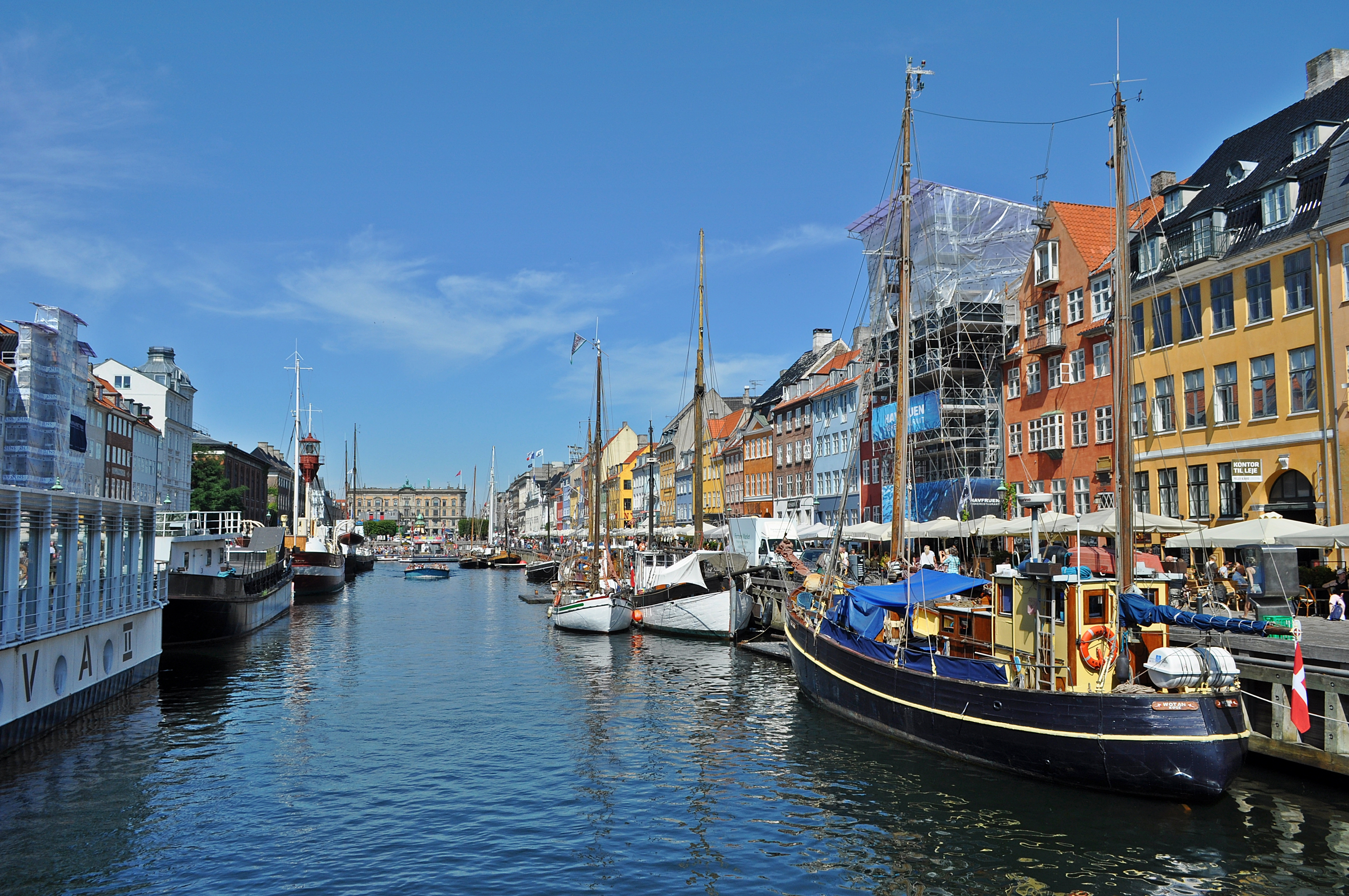
Quartier de Nyhavn, à Copenhague.
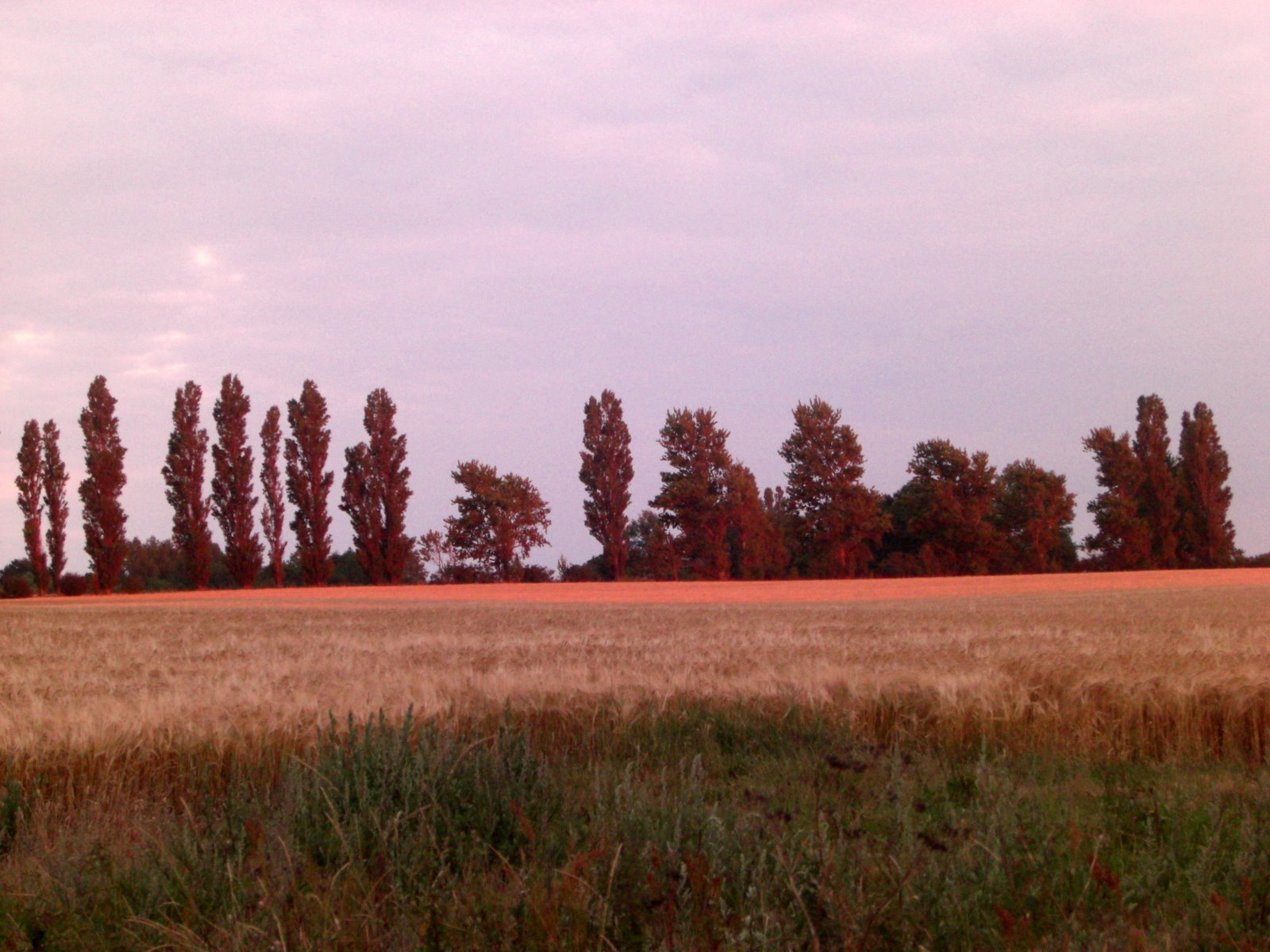
Paysage près de Femo.
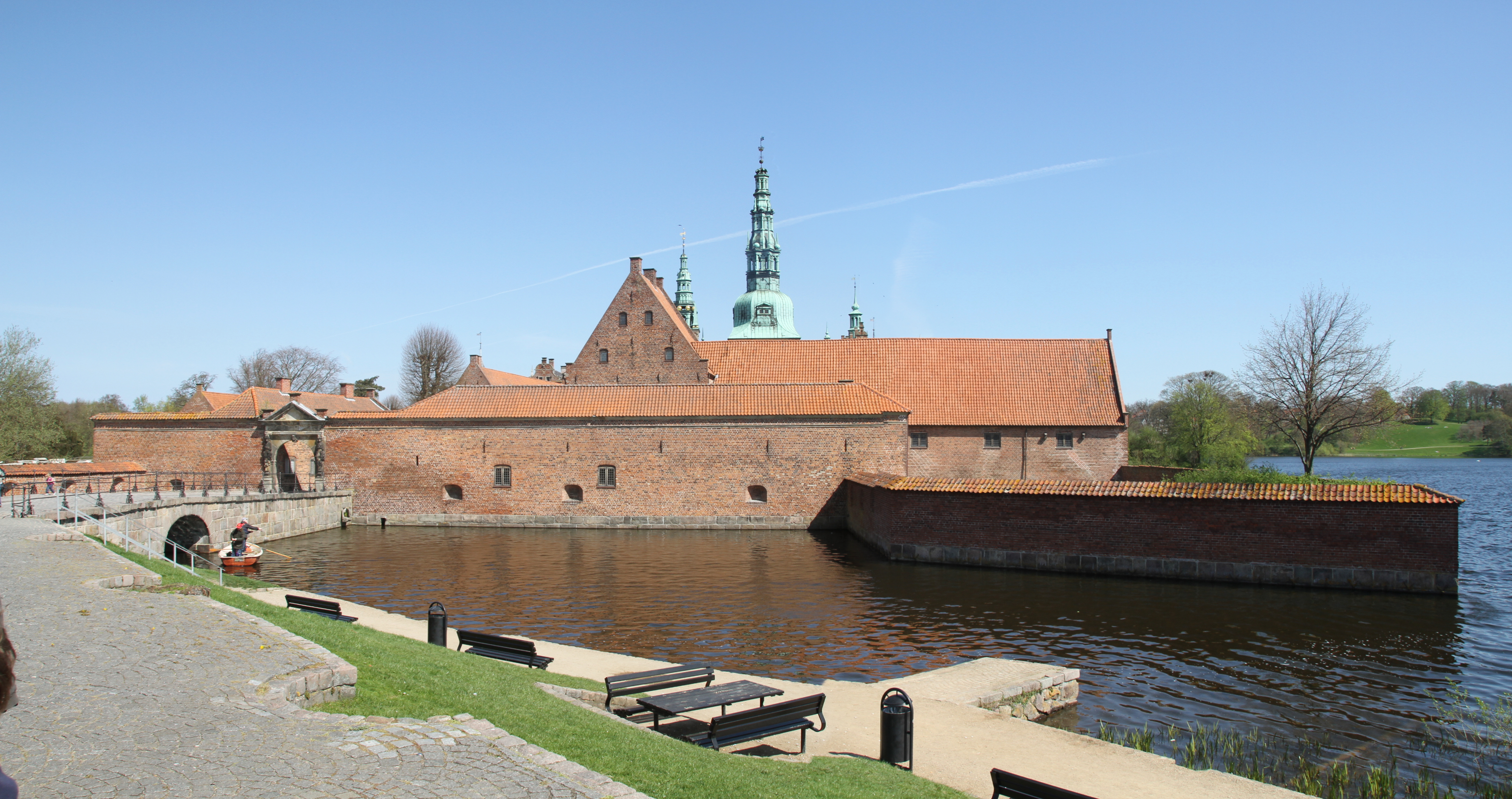
Château de Frederiksborg, à Hillerød.
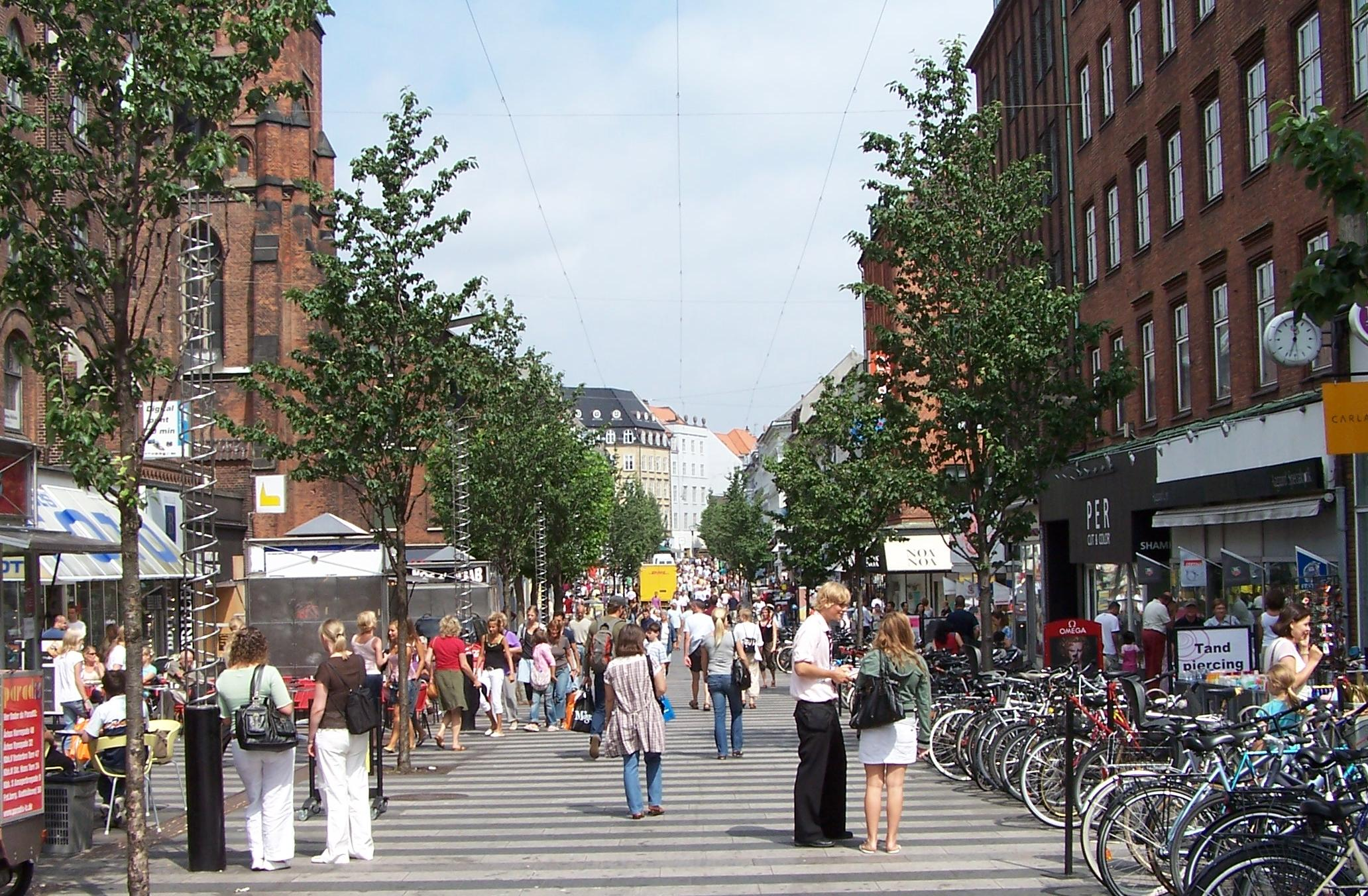
Strøget, rue piétonne marchande d'Aarhus.
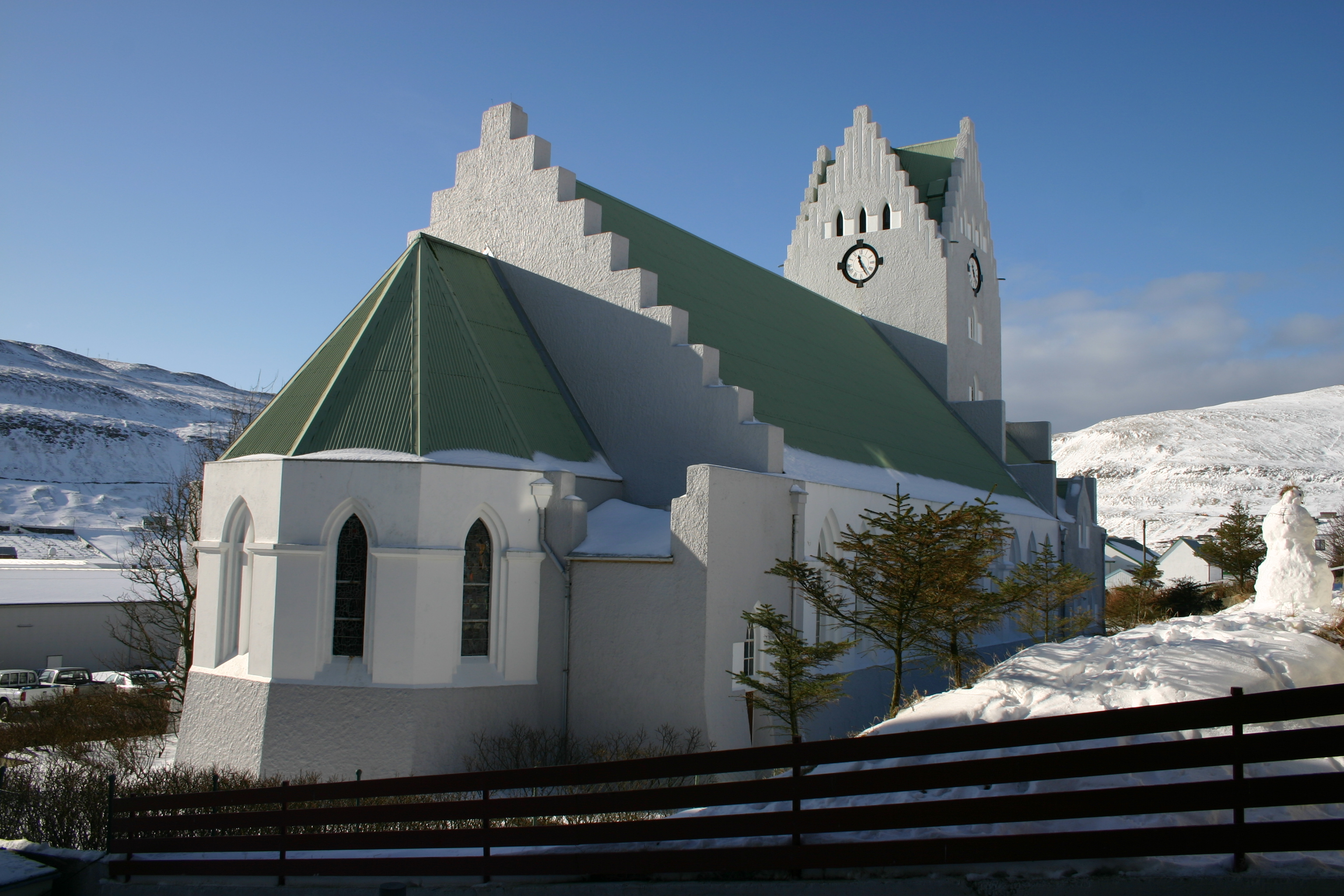
Église de Vagur, dans les îles Féroé.
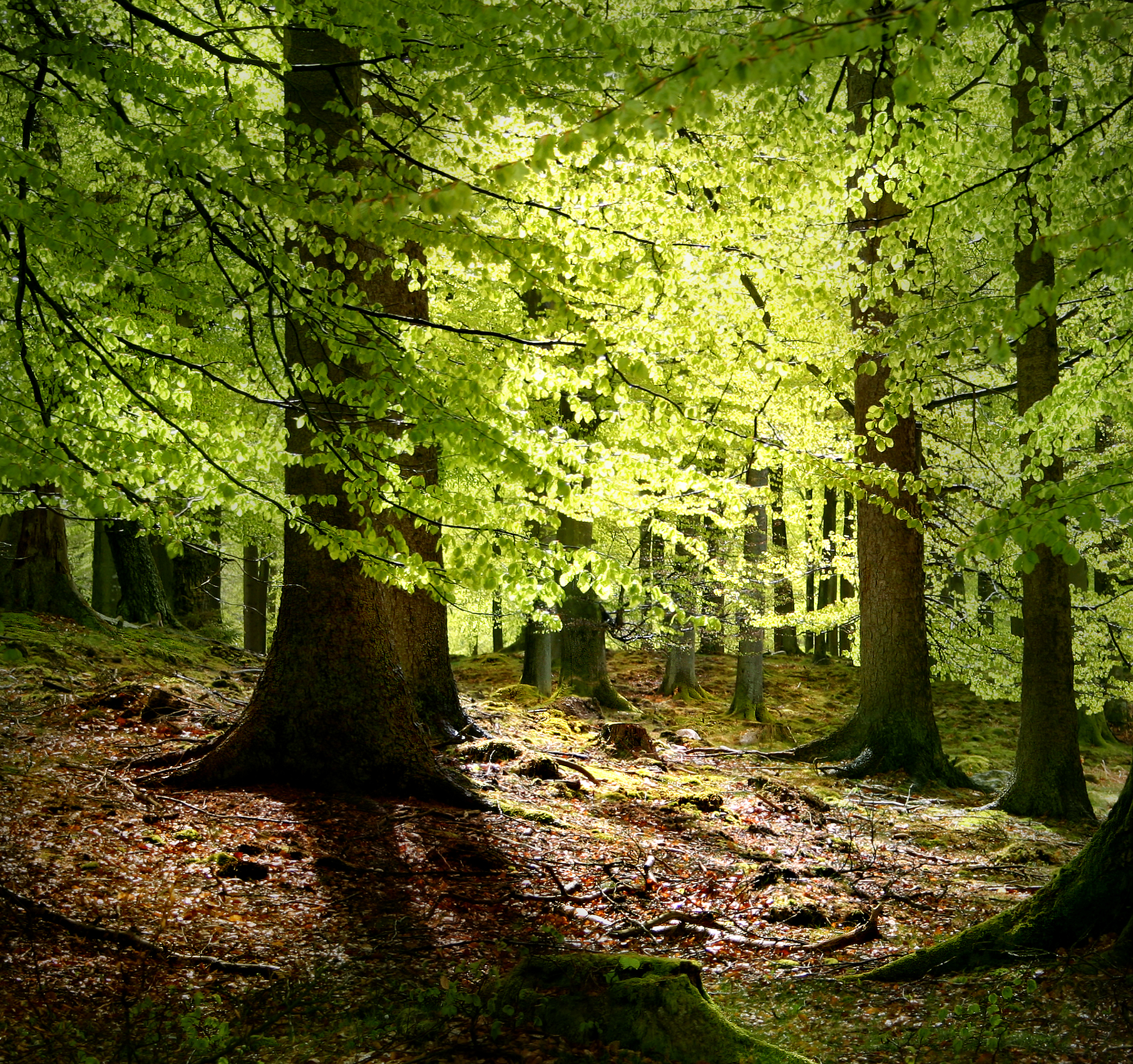
Forêt de Gribskov, dans le nord de Seeland.
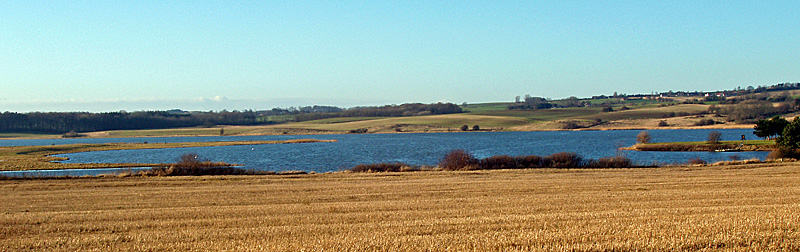
Fjord de Norsminde dans le sud-ouest.
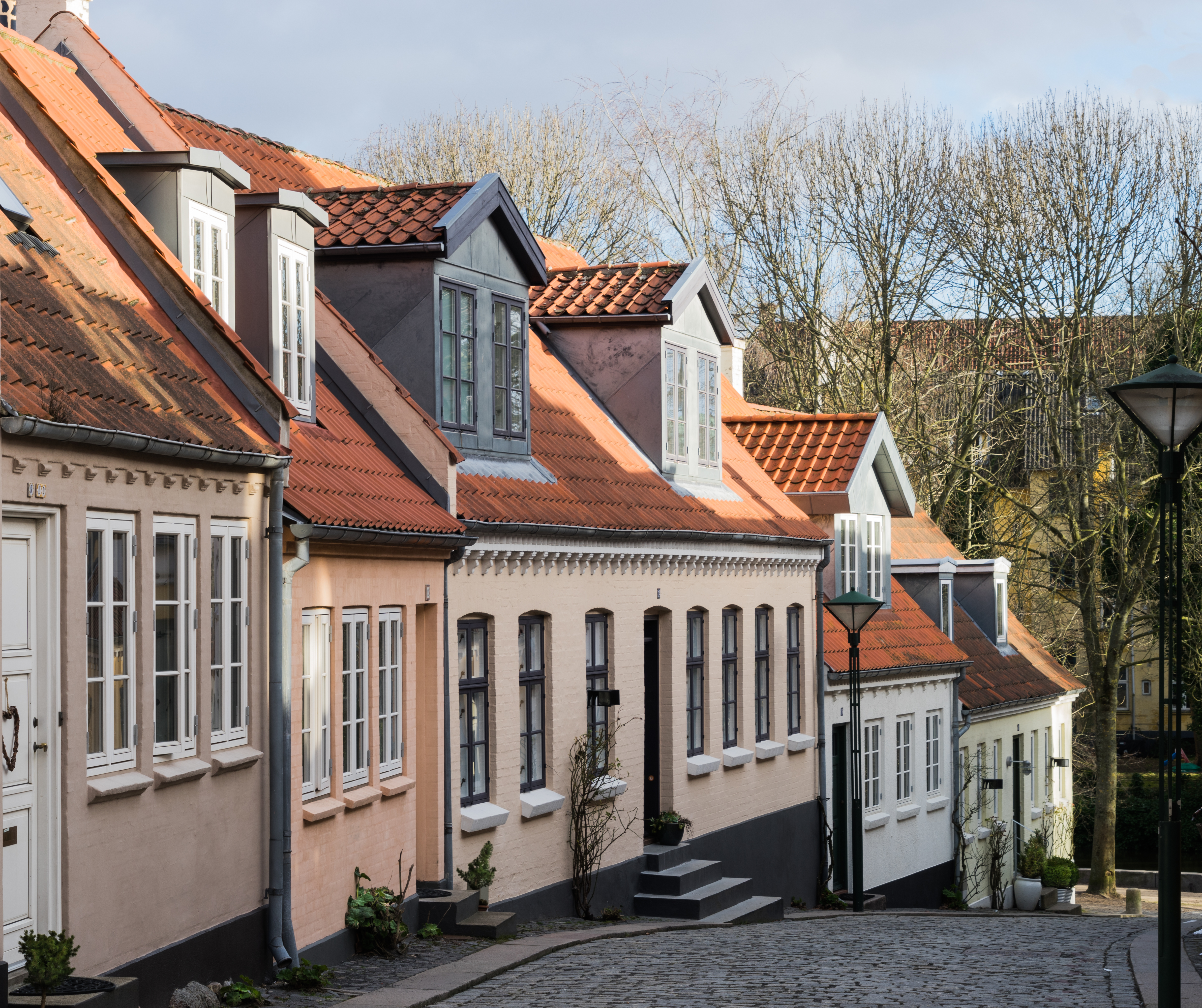
Rues d'Odense.
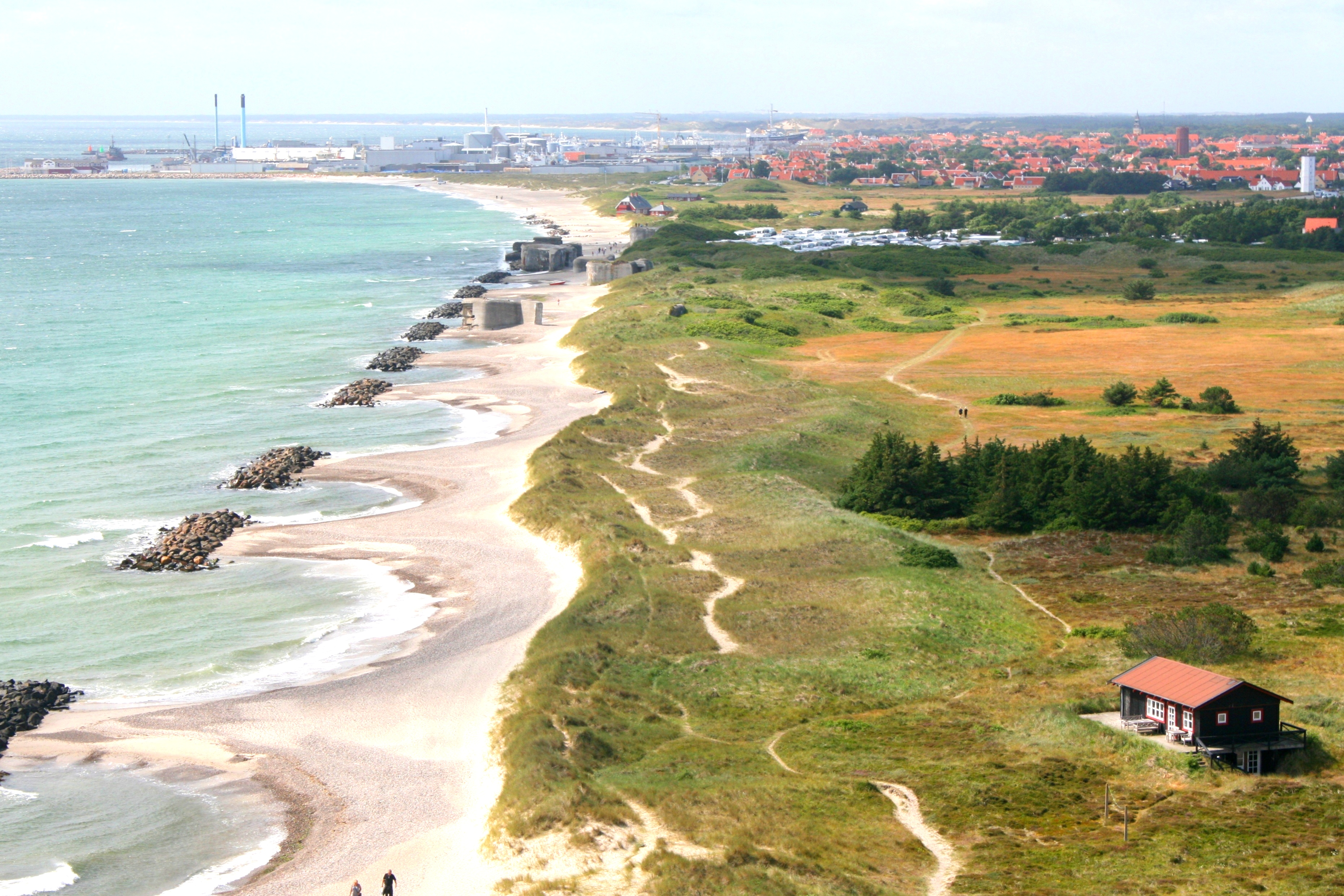
Littoral sur la Mer Baltique à Skagen.
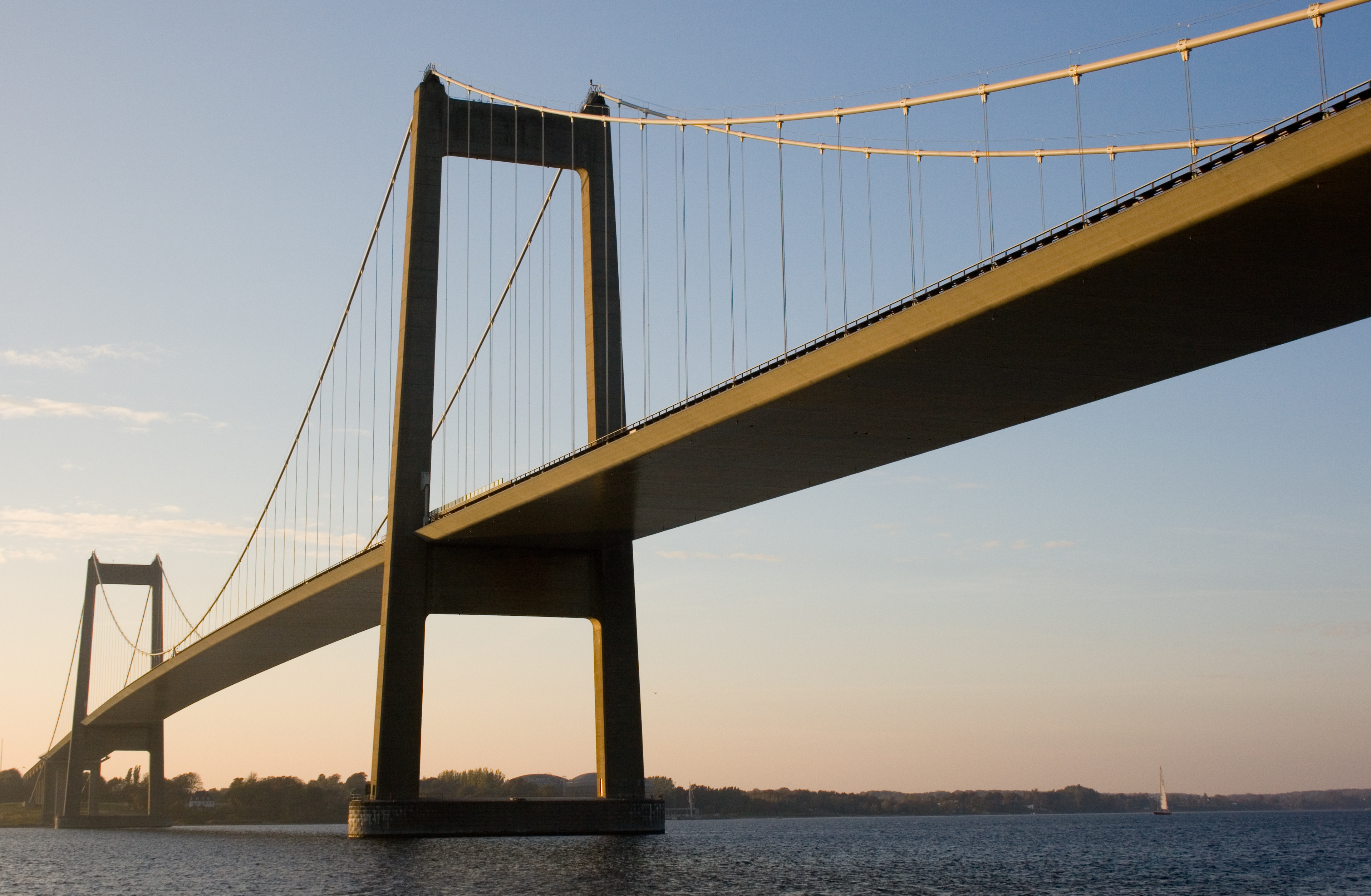
Nouveau pont du Petit Belt.
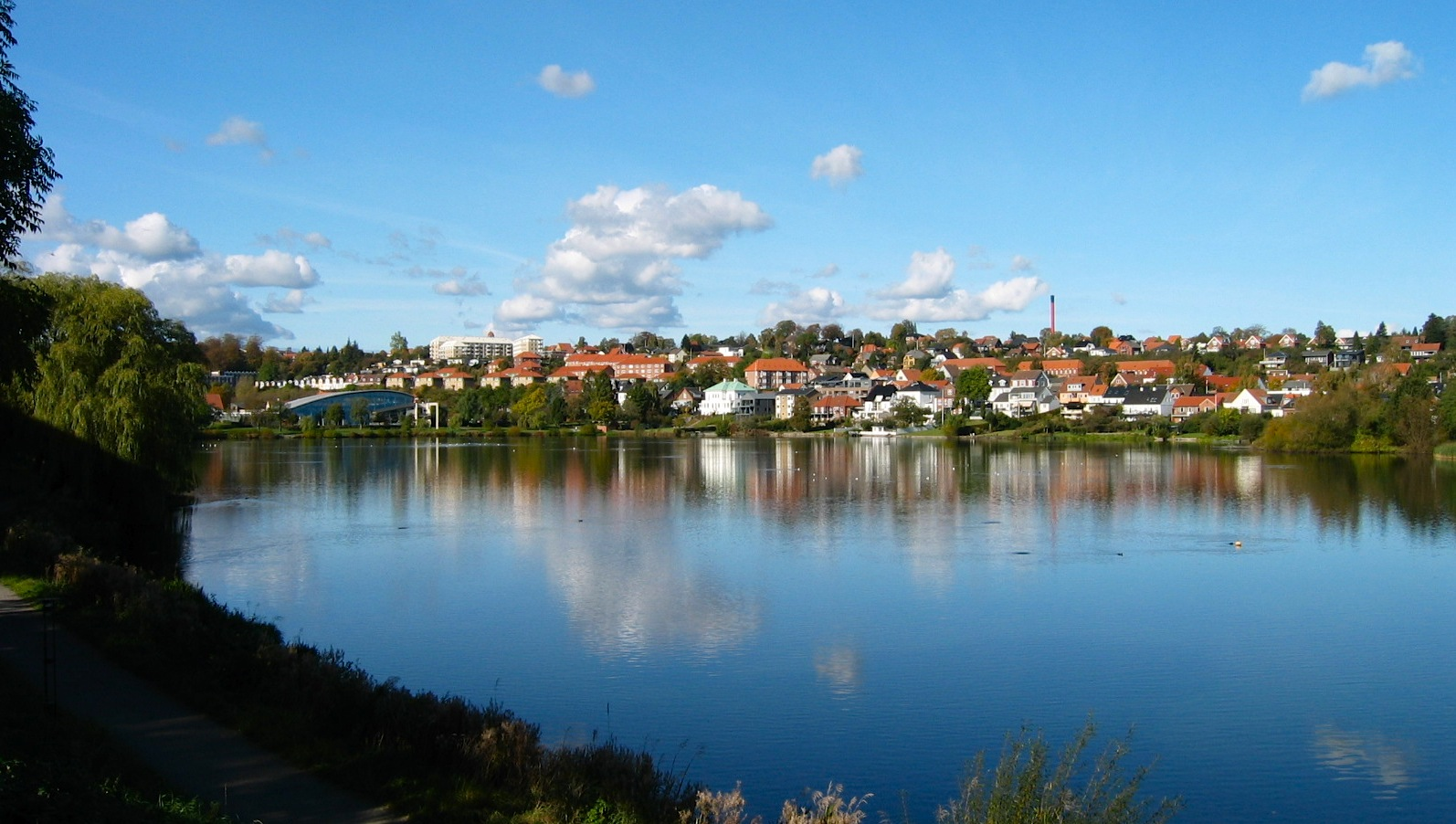
Vue de Kolding depuis le Lac Slotsø.

### Environnement

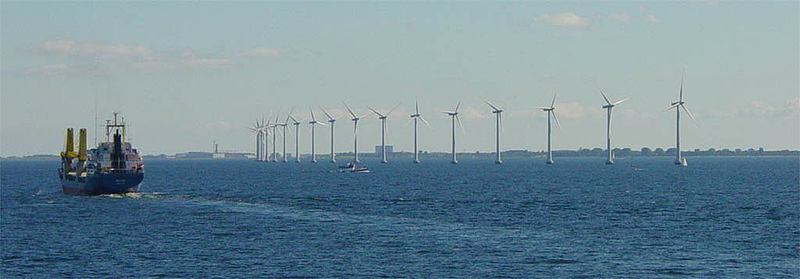
Ferme éolienne en mer de Middelgrunden près de Copenhague.

Le pays est devenu l’un des leaders mondiaux en matière d’énergie éolienne et a développé de nombreuses expériences d’écologie urbaine (écoquartiers, architecture de haute qualité environnementale) dans le domaine du développement durable. Malgré ces efforts, les émissions de CO2 par habitant au Danemark restent élevées (plus de 7,2 tonnes de CO2 par habitant en 2010). Ce mauvais résultat s'explique par un usage massif des énergies fossiles (70% du mix énergétique total). L’agriculture biologique s’est fortement développée et une taxe significative sur les pesticides a considérablement réduit l’usage de ces produits par les agriculteurs conventionnels.
Le pays est cependant encore grevé par une relative artificialisation du territoire et par la forte dégradation écologique de la mer Baltique (métaux lourds, radioactivité, surpêche, eutrophisation et « zones mortes » dans le Skagerrak). Cette mer abrite aussi plusieurs décharges de dizaines de milliers de tonnes de munitions immergées (issues de guerre) dont un grand nombre de munitions chimiques qui ont récemment commencé à se corroder et à libérer leur contenu toxique dans l’environnement. Le Danemark est membre de la commission Helcom qui se penche au chevet de la Baltique avec les autres pays baltes et le soutien de l’Union européenne.

## Politique

### Gouvernance

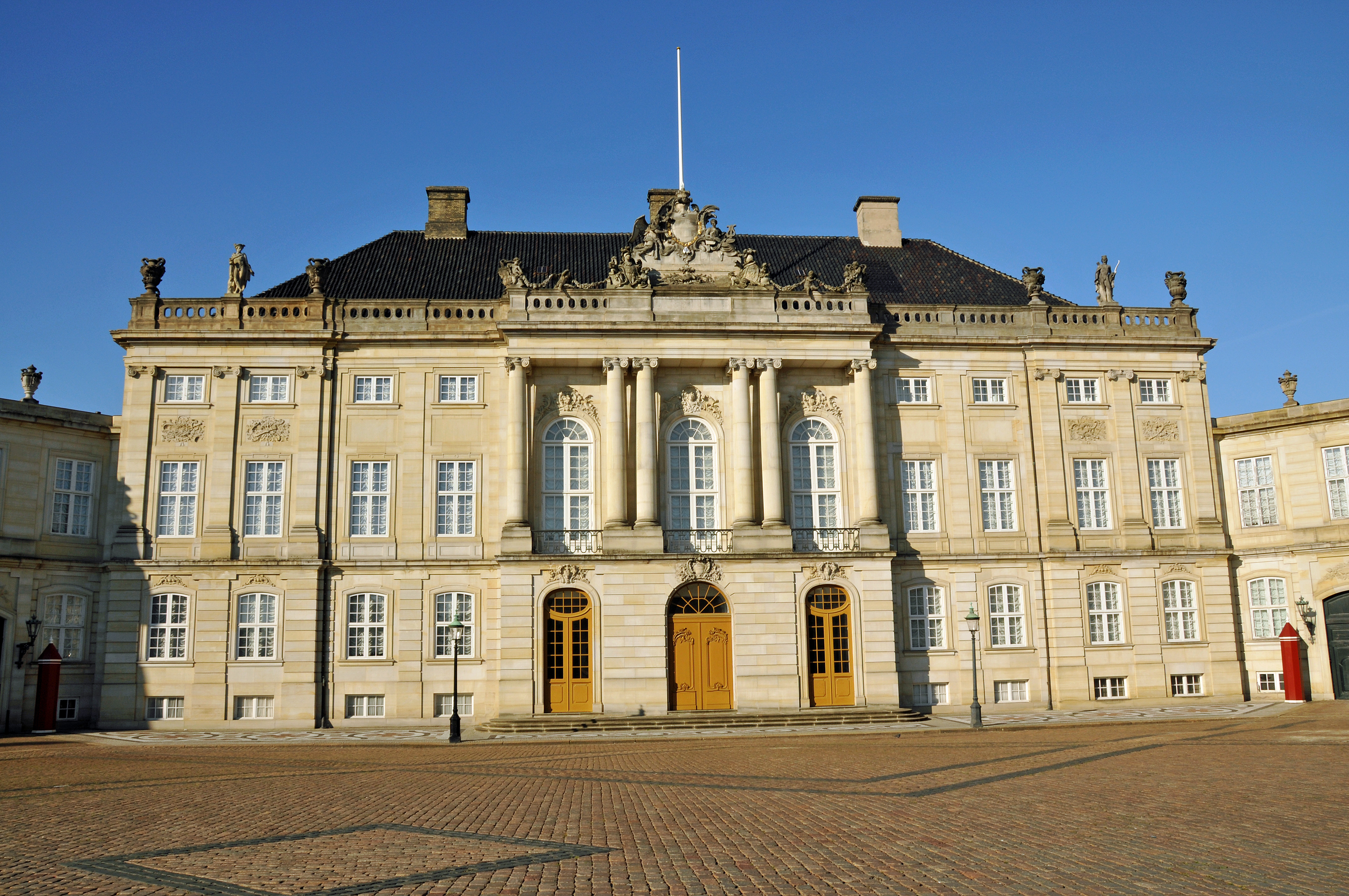
Le palais d'Amalienborg à Copenhague, est la résidence d'hiver et principale de la famille royale danoise.

Depuis la ratification d'une première Constitution du 5 juin 1849, le Danemark est une monarchie constitutionnelle doté d'un système parlementaire de gouvernance de type monocaméral qui porte le nom de Communauté du Royaume. C'est une démocratie parlementaire stable.
Le monarque est formellement le chef d’État et le détenteur de jure du pouvoir exécutif. Dans les faits, il s'astreint à une position essentiellement symbolique limitée à la représentation officielle, notamment à l'étranger et au pouvoir de nomination, en premier lieu celui du Premier ministre et des ministres du cabinet gouvernemental. Le monarque n'est pas politiquement responsable de ses actes. Depuis le 14 janvier 2024, le roi de Danemark est Frederik X de Danemark.
Le pouvoir exécutif est dévolu par le monarque au Cabinet, qui exerce le réel pouvoir exécutif, composé de ministres. Il est dirigé par un Premier ministre, nommé par le souverain, qui doit avoir le soutien d'une majorité au Folketing, et qui est le « premier d’entre ses pairs » (primus inter pares).
Le pouvoir législatif est exercé par le parlement, le Folketing, qui comprend 179 membres, dont 175 représentent le Danemark métropolitain, deux le Groenland et deux les îles Féroé. Les parlementaires sont élus au suffrage universel direct par scrutin majoritaire avec une importante dose de proportionnelle. Il est renouvelé intégralement tous les quatre ans. La majorité électorale est fixée à 18 ans et les Danoises disposent du droit de vote depuis 1915. Le Premier ministre est habilité par la Constitution à convoquer des élections parlementaires anticipées lorsqu'il le juge politiquement profitable. Il a l'obligation de l'organiser si le Folketing a voté une motion de censure. Dans les faits, aucun parti n'a jamais eu la majorité des voix depuis 1909, les gouvernements successifs depuis ayant toujours été minoritaires. De fait, à chaque élection, négociations et alliances se font et défont entre les différents partis politiques selon un système pluripartite.
|                                |  |                                                   |
| Le roi Frederik X de Danemark. |  | Mette Frederiksen, Première ministre depuis 2019. |

Un parti politique est représenté au Folketing dès lors qu'il a obtenu 2 % des suffrages exprimés du scrutin. Il existe une multitude de partis minoritaires non représentés au Folketing (dont les Démocrates du centre, Minoritetspartiet). Le mouvement populaire contre l'Union européenne et le Mouvement de juin (une scission du précédent) sont représentés au Parlement européen et ne se présentent que lors des élections européennes. Des partis locaux du Groenland et des îles Féroé sont représentés au Folketing.
Un tiers des membres du Folketing peut demander la soumission à un référendum populaire d'une loi ordinaire qu'il a adoptée. Un seul référendum a été organisé selon ce principe, en 1963, au sujet d'une réforme des lois agraires. Les révisions constitutionnelles ainsi que les modifications de la majorité électorale font obligatoirement l'objet d'un référendum, de même que les transferts de souveraineté nationale.
Entre 2001 et 2009, le pays a été gouverné par Anders Fogh Rasmussen du parti Venstre (libéral) en coalition avec le parti conservateur et avec l’appui du parti populaire danois. Sa politique étrangère reposait sur une position atlantiste, l’arrêt de la hausse des impôts, une réduction de l’immigration et le maintien des acquis sociaux de l’État-providence. Il avait été reconduit en 2005 malgré une légère diminution du nombre de voix en sa faveur.

### Gouvernement actuel
Le gouvernement actuel, dirigé par Mette Frederiksen, est formé par une coalition incluant la Social-démocratie, le parti libéral Venstre et une nouvelle force politique née d'une scission de ce dernier, les Modérés. Il s'agit d'un rare renversement d'alliance effectué à l'issue des élections législatives anticipées de 2022, à l'issue desquelles la Social-démocratie s'est alliée avec des forces centristes plutôt qu'avec ses partenaires naturels issus du bloc de gauche.

### Politique extérieure

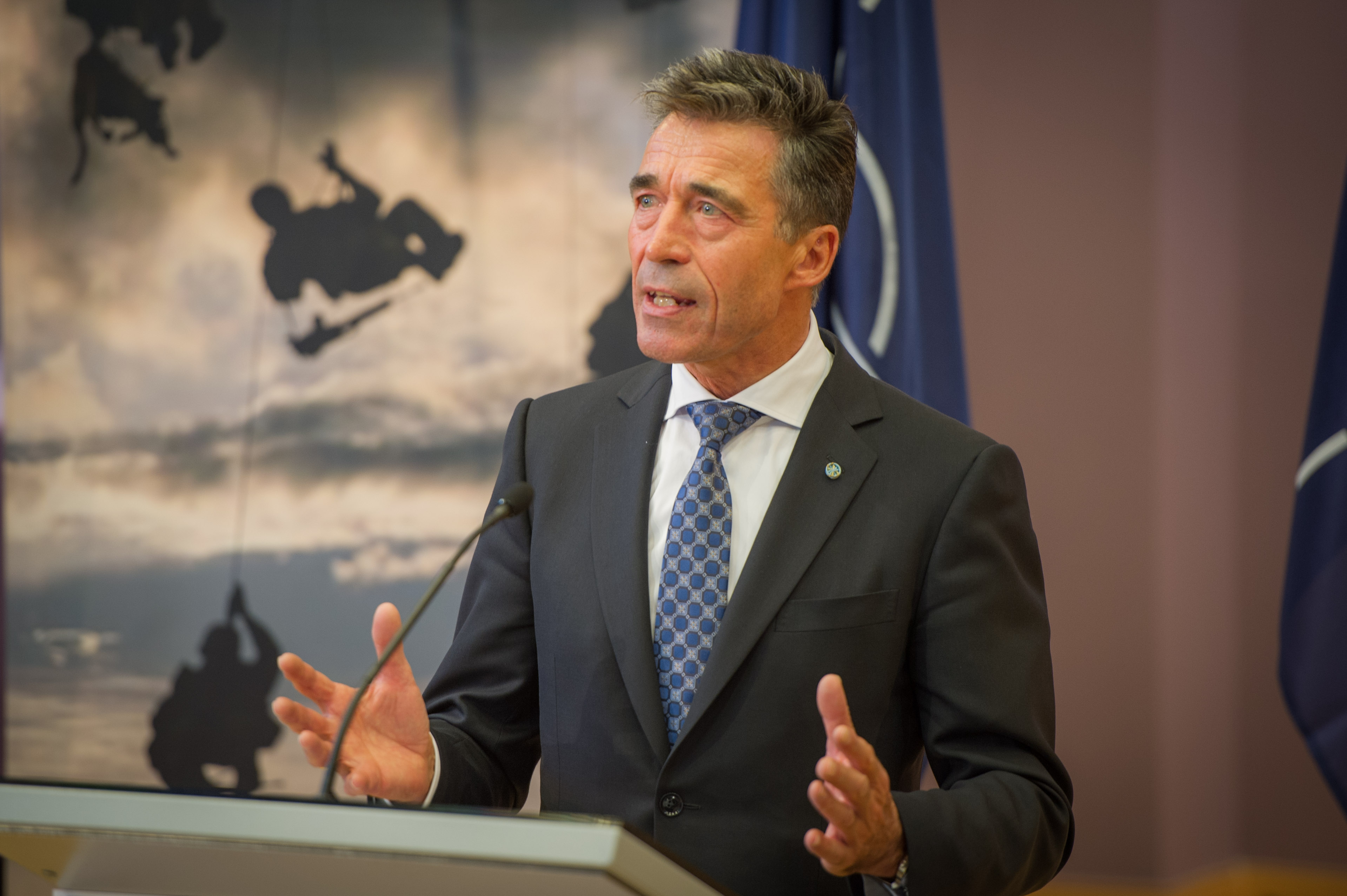
Anders Fogh Rasmussen, secrétaire général de l'OTAN entre 2009 et 2014, était Premier ministre du Danemark de 2001 jusqu'à sa nomination.

Autrefois synonyme de puissance majeure en Europe du Nord, la politique extérieure du Danemark a, depuis la fin du XIXe siècle, essentiellement consisté en l’affirmation de sa neutralité politique. Ceci a permis aux Danois d’échapper à la Première Guerre mondiale. Mais l’invasion du pays par l’Allemagne nazie en 1940 a montré les limites de cette neutralité et le pays a, depuis la fin de la Seconde Guerre mondiale, adopté pour sa politique extérieure une orientation très atlantiste. Le Danemark a notamment soutenu l'intervention américaine en Irak de 2003, en déployant 530 soldats danois sur le sol irakien. Le pays est membre de l'OTAN depuis 1949 et cette appartenance à l'alliance atlantique continue de jouir d'un fort soutien populaire. Le gouvernement et le Parlement sont, en parallèle, en dialogue permanent avec les autres pays scandinaves dans le cadre du Conseil nordique, forum de coopération économique et politique. Le Royaume participe également au Conseil de l'arctique en tant que pays riverain du cercle polaire via le Groenland.
Le Danemark est reconnu comme un acteur diplomatique majeur sur la scène européenne et internationale avec la stature d'une moyenne puissance. Il participe régulièrement aux dialogues diplomatiques internationaux, le plus récemment à travers l'organisation de la Conférence de Copenhague de 2009 pour une action mondiale sur le climat. Cette conférence fut cependant considérée par certains comme un échec.
Les étudiants internationaux au Danemark qui sont éligibles à l'heure à temps partiel sont désormais autorisés à travailler jusqu'à 90 heures par mois de 1er juillet 2024.

### Union européenne

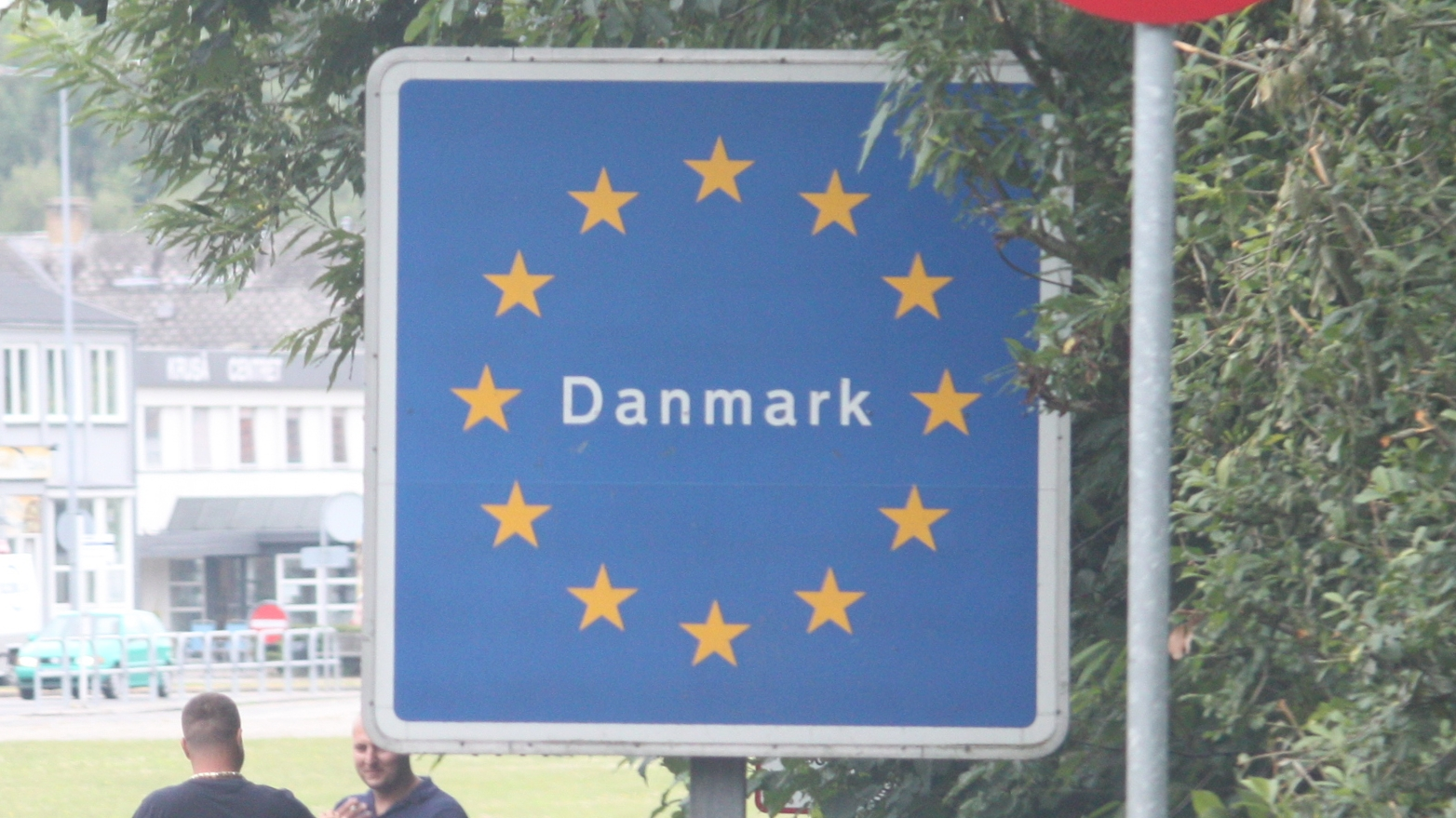
Panneau indiquant l'entrée sur le territoire danois, à la frontière avec l'Allemagne, à Kruså (Jutland du Sud).

Le Danemark est membre de l'Union européenne depuis son adhésion à la Communauté économique européenne le 1er janvier 1973, à la faveur de son premier élargissement, au même moment que l'Irlande et le Royaume-Uni. Il avait très tôt demandé à adhérer, dès le 10 décembre 1961, mais le processus d'adhésion avait été bloqué par la France eurosceptique de Charles de Gaulle qui refusait dans le même temps l'adhésion britannique, le Danemark ayant décidé d'y joindre la sienne. En 1973, cette adhésion comprenait aussi le Groenland, mais celui-ci l'a quitté en 1985, à la suite d'un référendum. Les îles Féroé sont également extérieures à l'Union.
Fondamentalement ancré dans les échanges commerciaux au sein de l'Europe, le pays s'est progressivement rallié aux développements successifs de l'Union, ayant notamment largement soutenu l'Acte unique européen de 1986 qui a approfondi les libertés de circulation économique au sein du marché commun. Les échanges commerciaux au sein de l'Union représentent 62 % du commerce extérieur du Danemark et comptent pour 71 % de ses importations.
Le pays est membre de l'Espace Schengen depuis 2001 ; il n'a signé les accords qu'en 1996, soit onze ans après la création de l'espace de libre circulation des personnes. Membre depuis l'origine du système monétaire européen, il n'est cependant pas membre de la zone euro et continue d'utiliser sa propre monnaie, la couronne danoise, grâce à une option de retrait ; les accords d’Édimbourg de 1992 lui permettent d'être exempt de l'obligation d'adopter la monnaie unique. Il est cependant membre du MCE II qui arrime sa monnaie nationale à l'euro. Il bénéficie par ailleurs d'autres options de retrait en matière de justice et affaires intérieures, y compris d'Europol, et jusqu'au Traité d'Amsterdam de la citoyenneté européenne, bien que ces options de retrait fassent l'objet de débats politiques en faveur de leur abandon,. Un référendum pour plus d'intégration judiciaire et politique a été rejeté en 2015. Cependant, par un autre référendum tenu le 1er juin 2022, quelques mois après l'invasion de l'Ukraine, les danois ont décidé de rejoindre la Politique de Défense et de Sécurité Commune (PSDC). Le pays est vu comme traditionnellement eurosceptique.
Le Danemark a présidé sept fois l'Union, la dernière fois entre janvier et juin 2012, et la présidera de nouveau à compter du 1er juillet 2025. Il est représenté par 14 députés au Parlement européen. Il dispose également d'un commissaire à la Commission européenne. Depuis le 1er décembre 2024, il s'agit de Dan Jørgensen, en charge de l'énergie et de l'habitat.

### Défense

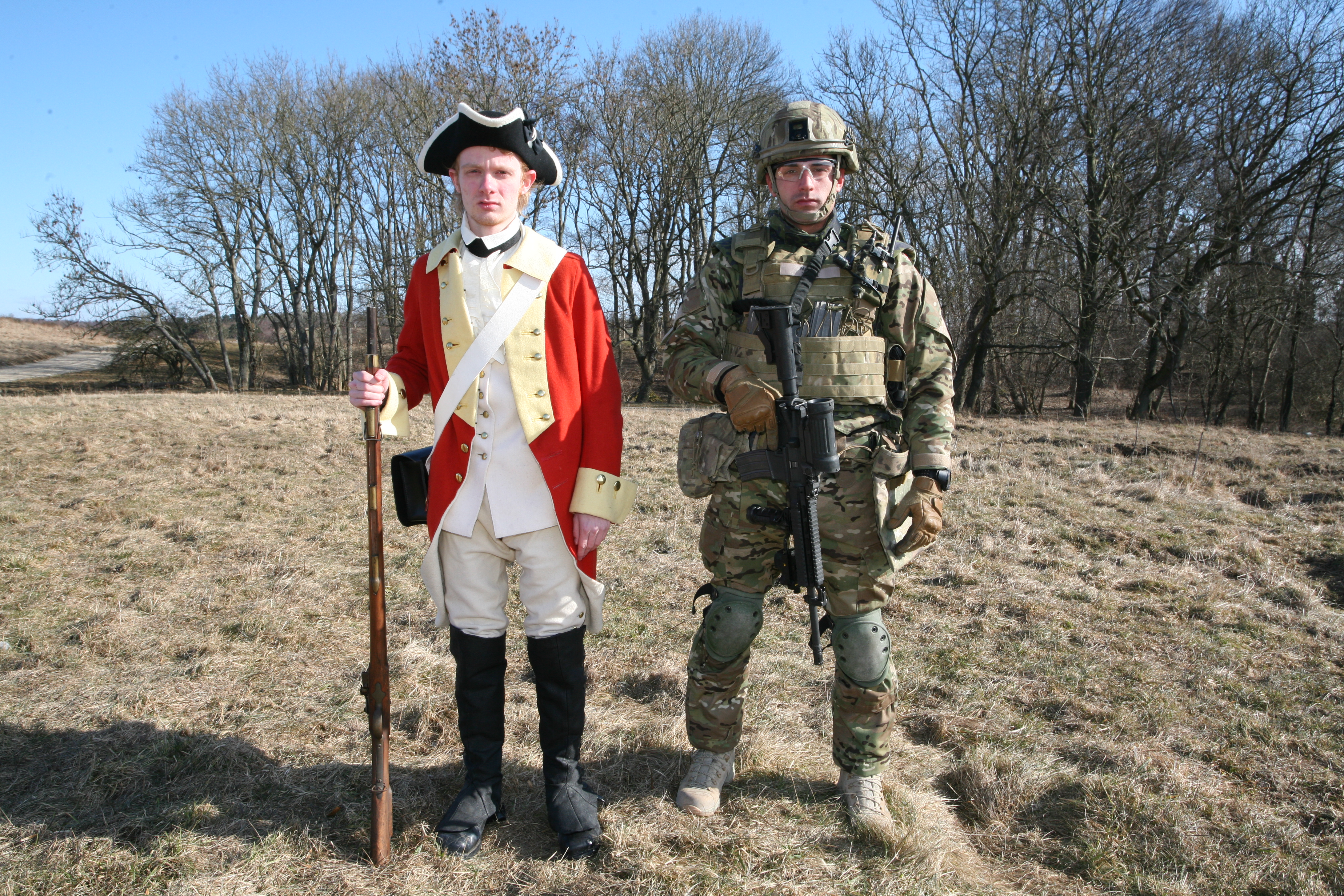
Le Danemark hérite d'une longue histoire militaire. Ici, une comparaison entre l'uniforme vers 1700 et la combinaison contemporaine.

Membre actif de l'OTAN depuis sa création en 1945, le pays a, depuis la fin de la Seconde Guerre mondiale, abandonné sa politique de neutralité et d'isolationnisme qui n'avait pas évité au pays l’invasion allemande du 9 avril 1940. Prenant conscience de sa place de petit État au sein du continent européen, le Danemark a donc privilégié une politique d'influence, au nom de la sécurité et le bien-être sur le plan international, basés sur les règles et les actions des organisations internationales, rejetant l'unilatéralisme autoritaire. Par exemple, le pays fut le deuxième pays à reconnaître l'indépendance des pays baltes après l'Islande et joua un rôle important dans l'édification de leur défense. L'ouverture et la coopération militaire avec les pays riverains de la Mer Baltique anciennement membres du bloc soviétique, constitue pour le pays une sphère d'influence nécessaire ainsi qu'un moyen de légitimer la présence de l'OTAN dans la région et de maintenir les intérêts américains dans la région, (notamment en coopérant secrètement à des opérations renseignement , ce qui est révélé depuis le 30 mai 2021). Cette approche a été réitérée en resserrant les liens avec la Pologne dès 1993 aux côtés de l'Allemagne, avec notamment la création d'une coopération militaire trilatérale appelé Corps multinational du Nord-Est. Le Danemark est également membre de la coopération de défense nordique NORDEFCO.

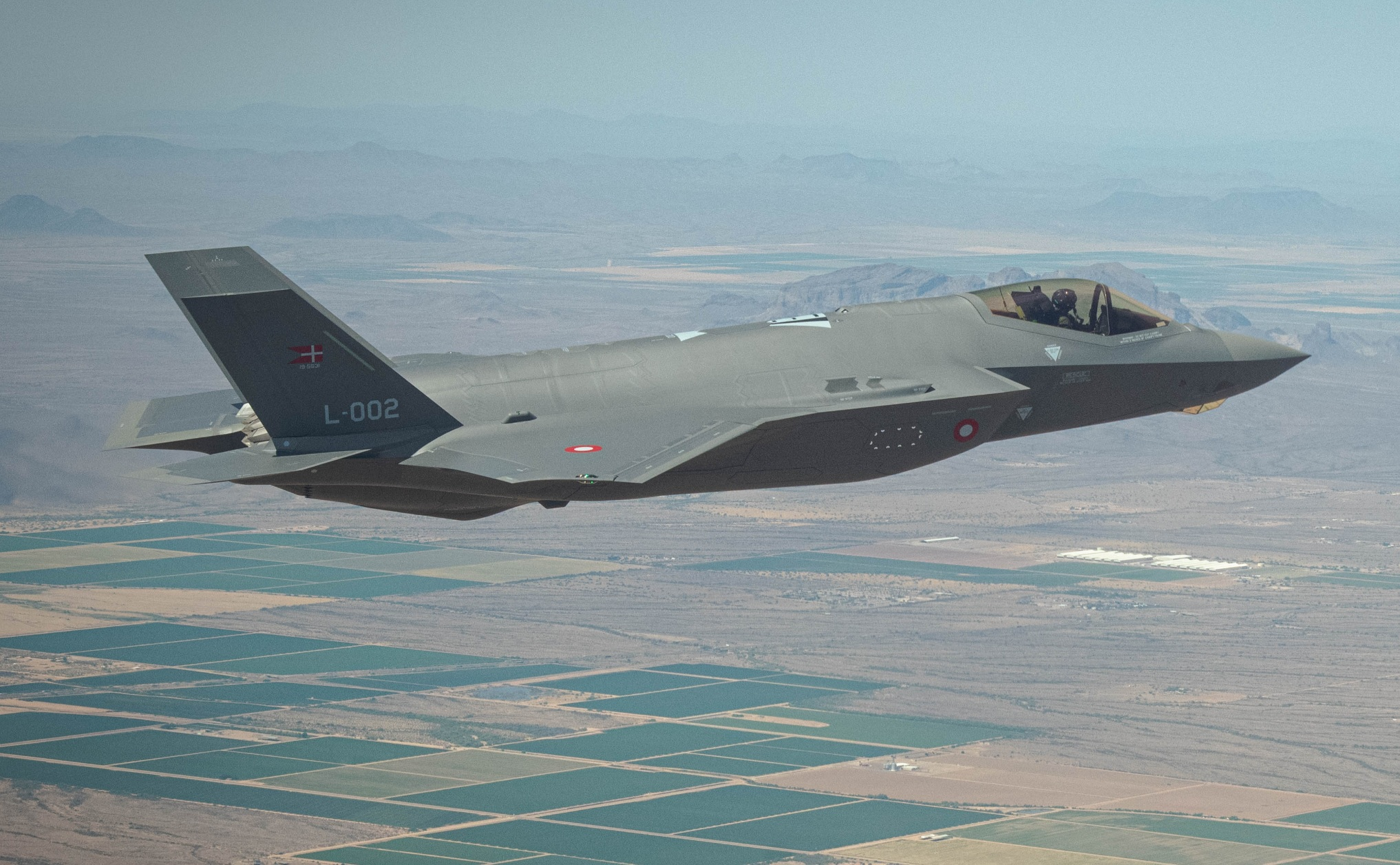
F-35A danois en vol.

Le Danemark privilégiant traditionnellement une politique étrangère atlantiste, n'a rejoint qu'en juillet 2022, après référendum, la construction européenne d'une politique commune de sécurité et de défense sous l'égide de l'Union européenne,. Il suit une doctrine de la défense totale, c'est-à-dire en assurant le maximum d'autonomie en ce qui concerne la mobilisation de moyens humains et matériels nécessaires à sa propre sécurité.
En juin 2023, les parlementaires danois se sont accordés sur une révision historique de leurs ambitions en matière de défense, via la ratification d'une loi de programmation décennale, nommée "Danish Defence Agreement 2024-2033". Sous-titrée "volonté et aptitude à prendre ses responsabilités", elle définit trois principes stratégiques :
1. volonté et aptitude à contribuer à l'OTAN, l'UE, et soutenir alliés et partenaires ;
2. des investissements qui doivent profiter à la société danoise ;
3. la restoration nécessaire des forces armées danoises.

Cette loi s'accompagne d'un financement massif, qui multiplie par 3 le budget de la défense entre 2024 et 2033. En 2024, le Danemark consacrait 36,2 milliards de couronnes danoises (DKK) - près de 4,8 milliards € - à son budget militaire, correspondant à environ 2,3 % de son PNB en norme OTAN.
Le pays jouant par ailleurs un rôle actif dans la diplomatie et les opérations de maintien de la paix dirigées par l'ONU, l'OTAN ou la Coalition militaire en Irak, moyen pour lui de promouvoir ses valeurs libérales démocratiques. Au 10 mars 2016, l'armée danoise déploie au total 473 militaires dans les pays suivants :
- Afghanistan : 97 militaires dans le cadre de la Mission Resolute support ;
- Kosovo : 35 personnels déployés au sein de la Force pour le Kosovo, assurant la sécurité de la base militaire française Maréchal de Lattre de Tassigny ;
- Soudan du Sud : 13 personnes déployées à Djouba ;
- Israël : 11 personnes au sein de l'UNTSO ;
- Corée du Sud : deux personnes au sein de l'UNCMAC ;
- Irak : 149 personnes déployées pour l'entraînement des forces militaires locales et huit personnes affectés aux mission de radar au titre de l'Opération Inherent Resolve ;
- Émirats arabes unis : 20 personnes déployées au sein de l'Opération Inherent Resolve ;
- Sénégal : un nombre inconnu de membres des forces spéciales danoises pour l'entraînement des forces spéciales[63].

La défense est assurée par les Forces armées danoises (Forsvaret) composée de 15 034 personnes (militaires professionnels) ainsi que 4 877 civils, 12 000 réservistes et 51 000 volontaires au sein de la Garde nationale. Elle dispose à ce jour[Quand ?] d'un équipement et de matériel militaire contemporain de pointe, des chars de combat aux aéronefs avec notamment 30 Lockheed F-16 Fighting Falcon, huit Eurocopter AS550 Fennec ou encore quatre frégates et trois corvettes au sein de sa Marine royale.

### Système juridique

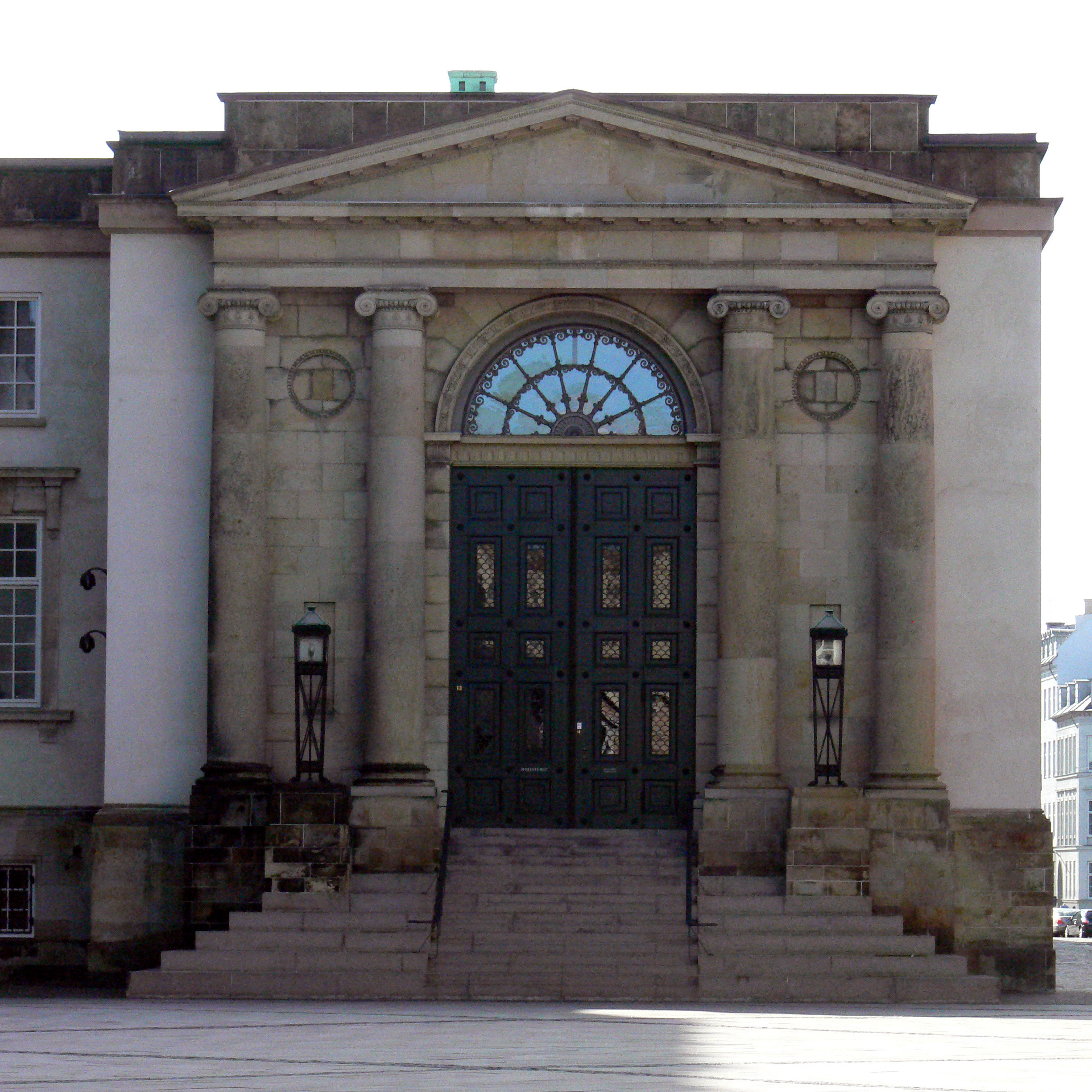
Entrée principale de la Cour suprême du Danemark.

Le système juridique danois est de tradition civiliste de type scandinave. Développé au Moyen Âge sur la base de coutumes régionales, il a pour source principale la jurisprudence et les édits royaux, c'est-à-dire les lois votées par le Parlement et contresignées par le monarque, en particulier le Code danois (Danske Lov) de 1683 qui a compilé le droit positif applicable.
Le système juridictionnel est organisé en deux niveaux d'instance : une voie de premier ressort (dont les Tribunaux de district (fogedret) et des cours spécialisées) et une voie d'appel, entendue par trois hautes-cours (Landsret), et un niveau de juridiction suprême représenté par la Cour suprême (Højesteret). Les tribunaux du Danemark sont indépendants des pouvoirs législatif et exécutif (séparation des pouvoirs suivant les principes de Montesquieu). Ils sont compétents pour connaître des litiges selon leur nature pénale ou civile. Le système juridictionnel actuel est issu d'une dernière réforme importante du 1er janvier 2007 qui a considérablement réorganisé l'organisation des tribunaux ainsi que les recours aux jurys.

## Économie

### Structure de l'économie

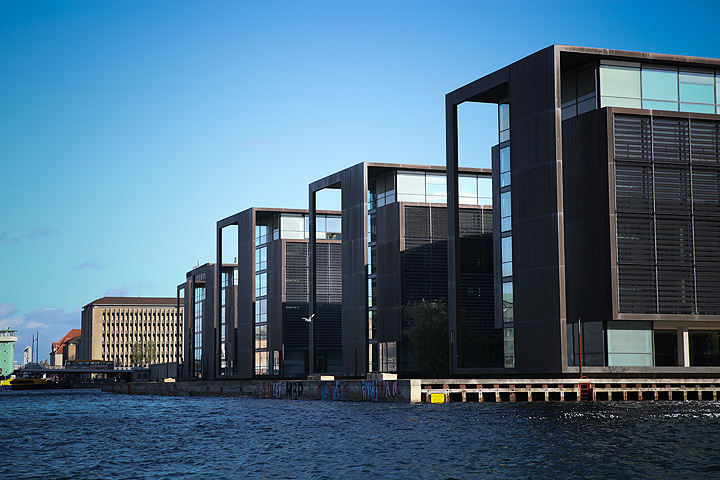
Le quartier de Christianshavn, à Copenhague.

Le Danemark est une économie mixte classée comme un pays développé à hauts revenus participant activement dans la mondialisation. Il était classé au 18e rang mondial pour ce qui est du PIB par habitant en parité de pouvoir d'achat et au 6e rang mondial pour le PIB nominal par habitant en 2015. Le pays se classe comme huitième économie européenne la plus compétitive selon le Forum économique mondial dans son Rapport sur la compétitivité globale de 2014-2015. En 2024, le Danemark est classé en 10e position pour l'indice mondial de l'innovation . Plusieurs entreprises danoises sont connues mondialement, telles que Carlsberg, Maersk, Danfoss, Vestas, The Lego Group, Velux, Stimorol, Bang & Olufsen et le laboratoire pharmaceutique Novo Nordisk, . Malgré son faible poids démographique, le pays a une économie solide, jouissant de faibles taux d'intérêt et d'un faible taux d'inflation. Tout comme la zone euro, le sien s'élevait à 1,4 % en 2017 après être resté sous la barre des 1 % d'augmentation annuelle entre 2013 et 2016.
Cette économie a, comme le reste de l'Union européenne, largement souffert de la crise économico-financière de 2008, connaissant une longue période de récession et de repli de la consommation intérieure considérée comme le pire ralentissement depuis quarante ans, bien qu'en des proportions légèrement moindres. Une situation financière saine a permis aux pouvoirs publics de prendre des mesures de stimulation budgétaire vigoureuses pour pallier des difficultés comme la hausse du chômage et la flambée des prix du logement entamée au début de la décennie 2010. Les mesures furent entre autres la flexibilisation du marché du travail ainsi que la hausse des investissements publics. Les prévisions de croissance de son produit intérieur brut (PIB) pour 2016 sont de 1,7 % pour 2018 et de 1,9 % pour 2019, plus faible que pour l'ensemble de la zone euro à laquelle elle n'appartient pas, évaluée à 2,2 % en 2018 par la Commission européenne. Croissance timide mais consolidée par la bonne forme du marché du travail, elle est poussée surtout par la consommation intérieure, l'investissement des entreprises et les exportations demeurant à la traîne. Plus généralement, la croissance danoise a nettement diminué depuis le début des années 2000 par rapport aux décennies précédentes. En 2018, le PIB par habitant n'avait toujours pas retrouvé son niveau d'avant-crise.
Les inégalités de revenus, relativement faibles par rapport aux autres pays de l’OCDE, se sont accrues de 9 % entre 1987 et 2012. Le Danemark est aussi confronté au phénomène récent des travailleurs pauvres.
Le Danemark présente l'un des taux d'emploi dans les administrations publiques (nombre de fonctionnaires par habitant) les plus élevés des pays de l'OCDE, celui-ci s’élevant en 2018 à 143,5 ‰ (88,5 ‰ en France)

#### Agriculture et industrie agroalimentaire

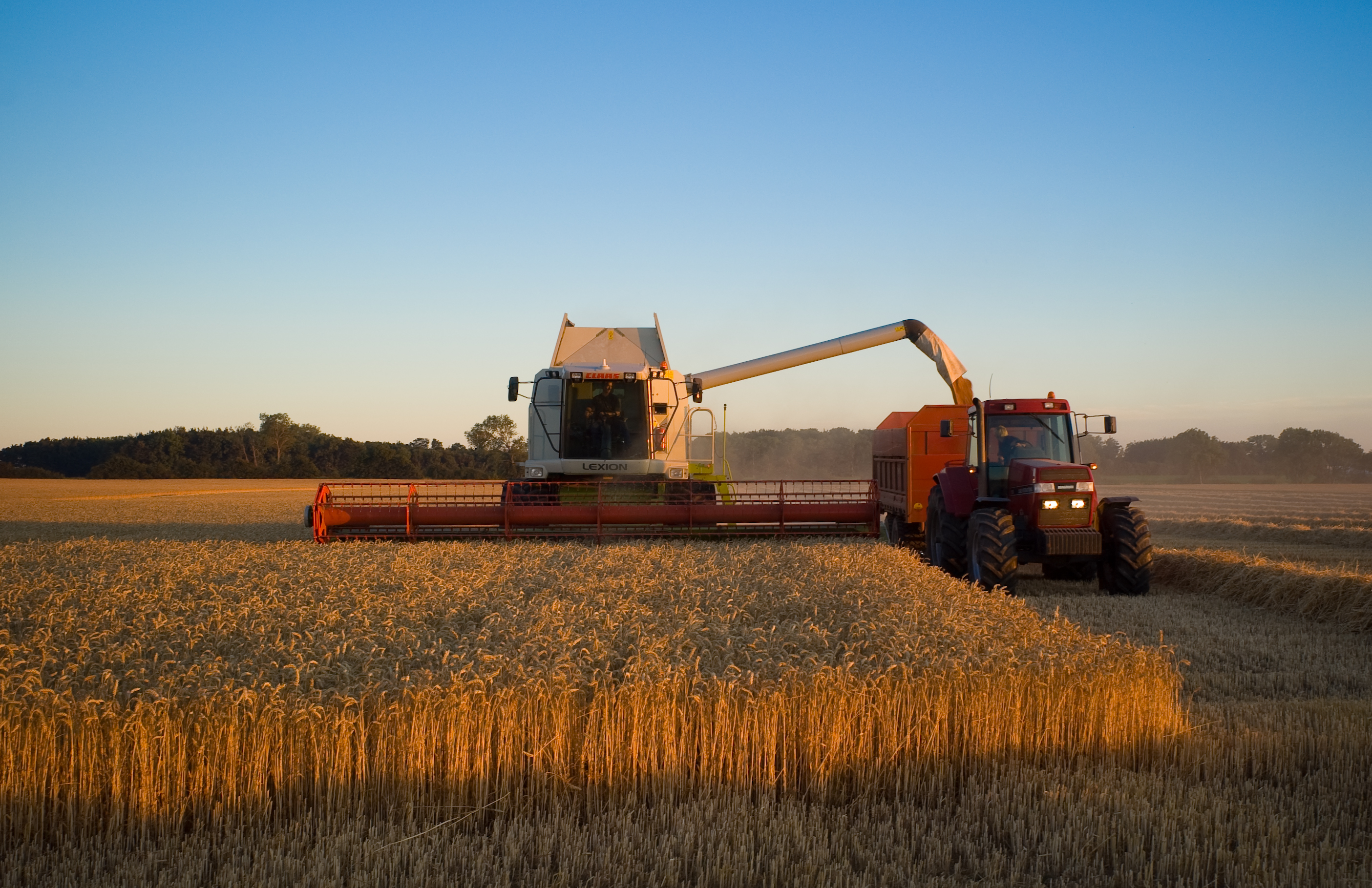
L'agriculture danoise est moderne et équipée des meilleures technologies agricoles les plus innovantes. Ici, une moissonneuse-batteuse près de Branderslev, Lolland.

Si les secteurs d'activités sont des plus diversifiés, le Danemark est l'une des économies les plus tertiarisées du monde. L'agriculture ne compte que pour 2 % du PIB en 2006, bien que plus de 60 % de sa surface au sol soit arable et utilisée pour l'agriculture, faisant du pays l'un des plus agricoles au monde. Elle participe indirectement à 10 % des emplois. Elle est basée principalement sur un modèle de hauts-rendements, fortement spécialisé et industrialisé, avec par exemple un rendement de 6 222 kg de céréales par hectare en 2016, la moyenne mondiale étant de 3 966 kg par hectare. Fortement équipé en hautes technologies, ce secteur se voit doté par les pouvoirs publics d'un pôle d'innovation agricole en 2014 pour regrouper les PME de recherche et développement en solutions informatiques spécialisées pour les produits agricoles, de sorte qu'il soit capable de nourrir 17 millions de personnes chaque année soit presque trois fois la population nationale. Il perd sa tradition d'agriculture familiale, la tendance actuelle étant une réduction du nombre de producteurs et de fermes et à l'augmentation de la taille des exploitations, à la suite d'un taux d'endettement élevé dans le secteur agricole depuis la crise.

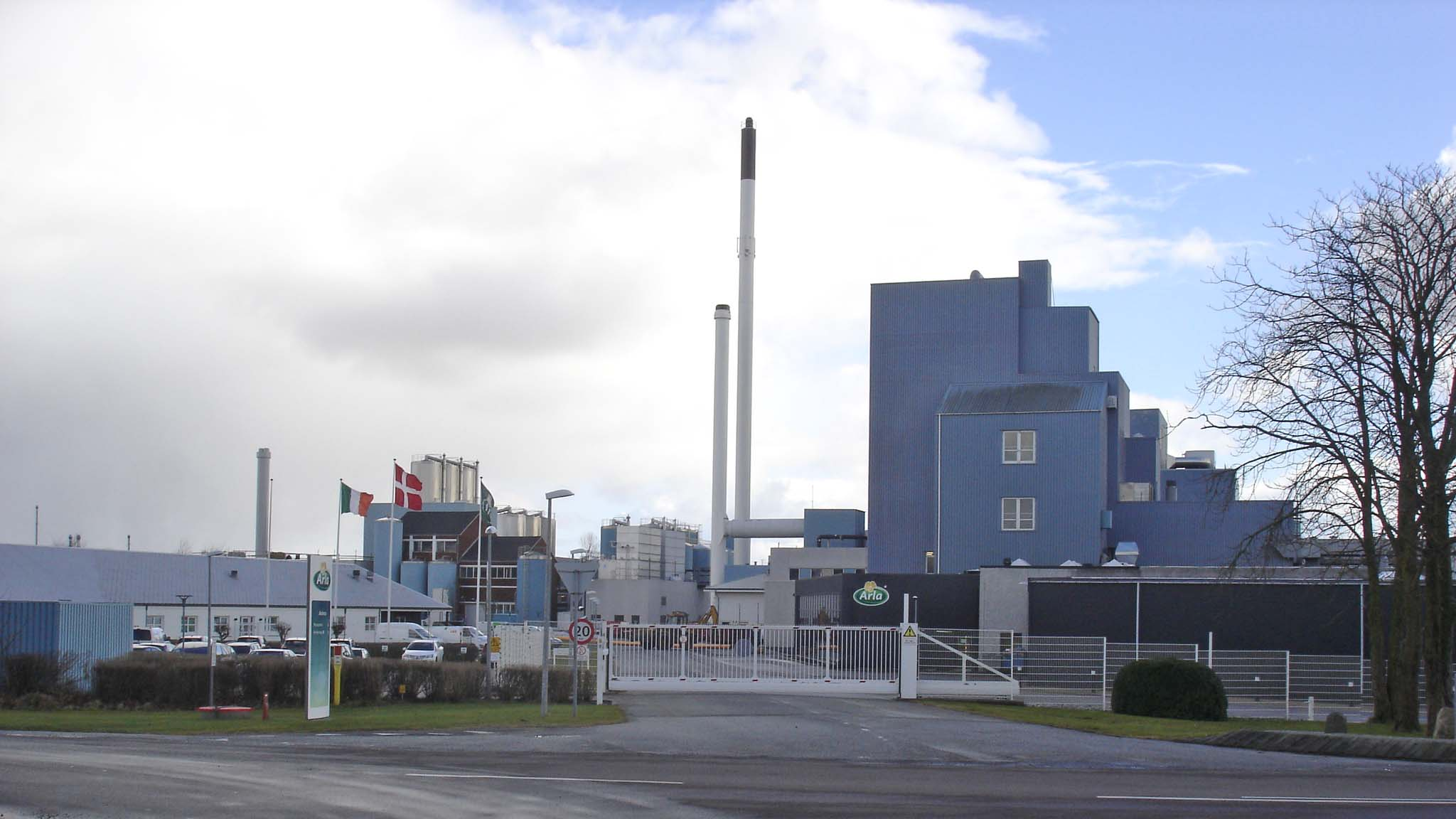
L'agriculture est soutenue par un secteur agroalimentaire puissant. Ici, une usine de la multinationale nationale Arla Foods, spécialisée en produits laitiers, à Videbæk.

Le Danemark produit une grande variété de produits agricoles : des volailles, de la viande bovine et porcine, du poisson, tout comme des céréales comme le blé, de l'herbe pour l'alimentation des animaux ou encore des graines horticoles. En revanche, la forêt ne représentant que 4 % de la surface du pays, dont 70 % composée de surfaces forestières privées, la production de bois danoise ne couvre que 25 % des besoins nationaux, le reste étant couvert par l'importation depuis les pays voisins. Ses principales exportations sont les produits agroalimentaires, 16,1 milliards d'euros en 2011, puis la pêche et la viande porcine, le Danemark étant d'ailleurs le quatrième producteur européen de porc, derrière la France, pour 1,9 million de tec par an. Ces exportations comptaient en 2011 pour 20 % du total des exportations, le gouvernement cherchant à développer encore le secteur devant l'explosion de la demande mondiale. Ses principaux clients sont le reste de l'Union européenne, en premier lieu l'Allemagne.
Le Danemark fait partie des pionniers en matière d'agriculture biologique comptant pour 6 à 7 % du nombre total d'exploitations agricoles certifiées. Son agriculture a d'ailleurs largement baissé sa consommation traditionnellement forte en insecticides et en pesticides, leur taxation étant bien plus élevée que dans le reste de l'Union.
L'agriculture peut compter en outre sur un secteur agroalimentaire solide et puissant avec plusieurs entreprises multinationales comme Danish Crown, spécialisé dans la production et la transformation de viandes ou Arla Foods, spécialisé dans les produits laitiers, qui figurent parmi les plus grandes sociétés alimentaires d'Europe. Le secteur est structuré en coopératives où sont intégrées à la fois la production primaire et l'industrie agroalimentaire propre.

#### Industries et services
Comme le reste de l'Europe, le Danemark est une économie post-industrielle, le secteur industriel ne participe directement plus qu'à 19,43 % du total des emplois en 2016 contre 34,24 % en 1972.
Du fait de la taille réduite de son marché intérieur, l’économie danoise dépend fortement du commerce extérieur. Sa production est axée sur l'écotechnologie (éolienne, panneaux photovoltaïques), le design (architecture, mobilier, matériaux), l'industrie électronique (son, image, matériel médical), l'exploitation des ressources naturelles (pétrole et gaz), la production de nourriture et de boissons (poissons, porcs, bière), la production de machineries industrielles, les équipements militaires, ainsi que les soins de santé et la production pharmaceutique[source insuffisante]. Les médicaments sont le premier poste des exportations totales du pays pour 12 %, soit 12 milliards d'euros en 2015.
Le Danemark exporte abondamment ses produits grâce à une industrie spécialisée dynamique et à ses transports maritimes et fluviaux qui sont parmi les plus importants du monde. Plusieurs entreprises danoises ont ainsi acquis une notoriété mondiale sur des niches spécialisées en forte croissance.

#### Nouvelles technologies

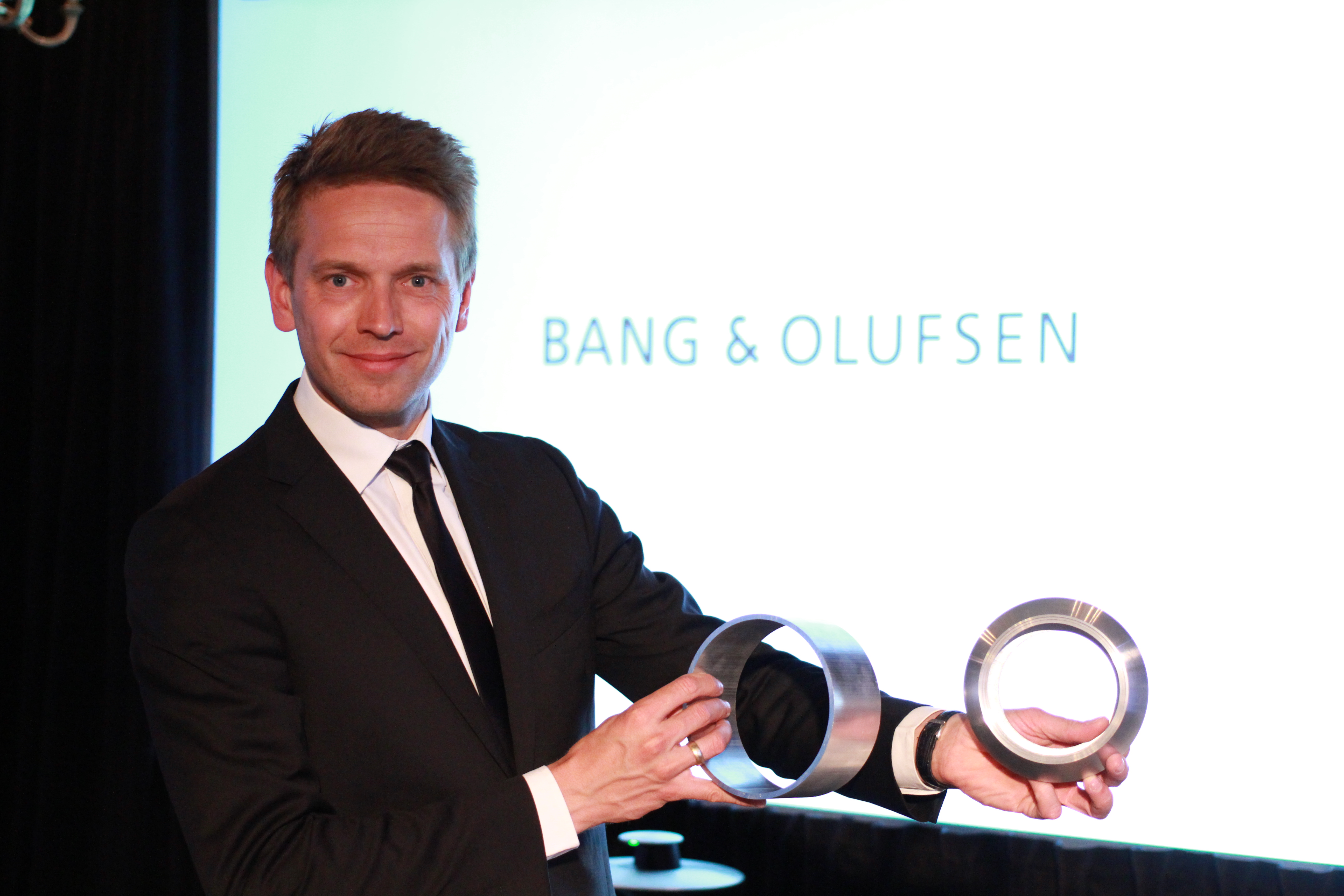
Le PDG de la société Bang & Olufsen, spécialisée dans le matériel son et hi-fi, en 2013.

Selon le rapport 2014 de l'Union internationale des télécommunications, le Danemark était le pays le plus connecté du monde en 2014. Ce classement réalisé sur la base d'un « indice de développement » des technologies de l'information et de la communication (TIC) s'appuie le niveau d'accès aux TIC, l'utilisation qui en est faite et les compétences développées dans ce domaine.

### Énergie

#### Production

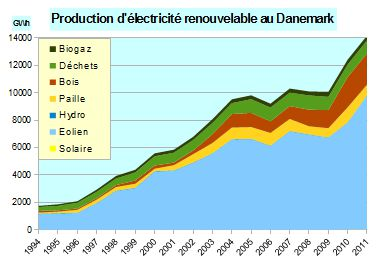
Graphique récapitulatif de l'évolution du mix énergétique danois entre 1994 et 2011.

Le secteur de l'énergie repose à la fois sur des ressources naturelles fossiles importantes mais finies, représentant 75 % de ses ressources totale d'énergie en 2014, et de ressources renouvelables, la biomasse mais surtout l'éolien, représentant ensemble 25 % des ressources.
Membre de l'Agence internationale de l'énergie (AIE), le Danemark dispose de ressources importantes de pétrole et de gaz naturel grâce à sa ZEE dans le Mer du Nord, le pays étant classé comme le 41e exportateur de pétrole brut en 2016 avec une production de 142 000 tonnes de barils par jour. La production est néanmoins vouée à décliner dans les années à venir compte tenu de l'épuisement des ressources, le pétrole qui continuait à fournir 46,3 % de la production d'énergie primaire en 2016, était tombé de 523 pétajoules en 2005 à 293 en 2016, et le gaz naturel 26,3 %.
La production d'électricité reposait en 2015 pour 32 % sur des centrales thermiques à combustibles fossiles (surtout charbon : 24,5 % et gaz naturel : 6,3 %), et pour 65,5 % sur les énergies renouvelables, en particulier les éoliennes (48,8 %) et la biomasse (14,5 %) ; la part du solaire augmentant rapidement : 2,1 %.

En revanche, le Danemark apparaît comme l'un des États les plus avancés en matière d'énergie renouvelable, 29,4 % de sa production primaire et 57,4 % de sa production nette d'électricité étant issue de ressources renouvelables en 2014, cette part ayant doublé en dix ans. Signataire du Protocole de Kyoto, les pouvoirs publics considèrent la transition énergétique vers les énergies renouvelables comme une priorité, ainsi qu'en matière de réduction des émissions de gaz à effet de serre, l'objectif fixé étant que 50 % du total de la production primaire d'énergie soit couverte par les énergies renouvelables. L'AIE a d'ailleurs qualifié le pays de « leader mondial de la décarbonisation ». 

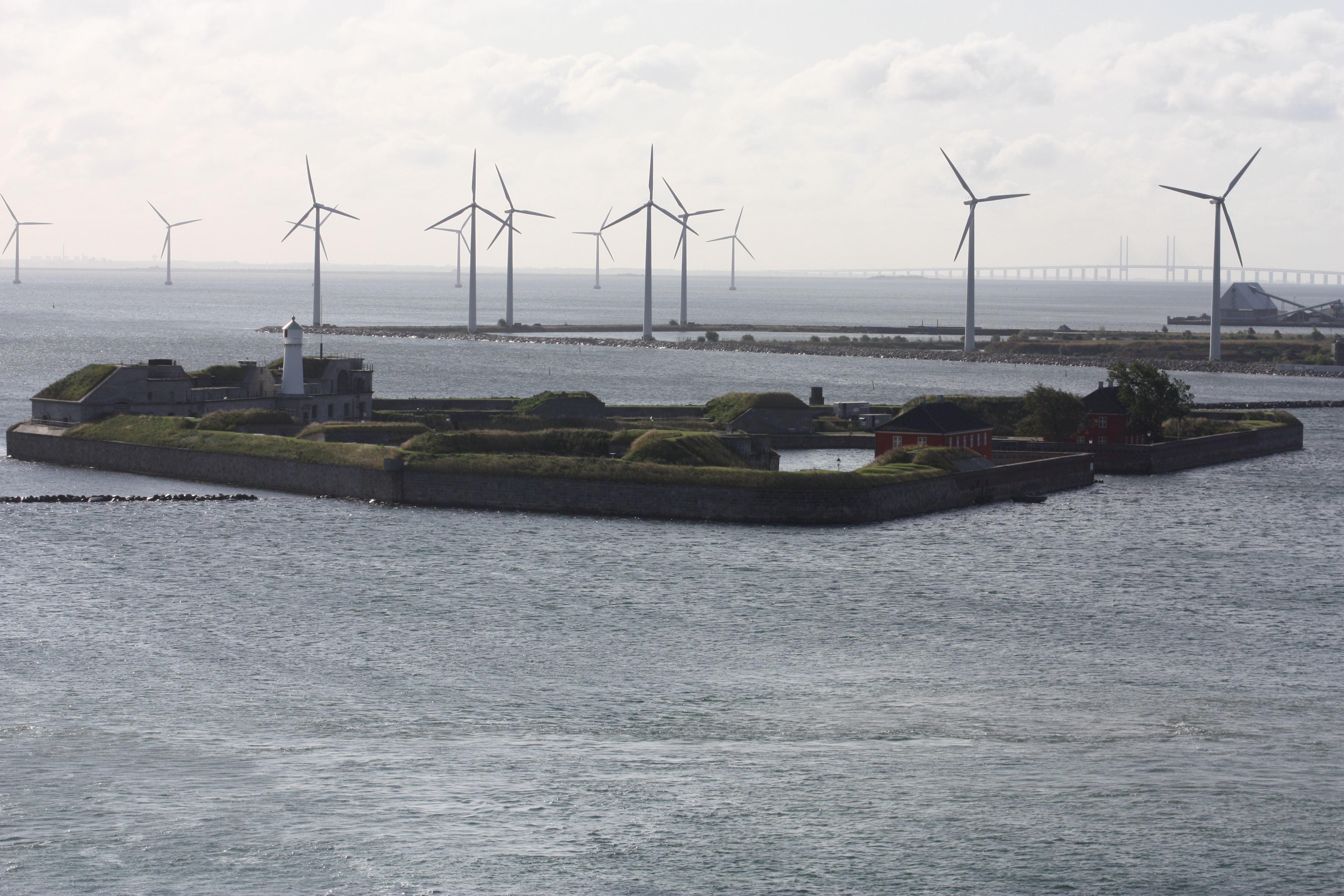
Éoliennes sur l'Øresund ; en arrière-plan, le pont reliant depuis 2000 Copenhague à Malmö (Suède).

La production éolienne est de loin la première source d'énergie renouvelable du pays, dont la production a plus que doublé pour passer de 6,1 TWh en 2006 à 12,8 TWh en 2016, pour assurer en 2017 43,7 % du total des besoins en électricité du pays, situant le pays à la première place mondiale de très loin pour cette proportion, ayant profité d'une politique de subvention généreuse. L'intermittence de la production est couverte par les capacités de régulation apportées par les barrages hydroélectriques de la Norvège et de la Suède, et aux nombreux câbles sous-marins d'interconnexion qui relient le Danemark à ces deux pays. Le fort potentiel éolien du pays est dû à son front littoral balayé par les vents maritimes, notamment de la Mer du Nord. Les Danois ont d'ailleurs été pionniers dans le développement de fermes éoliennes offshores, et ont établi un record de production de 9 MW d'énergie par éolienne seule. Une telle spécialisation fait émerger des géants nationaux de l'éolien, tels que l'entreprise Vestas, leader mondial jusqu'en 2011.
Le pays ne produit pas d'énergie nucléaire.

#### Consommation
La consommation danoise d'énergie primaire par habitant était en 2015 de 2,83 tep, nettement inférieure à celles de la France : 3,71 tep et de l'Allemagne : 3,77 tep. La part des énergies renouvelables dans cette consommation atteignait 29 % en 2016 contre 37 % de pétrole, 17 % de gaz naturel et 15 % de charbon. La consommation finale d'énergie du Danemark se caractérise avant tout par sa stabilité exceptionnelle ; en fait, elle avait légèrement augmenté jusqu'en 2007 (+4 %), puis est retombée de 7 % sous l'effet de la crise.
Le pétrole reste prédominant, mais décline progressivement en faveur du gaz, des énergies renouvelables thermiques (bois, biogaz, etc.) et du chauffage urbain ; l'électricité a progressé de 115,5 % entre 1972 et 2006, puis a régressé de 7,8 % en 6 ans ; le gaz naturel est monté en flèche de ses débuts en 1982 jusqu'à son apogée en 1996 (à 11,4 %) puis s'est stabilisé autour de 11 %.

### Monnaie

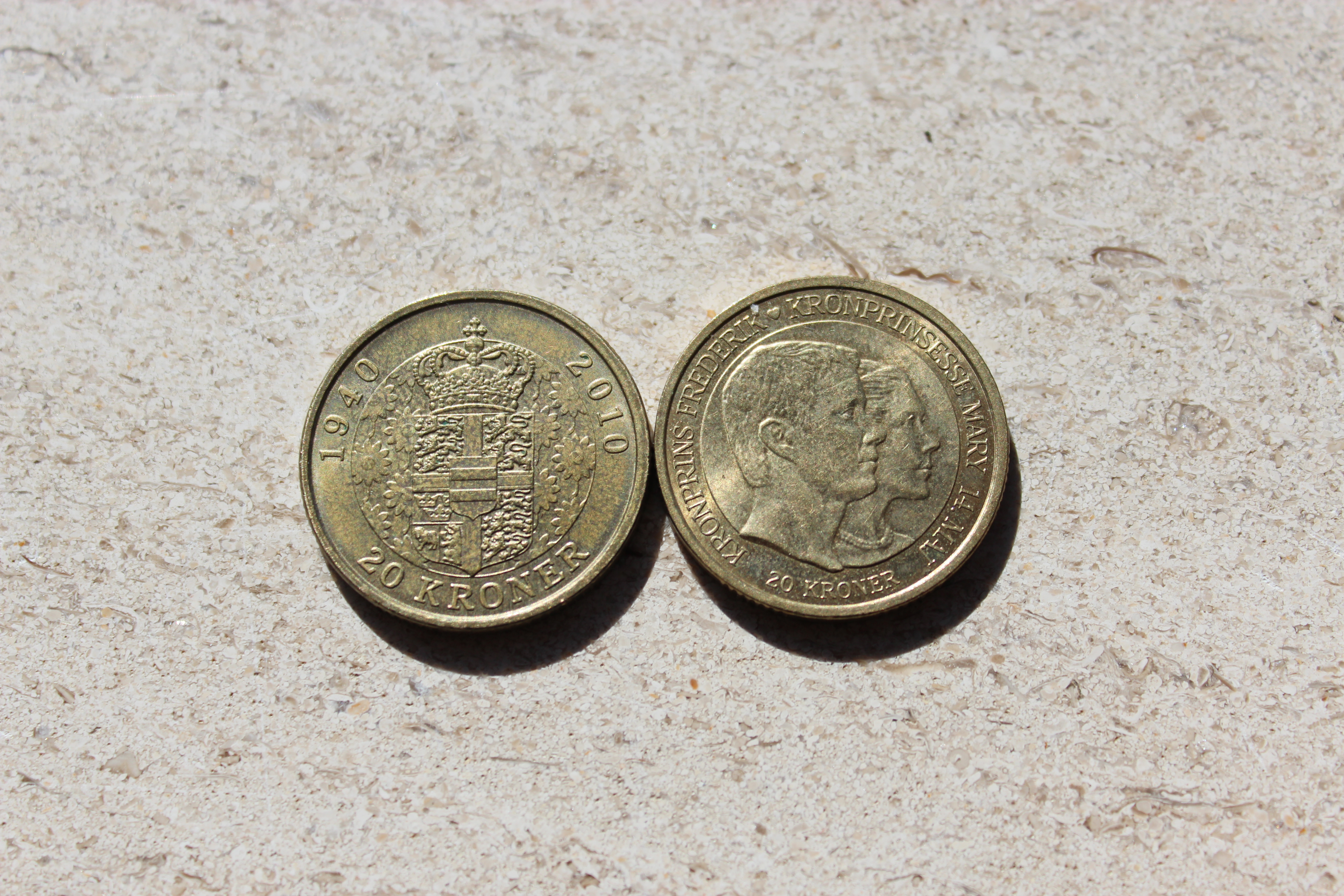
Une pièce de 20 couronnes danoises (2010). Le revers célèbre les 70 ans de la reine Margrethe II et l'avers le mariage de son fils, le Prince héritier Frederik avec Mary Donaldson.

La couronne danoise (krone) est relativement stable. Elle fait partie du Mécanisme de taux de change européen dit MCE II car liée à l’euro. 1 € vaut 7,42 DKK avec une marge de fluctuation de 2,25 %.
Le Danemark ne participe pas à l’euro car les Danois ont rejeté cette proposition par un référendum en septembre 2000. Il est l'un des États de l’Union européenne à avoir signé avec les autres États membres une clause dite d'opting out négociée dans l’accord d’Édimbourg en 1992, qui lui permet de rester hors de la zone euro.
Un nouveau référendum sur l’adhésion du Danemark à la zone euro aurait pu se tenir au deuxième semestre 2008, mais l’idée a été repoussée depuis la crise des dettes souveraines en Europe à partir des années 2010. Majoritairement favorable à l'introduction de l'euro jusqu'en mai 2010, une grande majorité (65 %) de la population danoise s'y est ensuite opposée, un dernier sondage en ce sens date de décembre 2016.

### Prestations sociales et marché du travail
Le modèle social danois est régulièrement vanté comme l'un des meilleurs[réf. souhaitée] à travers le monde, y compris en France,. Il est caractérisé par une politique volontariste en matière d'assistance sociale faisant du pays un modèle d'État-providence, les pouvoirs publics consacrant 54,5 % du PIB en 2015 pour les dépenses des administrations publiques, soit le troisième pays de l'OCDE en pourcentage du PIB, juste derrière la Finlande et la France. La population bénéficie de hauts niveaux de prestations sociales ; la protection sociale danoise couvre les salariés contre un très grand nombre de risques (maladie, maternité, accidents du travail et maladies professionnelles, invalidité, vieillesse, survivants et chômage).
En 2014, il était estimé que seule 6 % de la population vivait en dessous du seuil de pauvreté ajusté des taxes et impositions, soit le second plus faible taux de pauvreté de l'OCDE dont la moyenne était fixée à 11,3 % la même année.
Le fonctionnement du marché du travail se caractérise par un système de flexisécurité qui conjugue la facilité de licenciement avec d’importantes indemnités de chômage. La Banque mondiale a ainsi classé le Danemark comme ayant le marché du travail le plus libéral d'Europe. L'emploi temporaire n'y est pas synonyme de précarité. Selon Carole Tuchszirer, économiste au Cairn, ce système repose à la fois sur un marché du travail fluide et peu réglementé, un régime d'assurance-chômage qui joue pleinement son rôle de revenu de remplacement, et un ensemble de droits et obligations imposés aux chômeurs, pourtant de plus en plus décrié, les chômeurs devant envoyer deux lettres de candidature par semaine, être toujours disponibles pour l'agence pour l'emploi, toute absence temporaire y compris pour vacances étant soumise à autorisation préalable. De plus, le faible taux de chômage, en dessous du niveau structurel, établi à 4,2 % au mois de décembre 2017, masque une pénurie récurrente de main-d'œuvre, expliquant au moins en partie le recours à l'immigration pour pallier ce manque.
Si le pays était globalement présenté comme hospitalier et doux à vivre, à la suite de la crise migratoire à partir de 2015, le royaume n'a accordé aux migrants que des droits d'asile temporaires, n'a pas facilité pas les regroupements familiaux, autorisés au bout de trois ans et a réduit de 10 % les allocations aux nouveaux arrivants, allant jusqu'à réserver la possibilité pour la police de confisquer les biens des demandeurs d’asile pour financer leurs aides, proposition vivement critiquée par les ONG et organismes de défense des droits de l'homme.
L'âge de la retraite au Danemark est actuellement[C'est-à-dire ?] fixé à 67 ans. Il est prévu de le reculer progressivement à 70 ans.

### Transports
Du fait de sa situation de passage terrestre obligé entre la péninsule scandinave et l'Europe continentale depuis l'inauguration du pont de l'Øresund, mais aussi par le détroit éponyme point de passage maritime pour entrer dans la mer Baltique et les ports russes, le Danemark a toujours historiquement représenté un carrefour pour les échanges commerciaux et les cultures. Des investissements significatifs ont néanmoins été nécessaires depuis une vingtaine d'années afin de resserrer le maillage des réseaux de transports danois.

#### Routes

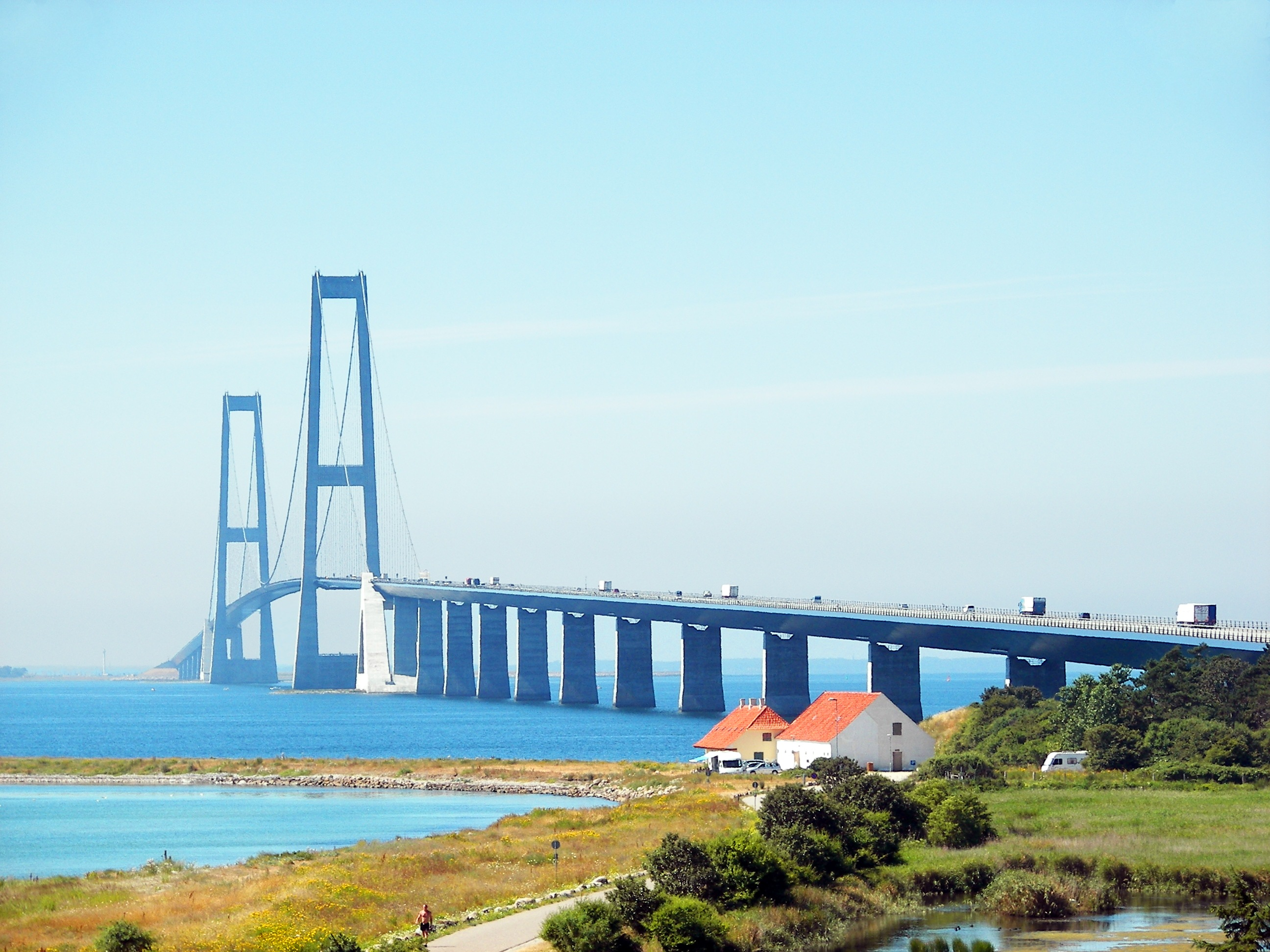
La Liaison du Grand Belt est un ensemble d'ouvrages long de 18 kilomètres qui relie par voie routière et ferroviaire les deux îles de Seeland et Fionie.

Le réseau routier, bien développé et entretenu, représente un total de 73 197 km dont 1 111 km d'autoroutes. Plusieurs ponts monumentaux permettent de relier par voie routière les différentes îles danoises, notamment la liaison du Grand Belt reliant les deux plus grands îles, Seeland où se trouve Copenhague à la Fionie. Depuis le 2 juillet 2000, le pont de l'Øresund, à deux niveaux, autoroutier et ferroviaire, relie le Danemark et Malmö sur la rive suédoise voisine, ce qui permet de relier le reste de la Scandinavie à l'Allemagne sans ferry.
Un nouveau projet de tunnel sous-marin de 18 km, le Lien fixe du Fehmarn Belt, traversant le détroit du même nom, est actuellement[C'est-à-dire ?] en construction. Il reliera l'île allemande de Fehmarn à l'île danoise de Lolland, permettant aux véhicules et les trains reliant la Suède et la Norvège d'éviter un détour par la péninsule du Jutland. Il pourrait ainsi réduire le temps de trajet ferroviaire entre Hambourg et Copenhague de cinq à deux heures. Il est prévu entre 2024 et 2029.

#### Réseau ferroviaire

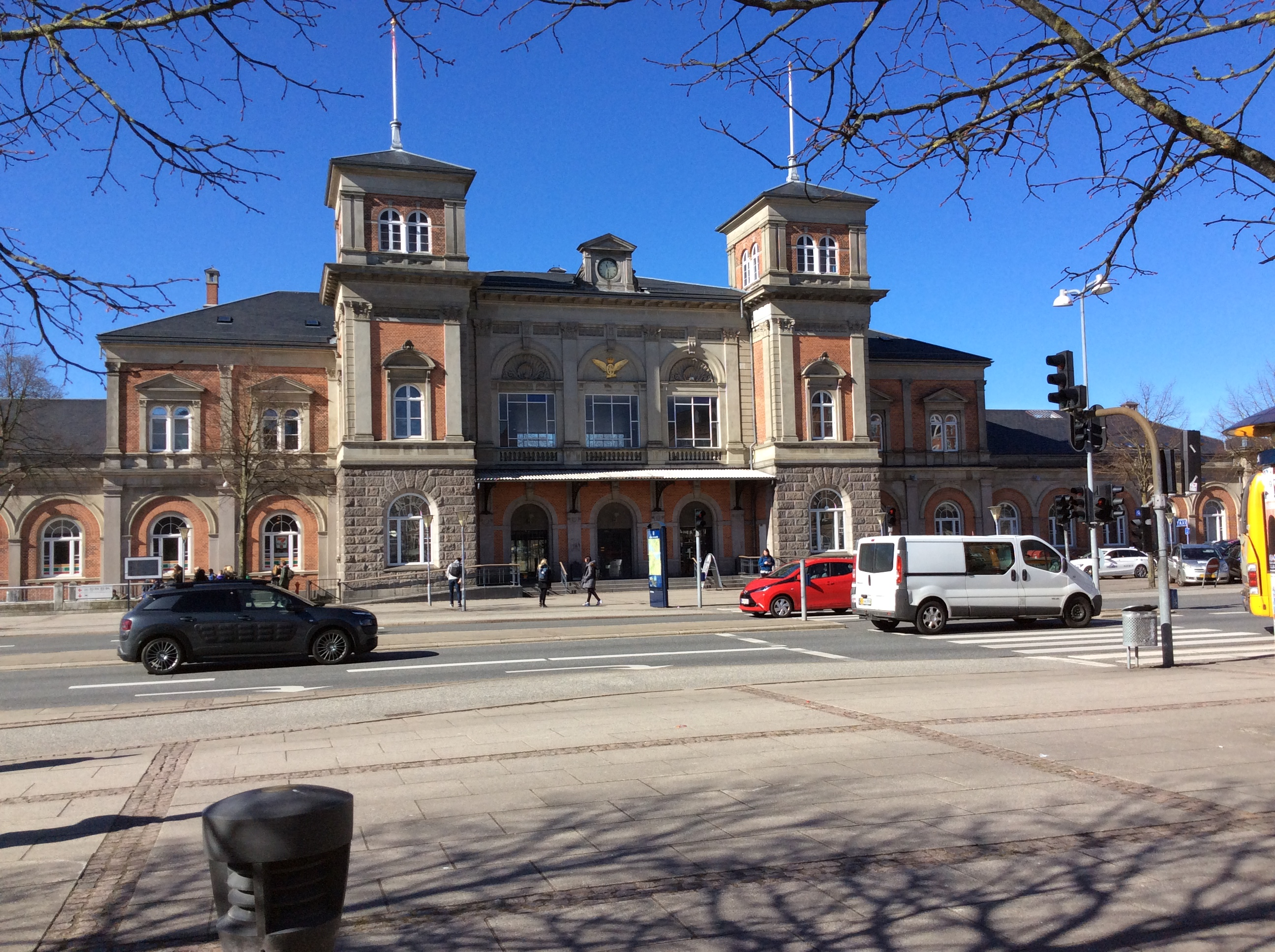
La gare centrale d'Aalborg a été construite en 1902.

Le réseau ferré du Danemark comprend 2 667 km de lignes dont 640 électrifiées, à écartement normal, et dessert la plupart des plus grandes villes du pays. Il est exploité commercialement par l'opérateur national DSB pour le trafic passagers et DB Cargo pour le trafic fret. Le trafic passagers comprend des lignes Intercity, le réseau régional de Copenhague appelé S-Tog, ainsi que le trafic international desservant des villes étrangères comme Hambourg, Berlin, Malmö ou Helsingborg. Le Danemark ne dispose pas à ce jour[Quand ?] de ligne à grande vitesse.
La capitale, Copenhague, dispose d'un système de métro léger automatique à courant continu fourni par troisième rail composé de deux lignes, dont l'une dessert l'aéroport de la ville. Il était emprunté par 63,5 millions de passagers en 2017. Deux lignes nouvelles sont en construction, dont une circulaire programmée pour juillet 2019. La ville d'Aarhus, elle, dispose de son propre système de métro léger depuis fin 2017, composé de deux lignes. Odense construit actuellement[C'est-à-dire ?] son réseau de tramway moderne après avoir démantelé l'ancien en 1952, attendu pour 2020.

#### Transport aérien

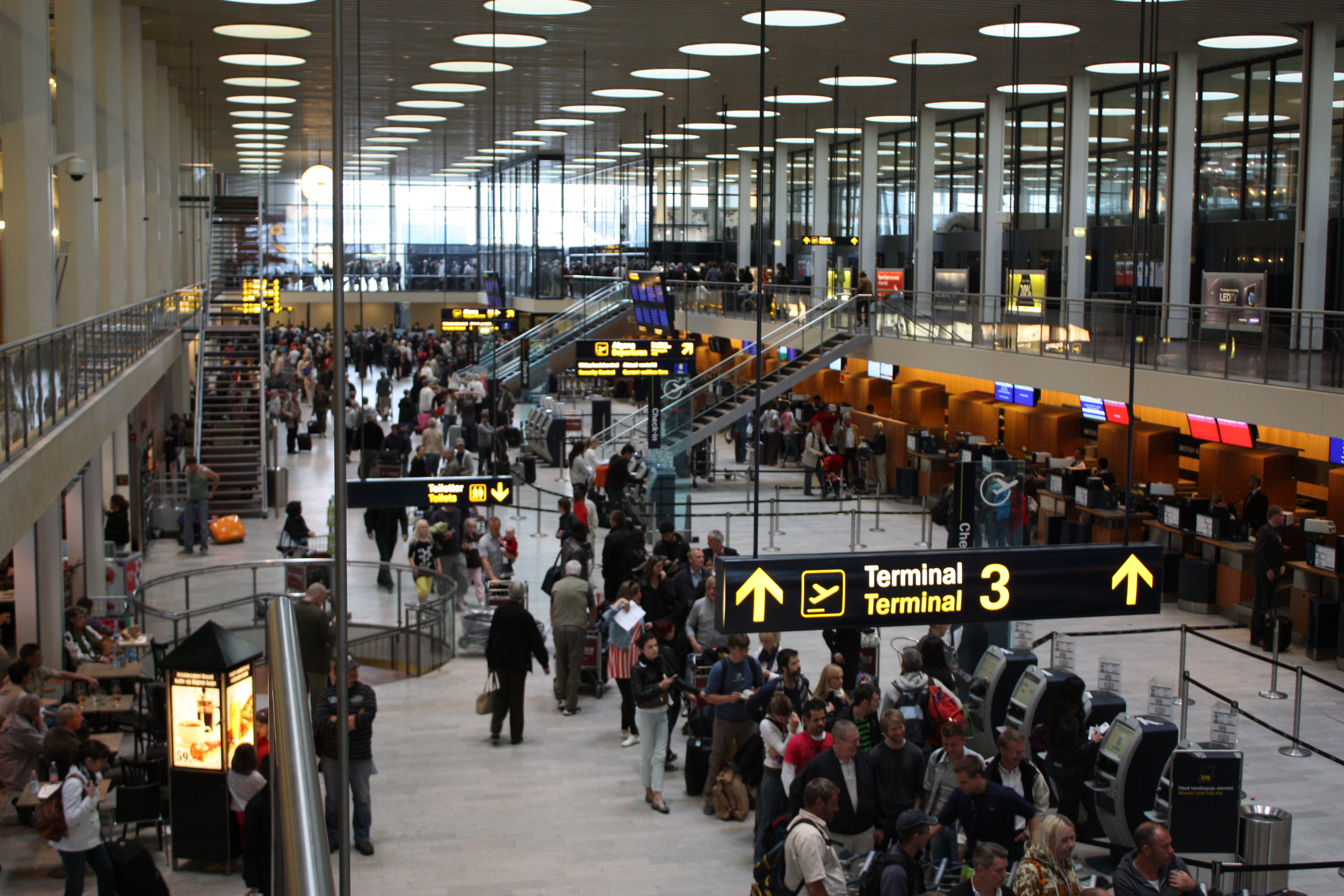
Le hall international du Terminal 3 de l'aéroport de Copenhague-Kastrup.

Le principal aéroport du pays est l'aéroport de Copenhague appelé aussi Kastrup du nom de la municipalité qu'il occupe, qui occupe le sud-est de l'île d'Amager à 8 km du centre-ville et à 24 km de Malmö (code AITA : CPH). Il est desservi par les trains Intercity vers la Suède ainsi que par le métro. Kastrup est le hub principal de la compagnie Scandinavian Airlines (SAS), ainsi que de la Cimber Air. Il était emprunté par environ 29 millions de passagers en 2017, faisant de lui le troisième aéroport le plus fréquenté d'Europe du Nord. 83,5 % du trafic passager transitant par l'aéroport se fait depuis et vers le reste de l'Europe.
Le Danemark dispose aussi de trois autres aéroports :
- l’aéroport de Billund (BLL), dans le centre du Jutland ;
- l’aéroport d'Aalborg (AAL), à 5 km d'Aalborg ;
- l’aéroport d'Aarhus (AAR), à 35 km d'Aarhus.

#### Transport maritime
Pays en grande partie insulaire, le Danemark a toujours été un pays maritime, déjà à l'époque viking. La compagnie nationale Maersk est ainsi l'un des plus grands armateurs mondiaux, et la plus grande entreprise du pays. Plusieurs ports de passagers permettent de desservir le pays ainsi que les pays voisins comme la Norvège de lignes de ferry régulières, dont certaines sont électrifiées. Le port d'Elseneur, le plus fréquenté, était emprunté par 10,9 millions de passagers en 2007.
Les ports danois étaient empruntés au total par 40 millions de passagers et voyaient passer 109 millions de tonnes de fret par an en 2009.

#### Vélo

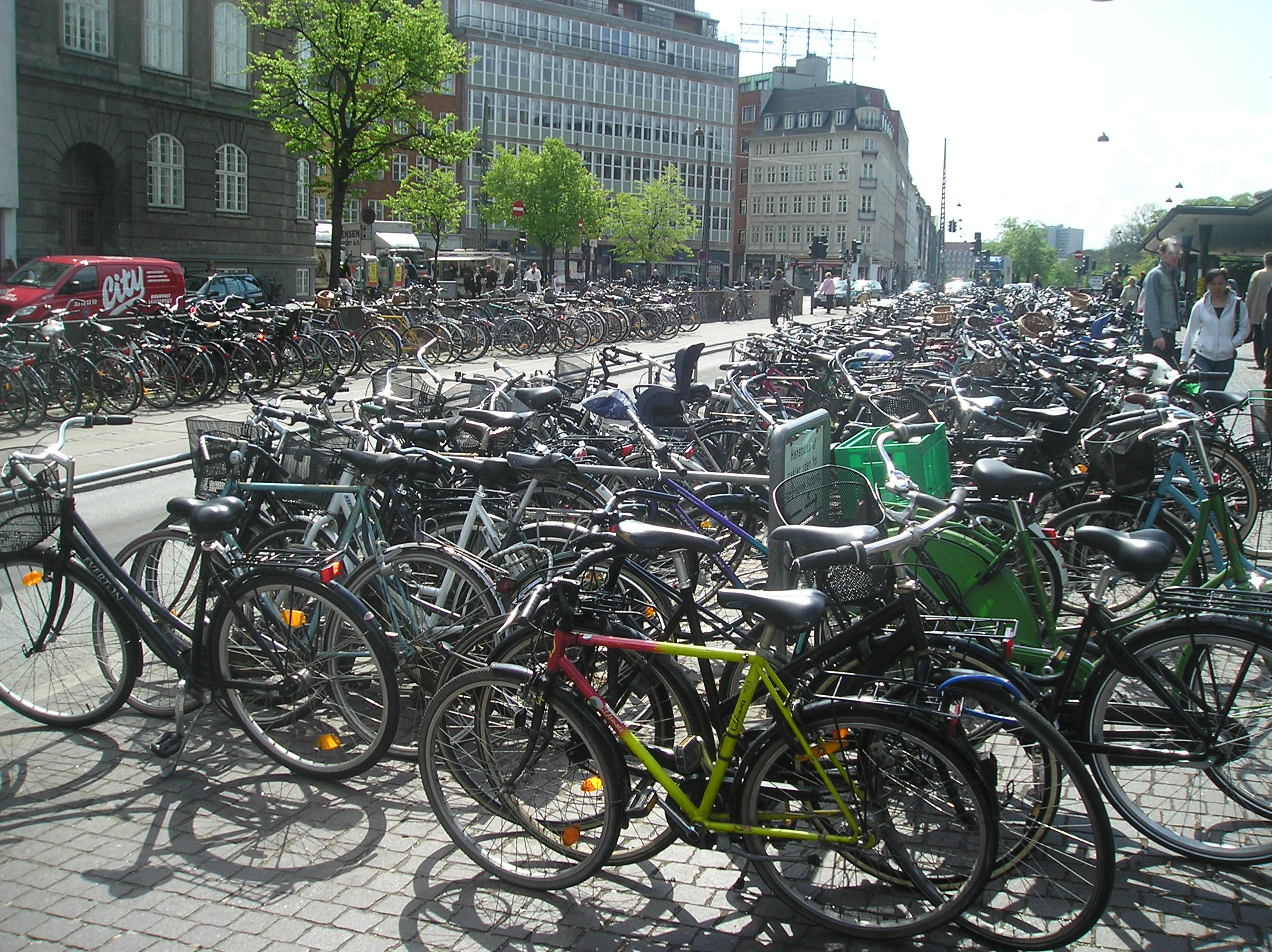
Stationnement de vélos près de la station Nørreport, à Copenhague.

Le vélo représente à la fois une activité de loisirs et un moyen de transport majeur. Un réseau national de pistes cyclables de plus de 12 000 km (en 2012) couvre l'ensemble du pays, y compris onze classées routes nationales cyclistes. Le vélo représente 19 % du total des déplacements, jusqu'à 31 % à Copenhague et 4,5 millions de vélos sont comptabilisés pour 5,6 millions d'habitants, faisant du pays un modèle pour les cyclistes à l'instar des Pays-Bas.
Les transports en commun danois (métro, trams et autobus) sont conçus pour pouvoir transporter en même temps les vélos des passagers qui les utilisent.

## Population et société
De nos jours, le mode de vie danois empreint de modération et de respect mutuel est particulièrement apprécié pour la ponctualité, la modestie mais surtout sa constante recherche de l'égalité. Les Danois sont particulièrement connus pour être flegmatiques et tolérants. Son économie forte et moderne, l'efficacité de son système judiciaire vis-à-vis de la protection des droits fondamentaux inspire le respect du reste du monde.

### Démographie

#### Statistiques

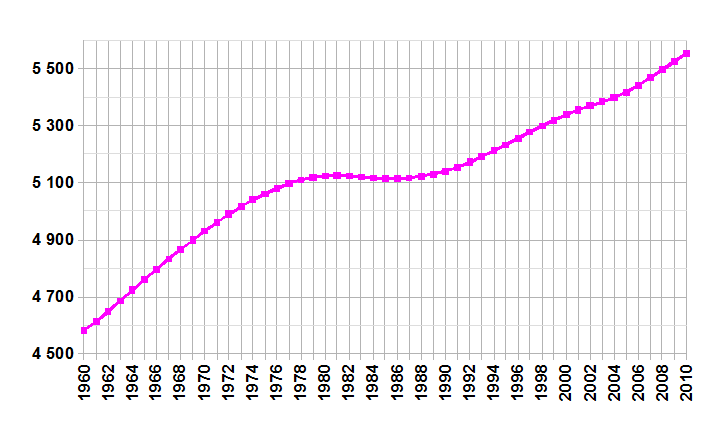
Évolution de la démographie, en milliers d’habitants, entre 1961 et 2003 (chiffre de la FAO, 2005).

La population danoise était estimée par Danmarks Statistik, organisation gouvernementale, à 5 822 763 habitants au 1er avril 2020. L'âge médian se situe à 41,4 ans et le ratio hommes/femmes à 97 hommes pour 100 femmes.
Le taux de fécondité est resté stable depuis le début des années 2000 affichant un taux de 1,85 en 2006, soit légèrement en dessous du seuil naturel de renouvellement des générations fixé à 2,05. Le taux de natalité est régulièrement en baisse, tombé de 13,3 ‰ en 1995 à 10,2 en 2015, poussant d'ailleurs le gouvernement danois, inquiet, à lancer une campagne de publicité sur le ton humoristique encourageant les couples à partir en vacances romantiques à l'étranger pour augmenter la natalité du pays.
Le taux d'accroissement naturel est de 0,22 % en 2012 selon la CIA.

#### Ethnicité et immigration
Le Danemark est historiquement une nation homogène. La majorité de la population est d’origine scandinave, avec des individus d'origine inuite et féroïenne issus des territoires autonomes du Groenland et des îles Féroé.
Près de la frontière allemande, dans l’ancien Amt (subdivision territoriale) du Jutland-du-Sud — un des anciens départements danois, correspondant pour les Allemands au Schleswig Septentrional et aujourd’hui intégré dans la région du Danemark du Sud (Syddanmark) — se trouve la seule minorité officielle du Danemark : la minorité allemande, dénommée Groupe ethnique allemand, qui comprend 25 000 personnes environ, soit près de 10 % de la population de l’ancien amt.
Les immigrés (1re et 2e générations confondues) sont 807 169 au 1er avril 2020, ce qui représente environ 13,9% de la population. La communauté la plus importante est formée par les Turcs.
En 2002, le gouvernement conservateur, nationaliste, imposait la règle dite des 24 ans : les Danois ne sont autorisés à se marier avec des étrangers que si les deux fiancés ont plus de 24 ans et remplissent un ensemble de conditions drastiques. En 2015, le pays adoptait une loi controversée de confiscation, qui permet de saisir aux migrants leur argent liquide et leurs objets valant plus de 1 340 euros pour financer le coût de leur séjour pendant l'examen des demandes d'asile. En 2018, le Parlement autorisait la transformation de la petite île de Lindholm en un centre de rétention à ciel ouvert pour les étrangers condamnés à une peine de prison, mais que les conventions internationales empêchent de renvoyer dans leur pays d’origine. En 2019, les demandes d’asile sont à leur plus bas niveau depuis 2008.

### Langues

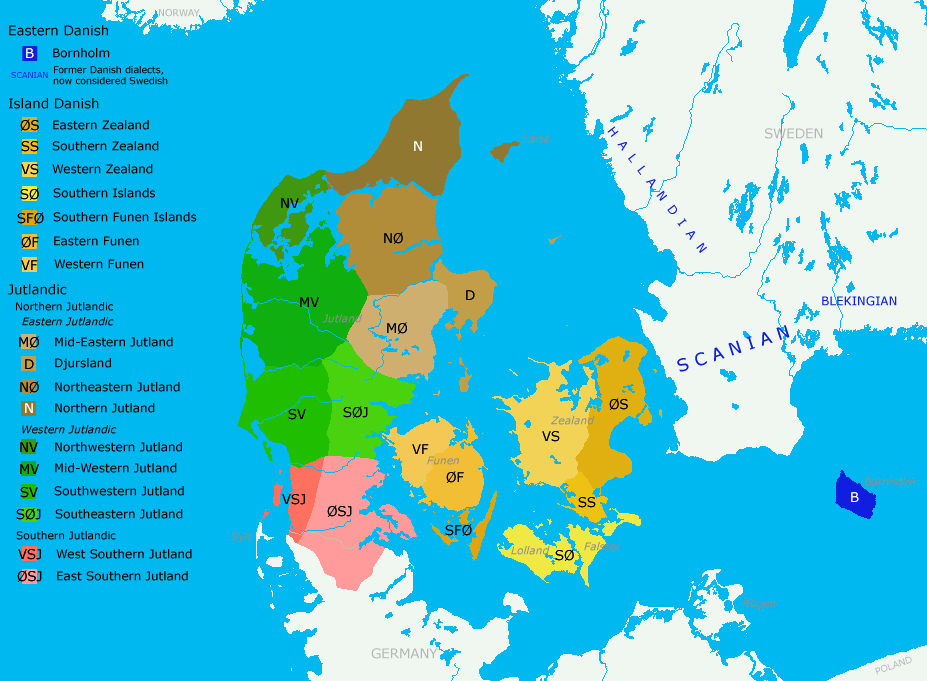
Carte des variétés régionales de la langue danoise.

La langue officielle du Danemark est le danois. Elle est la langue maternelle de 92 % de la population. Elle comprend plusieurs variétés régionales.
L'allemand est aussi très présent, étant la seconde langue ; elle est maîtrisée par environ 47 % de la population en 2012 toujours selon Eurostat. Elle bénéficie par ailleurs du statut de langue régionale dans le Nord-Schleswig.
La grande majorité de la population, soit 86 % parle ou comprend l'anglais selon Eurostat. L'anglais est souvent utilisé dans l'administration par une grande partie des 8,9 % d'immigrants étrangers (Nigérians, Pakistanais, Indiens, Ghanéens, Somaliens). Il est étudié par la totalité des élèves dans l'enseignement secondaire inférieur[source insuffisante]. Le Danemark figure régulièrement en tête des classements des pays du monde maîtrisant le mieux l'anglais. Il est ainsi souvent cité parmi les trois pays européens présentant les meilleurs indices de compétence en anglais, juste derrière les Pays-Bas et la Suède.
Le suédois, qui est issu de la même racine linguistique que le danois, est compréhensible pour un locuteur danois natif. Il n'est annoncé comme « courant » que par 13 % de la population.

### Éducation et enseignement supérieur
Le Danemark investit énormément dans le système éducatif, consacrant jusqu'à 15,4 % de son PIB pour l'éducation en 2012. Son système éducatif privilégie autant l'égalité des chances en matière d'acquisition des compétences académiques s'adaptant au cas par cas en fonction des avancées des élèves, que la transmission de valeurs comme la capacité à vivre en collectivité, le dialogue ou la générosité. L'éducation est une compétence des collectivités territoriales, le conseil municipal décidant en matière de recrutement du personnel, de budget et de mise en œuvre des programmes dans l'enseignement primaire.

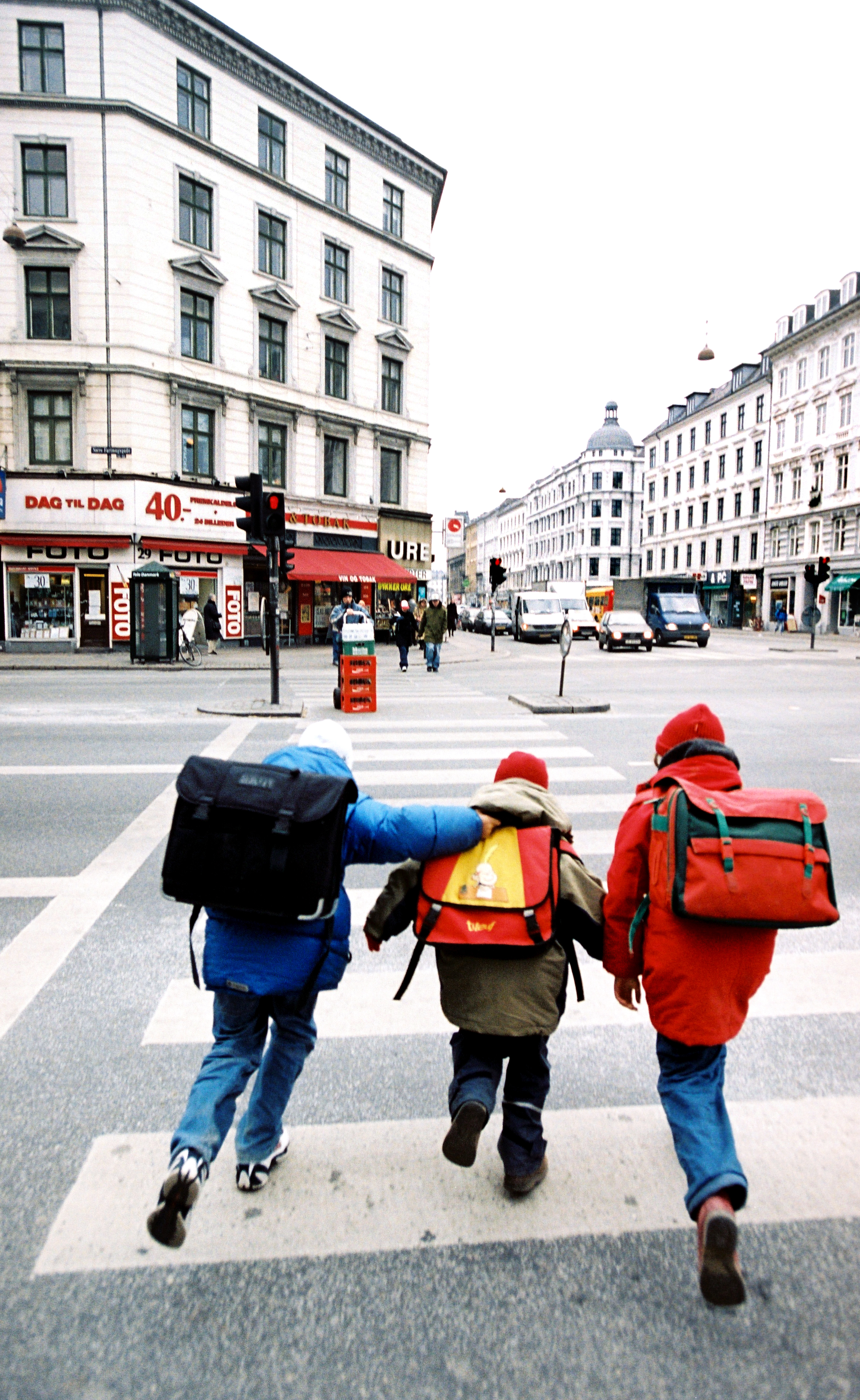
Le système éducatif danois privilégie à la fois l'acquisition des compétences académiques ainsi que la promotion de la cohésion sociale. Ici, des enfants traversant un passage piéton à Copenhague.

Le système éducatif danois est obligatoire à partir de 6 ans. Il est gratuit.
Les familles peuvent choisir de suivre des enseignements religieux ou non. Les élèves reçoivent une aide financière mensuelle s’élevant à 5 486 couronnes (DKK) par mois, soit 738 euros (EUR). Les écoles de petite enfance (børnehave) accueillent les jeunes enfants de 3 à 5 ans.
L'éducation de base obligatoire relève de la compétence des communes et est assurée par l'école primaire (folkeskole) pendant 9 ans, de 6 à 16 ans, où les enfants gardent quasiment le même groupe-classe et le même enseignant chargé à la fois de créer un esprit de groupe et de maintenir des relations proches avec les familles. Les élèves suivent des cours classiques, ainsi que (depuis les années 1990) des cours obligatoires spécifiques où ils sont invités à partager leurs émotions, notamment à travers la couture, le théâtre la musique ou le sport. Les enfants ne sont pas notés jusqu'à l'âge de 13 ans. À l'issue de ces neuf années, les élèves peuvent choisir de poursuivre une dixième année de remise à niveau, ce que font 50 % des élèves, ou de passer directement l'examen de fin d’études primaires (afgangeksamen).

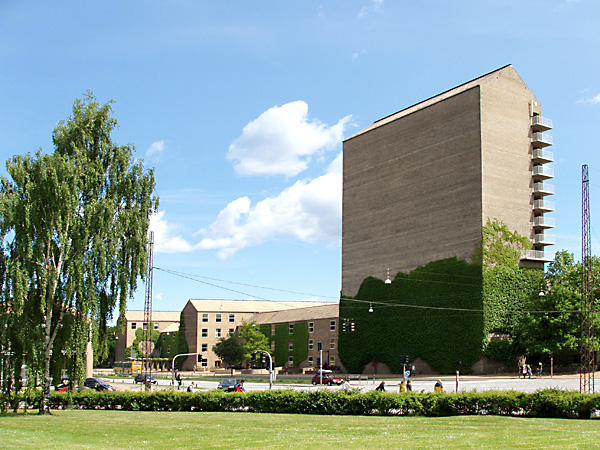
Entrée principale et bibliothèque universitaire de l'Université d'Aarhus, seconde université du pays avec 38000 étudiants.

Le passage dans l'enseignement secondaire (ungdomsuddannelser) se fait de manière concertée avec les parents, les élèves et les enseignants, qui décident ensemble le choix d'une orientation professionnelle ou la poursuite d'études au lycée (gymnasium), durant 3 ans jusqu'à l'âge de 19 ans. Ce cursus prépare alors à l'équivalent du baccalauréat (studentereksamen) qui donne accès à l'enseignement supérieur. L'usage d'Internet est autorisé pendant les épreuves du baccalauréat.
Membre de l'Espace européen de l'enseignement supérieur, l'enseignement supérieur danois suit l'organisation européenne issue du système LMD : les jeunes diplômés peuvent choisir de suivre une licence de trois ans à l'université publique (bachelor), et peuvent poursuivre ensuite en master puis en doctorat. Ils peuvent aussi choisir une licence professionnelle (professions bachelor), tandis que les élèves de l'orientation professionnelle peuvent suivre la même licence professionnelle ou un diplôme supérieur professionnel (erhversakademigrad, ou AK). Le pays participe activement aux échanges Erasmus au sein de l'Union européenne, son confort de vie, la qualité de ses enseignements universitaires attirant beaucoup d'étudiants étrangers, les étudiants danois bénéficiant de plusieurs aides y compris financières. De nombreux enseignements au sein des douze universités danoises, et treize institutions spécialisées de niveau universitaire, voire des programmes entiers, sont dispensés en anglais. Les universités offrent un large éventail de programmes d'enseignement, des arts à la chimie en passant par la littérature, souvent reconnus de haut niveau. L'enseignement universitaire de qualité faisait qu'en 2012, 34,2 % de la population danoise était diplômée du supérieur, contre 25,9 % pour la moyenne de l'Union européenne.
La formation professionnelle des adultes (grunduddannelse for voksne, ou GVU) permet à 32,8 % des 25–64 ans de suivre une formation tout au long de leur vie. S'adressant aux plus de 25 ans, environ 3 000 programmes sont destinés à approfondir des connaissances dans un domaine spécifique ou à élargir son savoir. Ce dispositif généralisé de formation continue poursuit un objectif de flexibilité et d'adaptation du marché du travail, tant en ce qui concerne les changements technologiques que les besoins en main-d'œuvre. Ces formations sont dispensées en cours du soir ou à temps partiel. Trois niveaux existent dans la formation pour les adultes :
- la formation « préparatoire », pour renforcer les compétences de base ;
- la formation « de base » qui propose des enseignements similaires à ceux du cycle secondaire ;
- la formation « supérieure » équivalente au supérieur. Ces formations sont le plus souvent gratuites et financées par l’État[122].

#### Enseignement mutuel
Dans la première moitié du XIXe, le Danemark est un des pays pionniers de l'enseignement mutuel. Sur l'initiative de Joseph Abrahamson, pédagogue proche du roi Frédéric IV, une première école mutuelle est ouverte en 1819, puis 13 en 1821. Finalement, cette méthode tombe peu à peu en désuétude mais conservera une certaine influence sur l'éducation danoise.

### Religion
| Religions au Danemark                       |             |
| Religion                                    | Pourcentage |
| Protestantisme                              | 67,4 %      |
| Catholicisme                                | 1,3 %       |
| Chrétien orthodoxe                          | 2,0 %       |
| Chrétien divers                             | 7,5 %       |
| Judaïsme                                    | 0,1 %       |
| Islam                                       | 0,5 %       |
| Athéisme                                    | 10,6 %      |
| Agnosticisme                                | 9,1 %       |
| Autres                                      | 1,4 %       |
| Total                                       | 100 %       |
| Sources : Eurobarometer 83.4, mai-juin 2015 |             |

4,3 millions de Danois (au premier trimestre 2020), soit 74% de la population, appartenait à l’Église populaire danoise, de confession luthérienne, à laquelle appartient le monarque. Le reste de la population est athée ou agnostique ou appartient aux autres Églises chrétiennes ou à la religion musulmane. L’Église catholique romaine, dont le culte n'a été légalement reconnu qu'en 1849, regroupe 0,7 % environ des Danois, soit environ 35 000 personnes.
Le christianisme a été introduit au Danemark il y a plus de 1 000 ans. Avant l’an 1536, l’Église danoise était catholique et romaine. Au début du XVIe siècle, des protestations (notamment celles de Luther) s’élevèrent contre les pratiques catholiques. En 1536, l’Église protestante fut introduite au Danemark et le luthéranisme est maintenant la religion dominante au Danemark.
L'Église du Danemark est divisée en 11 diocèses (Copenhague, Elseneur, Roskilde, Lolland-Falster, Fionie, Aalborg, Viborg, Aarhus, Ribe, Haderslev et celui du Groenland), dotés d'une cathédrale et d'un évêque. Ces évêchés sont divisés en 2 300 paroisses dirigées par des pasteurs. Dans la Constitution, il est écrit que « l’Église évangélique luthérienne est l’Église du peuple danois » et qu’elle est soutenue par l’État.
Avec le baptême, on devient automatiquement membre de l’Église danoise. Chacun est libre de s’en retirer par la suite mais 90 % des Danois baptisés en restent membres. L'enfant baptisé reçoit un certificat de naissance et de baptême où sont inscrits ses lieu et sa date de naissance, un numéro personnel national ainsi que l’identité de ses parents. L’Église danoise joue le rôle d'état civil puisque, dans le cas où les parents ne souhaitent pas baptiser leur enfant dans cette Église, il est cependant obligatoire de s'adresser à elle pour obtenir l’attestation de naissance et d’identité. Cette attestation, similaire à celle des enfants baptisés dans l'Église danoise, comprend éventuellement la mention du baptême dans une autre Église. Dans le sud du Jutland, les règles sont différentes. On doit s’adresser au « registre du peuple » (folkregistret).

Les adolescents danois, à l'âge de 14–15 ans ont la possibilité de confirmer leur foi en Dieu. Cette confirmation a lieu après un an d'étude religieuse durant laquelle ils doivent se rendre huit fois à l'église. Cette cérémonie est un temps fort à travers le pays et a lieu chaque année au printemps. À cette occasion, les villes revêtent les couleurs du drapeau danois. Le lundi suivant la confirmation, les confirmants bénéficient d'un jour chômé le « Lundi bleu ».

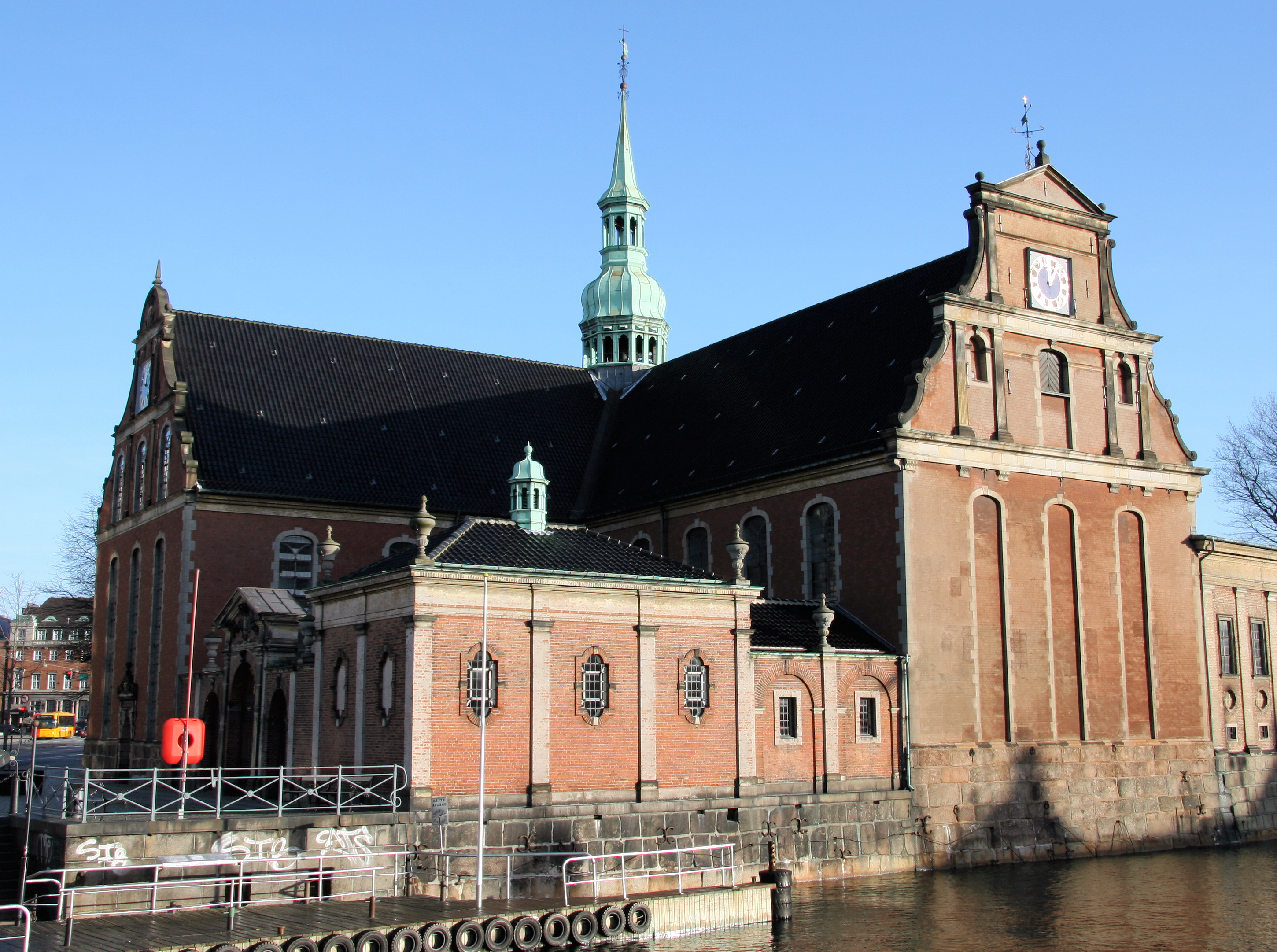
L'Église Holmens, à Copenhague, est une église luthérienne fondée en 1619.

Le ministre de l’Église est responsable des églises et des pasteurs. Mais chaque église dispose d’une gestion autonome. Tous les quatre ans, les membres de l’Église choisissent un « conseil de congrégation » (menighedsråd) pour leurs églises locales. Ces conseils désignent les pasteurs, mais ces derniers reçoivent leur salaire de l’État.
Les membres de l’Église danoise acquittent l’impôt de l’Église qui couvre une partie des dépenses de l'institution. Cet impôt est levé en même temps que l’impôt d’État. Les Danois qui ne sont pas membres de cette Église doivent payer l'équivalent de cet impôt à l'État. Depuis 1947, les Danoises peuvent accéder au pastorat. La plus haute dignité dans la hiérarchie de l’Église est l’épiscopat ; plusieurs femmes y ont accédé ces dernières années.
La mission des pasteurs est avant tout d'organiser l'office, les sacrements et autres rituels comme le baptême, la confirmation, le mariage, l’enterrement. L'office se tient tous les dimanches matin. On y chante des psaumes et écoute le prêche du pasteur concernant le texte de la Bible choisi. Il y a aussi des messes particulières à Noël, à Pâques ou à la Pentecôte. Les pasteurs ont en outre souvent un rôle social. Ils parlent avec les gens qui ont des problèmes, rendent visite aux personnes âgées ou malades de leur paroisse.

### Criminalité et détention

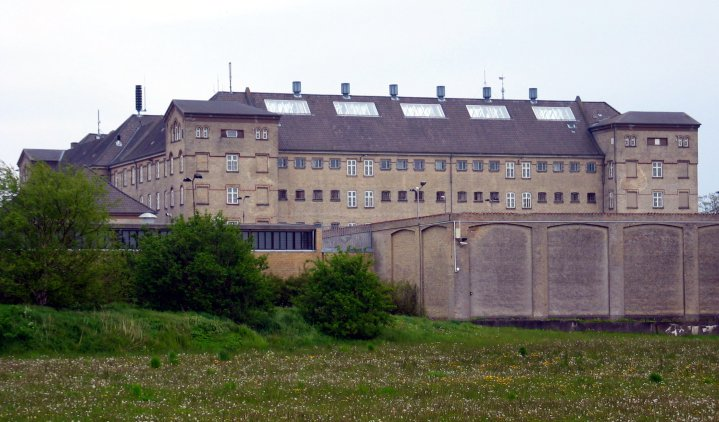
L'ancienne prison d'État de Horsens est fermée depuis 2006. Elle a été réhabilitée depuis en musée pénitentiaire et en salle de concert. Le groupe Metallica y a joué en 2014.

Régulièrement cité comme l'un des pays les plus sûrs du monde, le pays connaît un très faible taux de criminalité, affichant un faible taux d'homicide de 0,8 pour 100 000 personnes en 2012 et de 64,2 vols pour 1 000 habitants, ce chiffre étant en baisse de 10,5 % entre 2008 et 2013. 17 % des jeunes déclaraient ayant déjà pratiqué le vol à l'étalage en 2016 contre 46 % des jeunes en 1989. Les forces de police ont pour priorité la lutte contre les cambriolages et la criminalité organisée, et la lutte contre l'insécurité demeure un objectif permanent des pouvoirs publics, qui pénalisent la mendicité depuis une loi votée par le Parlement en juin 2017.
Le Danemark a définitivement aboli la peine de mort en 1978, après ne plus l'avoir appliquée dès 1950 et l'avoir abolie pour les crimes de droit commun dès 1933. Son régime pénitentiaire repose sur un principe de normalisation du condamné, c'est-à-dire rapprocher au maximum les conditions carcérales des détenus à celles de l'extérieur. Ainsi, 60 % des prisons sont « ouvertes », sans murs ni miradors. Les détenus préparent eux-mêmes leurs repas, travaillent, étudient ou suivent un programme de prise en charge et perçoivent à ce titre un salaire et une allocation hebdomadaire, certains établissements proposant des appartements où les détenus et leurs familles peuvent passer jusqu'à 48 heures ensemble,.

### Égalité des sexes
Progressiste, le Danemark apparaît souvent comme un modèle de progrès social, ayant octroyé le droit de vote aux femmes dès 1915. Les femmes sont 35,4 % à avoir un niveau d'études équivalent à l'enseignement supérieur, contre 27,4 % des hommes, selon Eurostat en 2014, chiffre supérieur à la moyenne de l'Union européenne fixée respectivement à 29,1 % et 25,4 %. Les femmes danoises sont parmi les moins pauvres de l'Union européenne, avec un taux de pauvreté féminin de 6,5 % contre 10,8 % dans l'ensemble de l'Union. La société danoise favorise l'activité professionnelle des femmes, car les soins de maternité sont gratuits, les droits à congés de maternité sont fixés à un total de 52 semaines que les deux parents peuvent se partager. Les allocations familiales étaient fixées ainsi à 484 euros par trimestre, par enfant de 0 à 3 ans. Dès le plus jeune âge, les Danois peuvent suivre des cours de bricolage, couture, cuisine, musique, ou sport, qui ne sont pas considérés comme des tâches attribués à un genre ou un autre ; toutes les compétences et tous les talents sont valorisés.
Cependant, si l’égalité entre hommes et femmes est prise en compte sur le plan juridique, le sexisme reste très présent sur le plan économique et culturel. Ainsi, en août 2020, 1 615 femmes des médias ont signé un appel de soutien à l’animatrice Sofie Linde pour « en finir avec le sexisme », qui a occasionné des prises de paroles dans d'autres nombreux milieux professionnels comme le syndicalisme, l'édition, la musique, la politique, et l'université.

### Homosexualité, bisexualité, transidentité

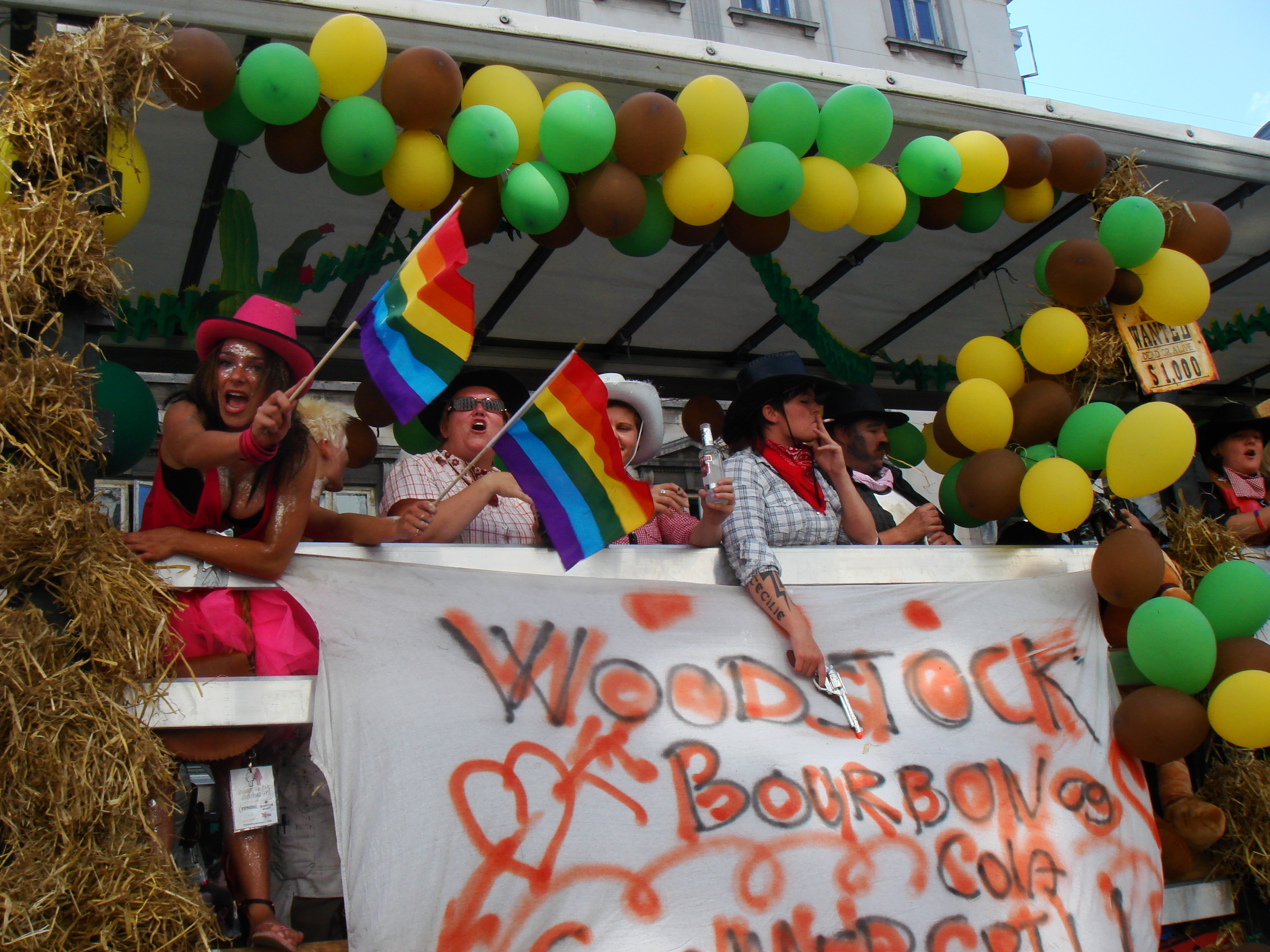
La Gay Pride à Copenhague, en 2008.

Pays dit « gay-friendly », et tout particulièrement sa capitale Copenhague, le Danemark a dépénalisé l'homosexualité dès 1933. Il est le premier pays du monde à avoir accordé un partenariat enregistré aux couples de même sexe, le 1er octobre 1989. Le mariage homosexuel y est légal depuis le 15 juin 2012. Cette loi s’appliquait seulement sur le territoire métropolitain du Danemark et, dans un premier temps, ni au Groenland, jusqu'en 2017 ni dans les îles Féroé. Elle permet également le mariage homosexuel religieux à l’Église luthérienne d’État, permettant aux couples de même sexe de bénéficier d'une véritable cérémonie religieuse. Le changement de sexe peut être demandé à l'état-civil à toute personne majeure capable sans procédure judiciaire ou médicale requise. La PMA est ouverte aux couples mariés de femmes depuis 2014[réf. souhaitée].

## Culture

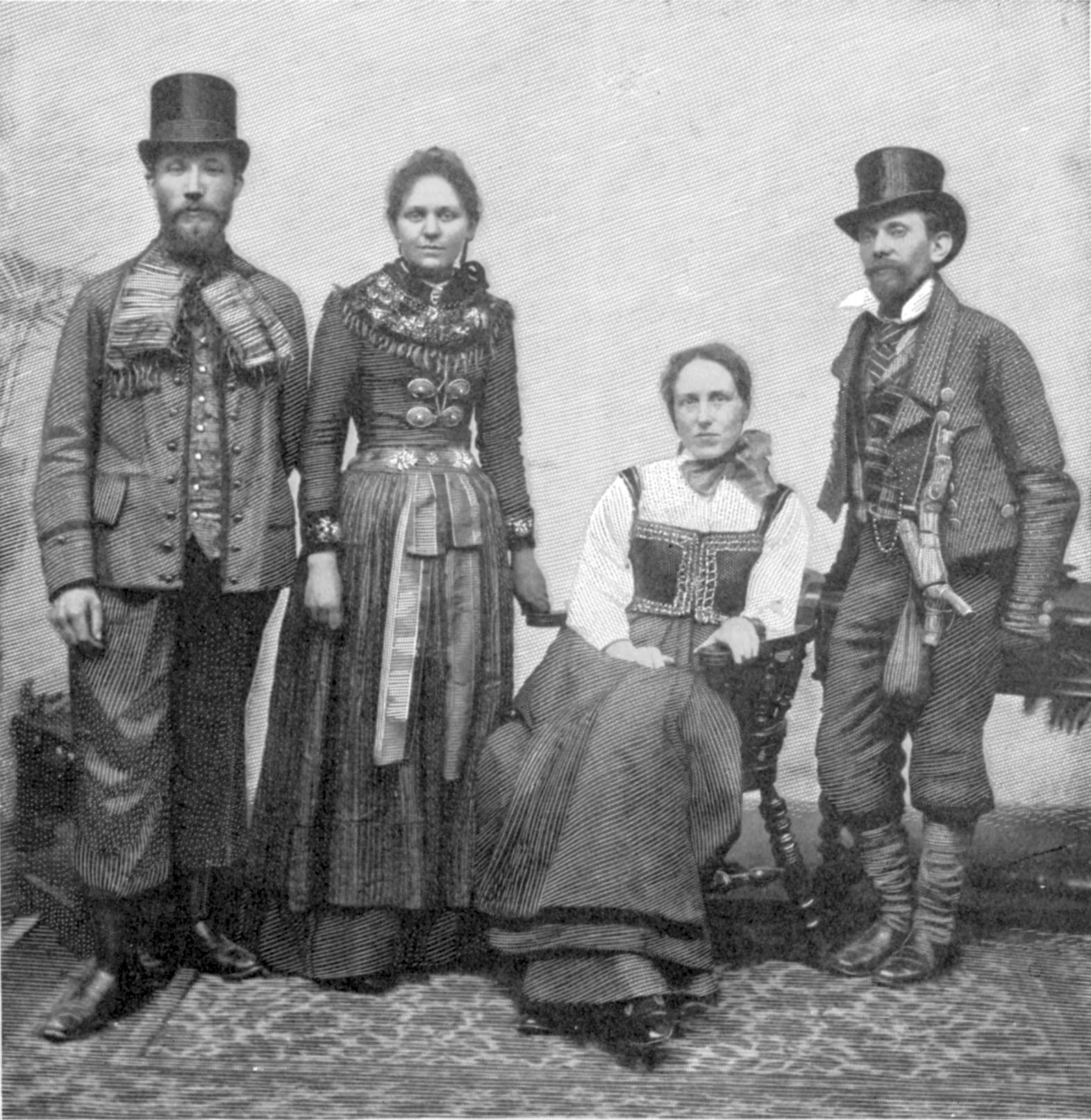
Costumes danois, 1911.

Le Danemark est connu comme une des terres d'origine des Vikings. Petit pays peuplé de 5,3 millions d'habitants en 2006, sa culture repose néanmoins sur un héritage historique multi-millénaire issu de sa position de carrefour géographique et ses rêves d'impérialisme passé, et façonné par ses grands monarques tout au long de son histoire. La culture danoise est une des expressions de la culture scandinave. Elle a apporté un riche héritage intellectuel et artistique, des découvertes astronomiques de Tycho Brahé (1546–1601) à la physique atomique avec Niels Bohr (1885–1962), en passant par des cinéastes comme Carl Theodor Dreyer, Lars Von Trier, Thomas Vinterberg et des designers légendaires comme Arne Jacobsen, Poul Henningsen, Nanna Ditzel, Verner Panton.

### Tourisme

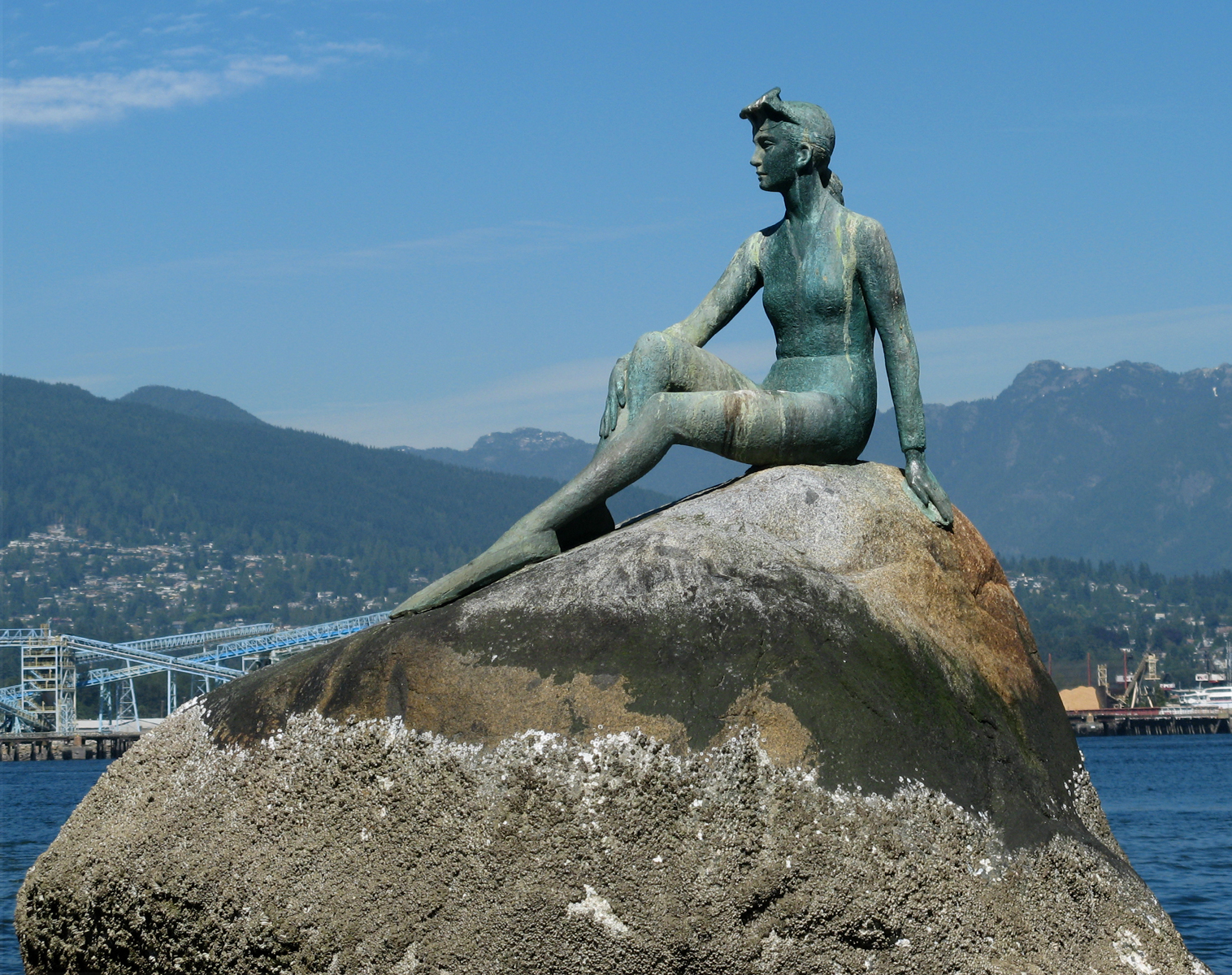
Une imitation de La Petite Sirène à Vancouver, Canada. La statue originale, à Copenhague, est protégée par le copyright.

Les paysages, sa population accueillante ainsi que sa riche histoire font du Danemark une destination prisée du tourisme, avec 30,8 millions de nuitées enregistrées en 2015. Le pays est visité tout autant par les Danois eux-mêmes que par les touristes étrangers, accueillant 8,9 millions de touristes internationaux en 2014, ce qui fait de ce pays la 29e destination touristique mondiale et la première de Scandinavie, les Allemands étant le premier groupe de touristes étrangers. Le tourisme participe pour 91,9 milliards de couronnes danoises (DKK) de revenus par an en 2015, soit 12,3 milliards d'euros. Il participe directement à la création de 111 460 emplois et contribue à 3,7 % de PIB pour les exportations de l'économie.
Le pays est particulièrement attractif et apprécié pour ses plages et son littoral, les activités urbaines et sa population jugée accueillante et amicale. C'est Copenhague, la capitale, qui est la ville la plus visitée du pays, avec 11 millions de nuitées enregistrées en 2014, dont 6,8 millions pour les étrangers.

### Gastronomie

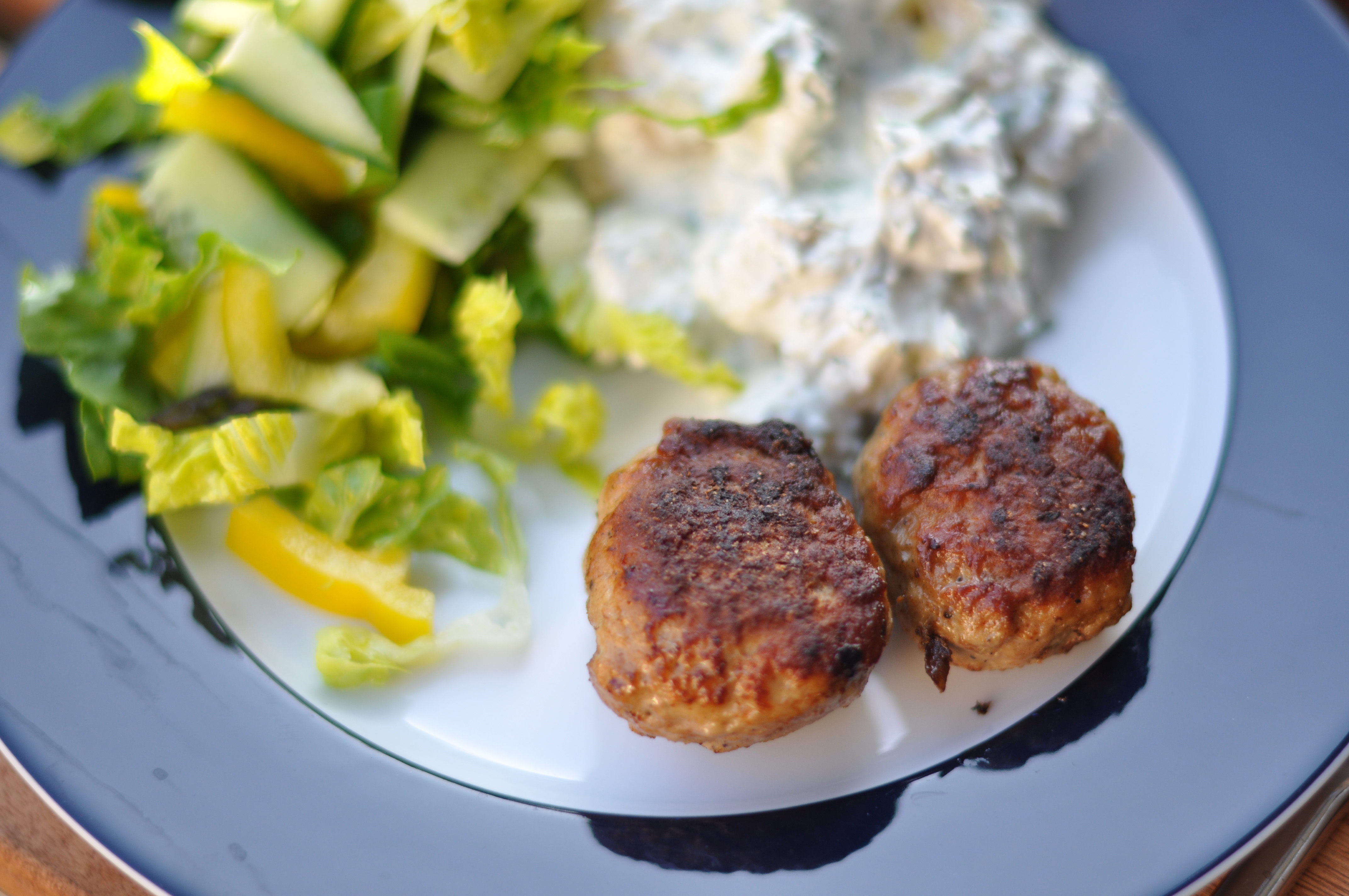
La frikadeller, spécialité danoise, boulettes de viande plates grillées à la poêle avec une salade de pomme de terre.

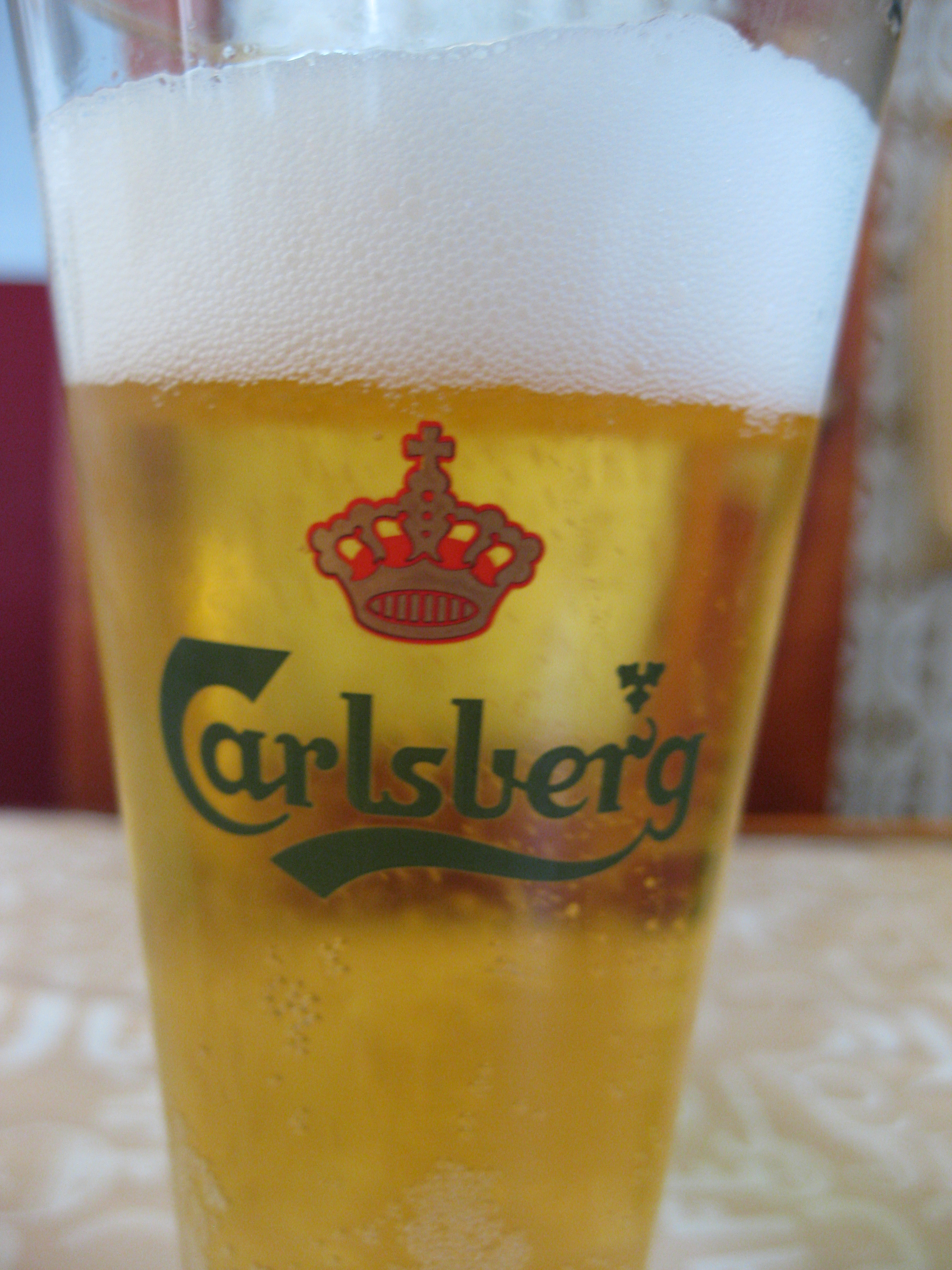
La bière Carlsberg est née en 1840.

La cuisine danoise, issue des produits locaux de la population paysanne, a été enrichie par les techniques de cuisson mises au point à la fin du XIXe siècle et par la plus grande disponibilité des produits après la révolution industrielle. Les sandwiches ouverts, connus sous le nom de smørrebrød, qui, dans leur forme de base, sont le repas habituel pour le déjeuner, sont une spécialité nationale. Ils sont préparés et décorés avec une variété d'ingrédients fins. Les plats chauds consommés pour le repas du soir sont traditionnellement préparés à partir de viande hachée, comme les frikadeller (boulettes de viande) et le medisterpølse (épaisse saucisse épicée), ou à partir de plats de viande et de poisson plus substantiels comme le flæskesteg (rôti de porc avec des craquelins) ou le kogt torsk (morue).
Le Danemark est connu pour ses bières Carlsberg et Tuborg et pour ses akvavit (eau de vie de pomme de terre) et bitters (liqueur danoise). Cependant, le vin importé a gagné en popularité auprès des Danois depuis les années 1960. La cuisine au Danemark a toujours été inspirée par les pratiques étrangères et continentales. Des épices tropicales importées comme la cannelle, la cardamome, la muscade et le poivre noir étaient déjà utilisées dans la cuisine danoise du Moyen Âge et même à l'époque des Vikings.
Au cours des dernières années, certains chefs danois ont développé la nouvelle cuisine danoise, une façon innovante de cuisiner à base de produits locaux de haute qualité. Cette nouvelle philosophie a été célébrée par la communauté gastronomique internationale et a contribué au nombre considérable de restaurants très réputés à Copenhague, certains d'entre eux ayant reçu des étoiles au guide Michelin.

### Littérature
Hans Christian Andersen (1805–1875) est un écrivain célèbre pour ses contes comme La Petite Sirène, La Reine des Neiges et Le Vilain Petit Canard. D’autres Danois très célèbres sont le philosophe existentialiste Søren Kierkegaard ou les écrivains Karen Blixen, le prix Nobel de littérature Henrik Pontoppidan et Hans Scherfig.

### Beaux-arts

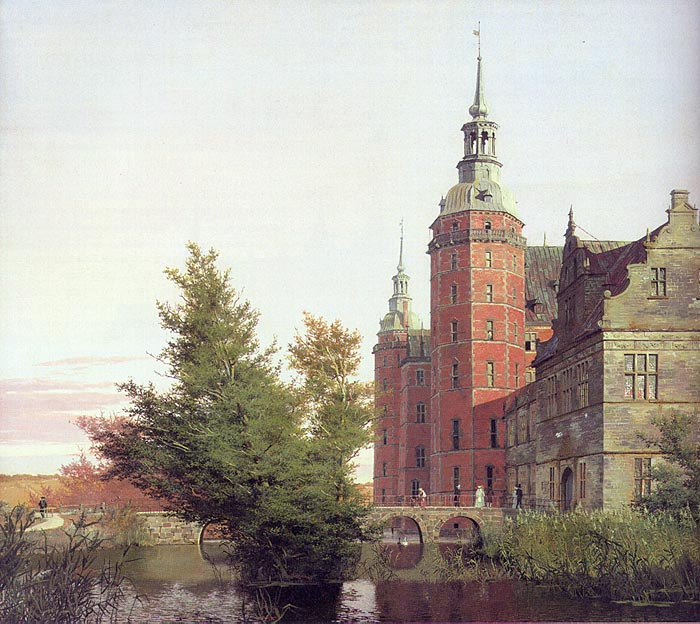
Le château de Frederiksborg, par Christen Købke en 1836.

Dans le domaine des Beaux-arts, le Danemark occupe une place prépondérante en Scandinavie, grâce, à la richesse de certains de ses musées (musées d’art moderne Louisiana près de Copenhague, et d’Aalborg) et à plusieurs écoles qui permirent à la peinture danoise de rayonner à l’étranger (école de Skagen, mouvement CoBrA).

#### Peinture

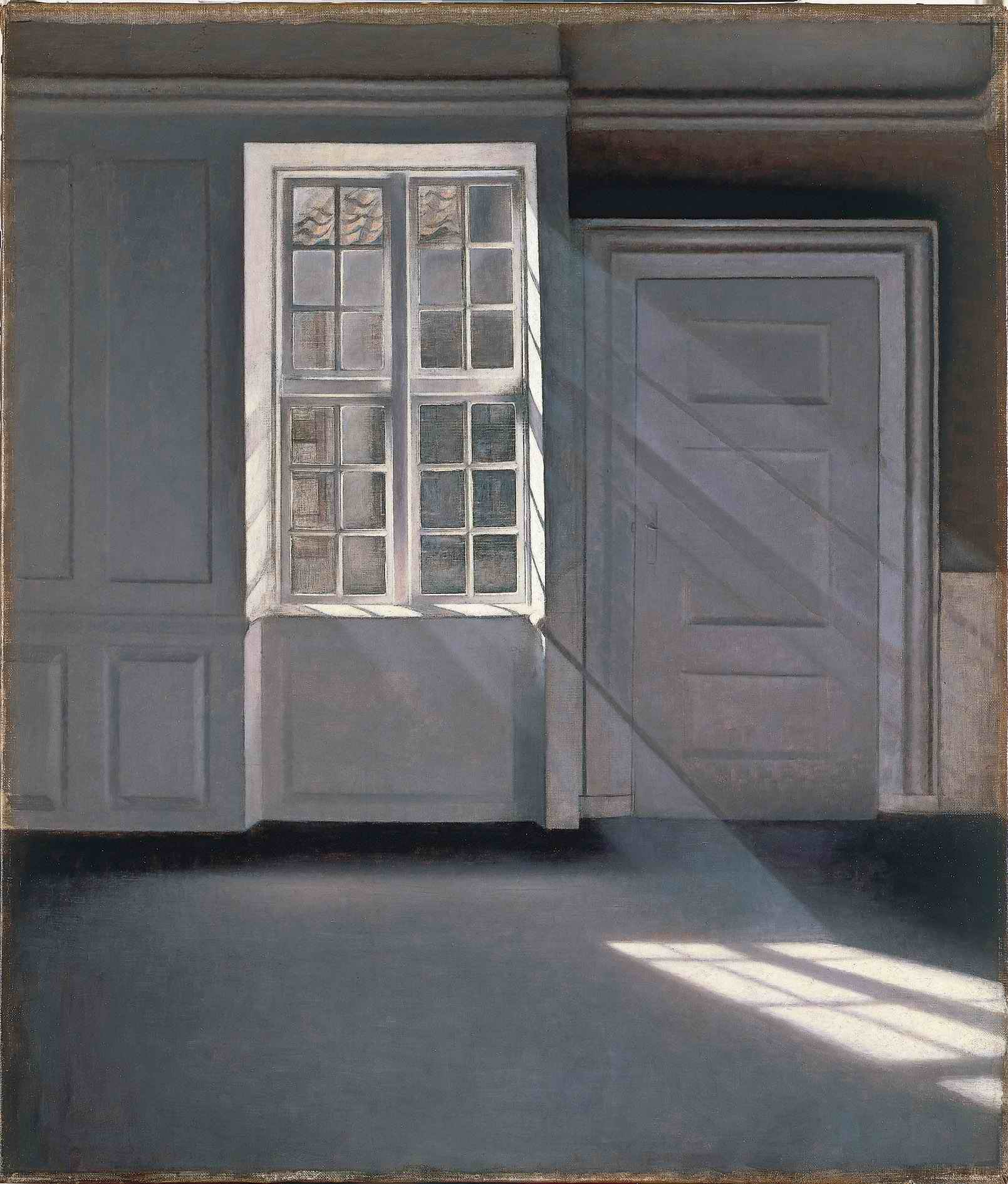
1900, La danse de la poussière dans les rayons du soleil, par Vilhelm Hammershøi.

La peinture danoise a souvent suivi les courants européens tout au long de son histoire et reste peu connue. Ce sont d'abord les églises qui ont été les plus représentées, compte tenu de la tradition chrétienne du pays. Puis les paysages ont fait l'objet de l'intérêt des peintres à partir du XIXe siècle, avec l'âge d'or danois, mouvement artistique sous l'influence de Christoffer Wilhelm Eckersberg (1783–1853), qui a eu notamment comme disciples célèbres Constantin Hansen (1804–1880) ou Christen Købke (1810–1848), ainsi que Vilhelm Hammershøi (1864–1916). Émerge alors l'École de Copenhague au sein de l'Académie des beaux-arts de Copenhague, où foisonne une diversité de courants et de productions artistiques, dont les œuvres d'Eckersberg qualifiées ainsi : « les portraits cristallins de la bourgeoisie danoise, ses études de nus novatrices par leur caractère réaliste, ses paysages peints à partir d’études en plein air, ou encore ses marines dont la perspective témoigne d’une grande rigueur ».
Les destructions puis la perte du Schleswig à la suite de la Guerre des Duchés perdue contre la Prusse en 1864 entament cet âge d'or danois, la peinture danoise délaissant alors les exemples étrangers pour se focaliser sur un art national et sur son propre paysage. C'est une lumière particulière, une apparente simplicité dans les portraits et un goût du paysage porté à son comble reflétant le climat et le relief, qui sont désormais décrits ; ce paysage danois acquiert son autonomie. Les peintres danois sont plusieurs à se retirer dans le petit village de pêcheurs de Skagen, où ils recherchent un style plus personnel et national, assimilant notamment l’impressionnisme dans le respect des traditions scandinaves.
Le XXe siècle, qui rouvre progressivement le pays aux influences artistiques européennes comme l'impressionnisme avec Paul Gustav Fischer (1860–1934) puis le symbolisme avec Jens Ferdinand Willumsen (1863–1958) se tourne plus vers les natures mortes ainsi que les portraits. La peinture danoise s'exprime aussi dans le surréalisme avec Richard Mortensen (1903–1998), s'inspirant notamment de Vassily Kandinsky : développant un style abstrait, il fonde ainsi l'école de la Linien (en français : ligne) école de peintres abstraits, se qualifiant elle-même d'association de l’abstraction et du surréalisme. Ses œuvres reflètent surtout la violence qu'a connue l'Europe pendant la Seconde Guerre mondiale et le vide qui s'est ensuivi. Ses œuvres expressionnistes ultérieures présentent de grandes surfaces aux couleurs vives. C'est dans ce contexte artistique qu'émerge à son tour Richard Winther (1926–2007), considéré comme l'un des plus grands peintres danois du XXe siècle : inspiré de l'école de la Linien et de l'art abstrait, il s'inscrit plus tard dans l'art concret.

#### Architecture et urbanisme

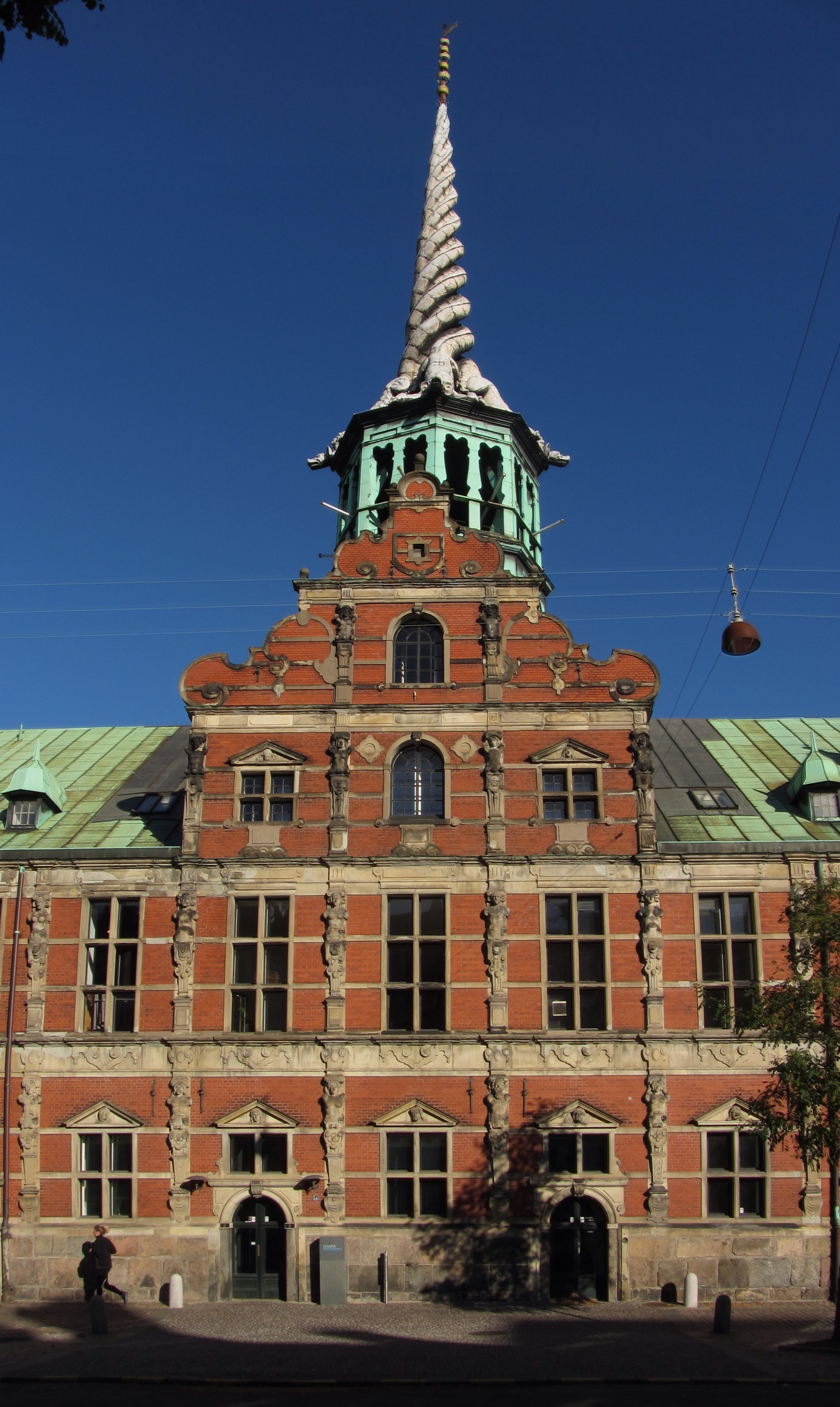
La Bourse de Copenhague, élevée de 1619 à 1640.

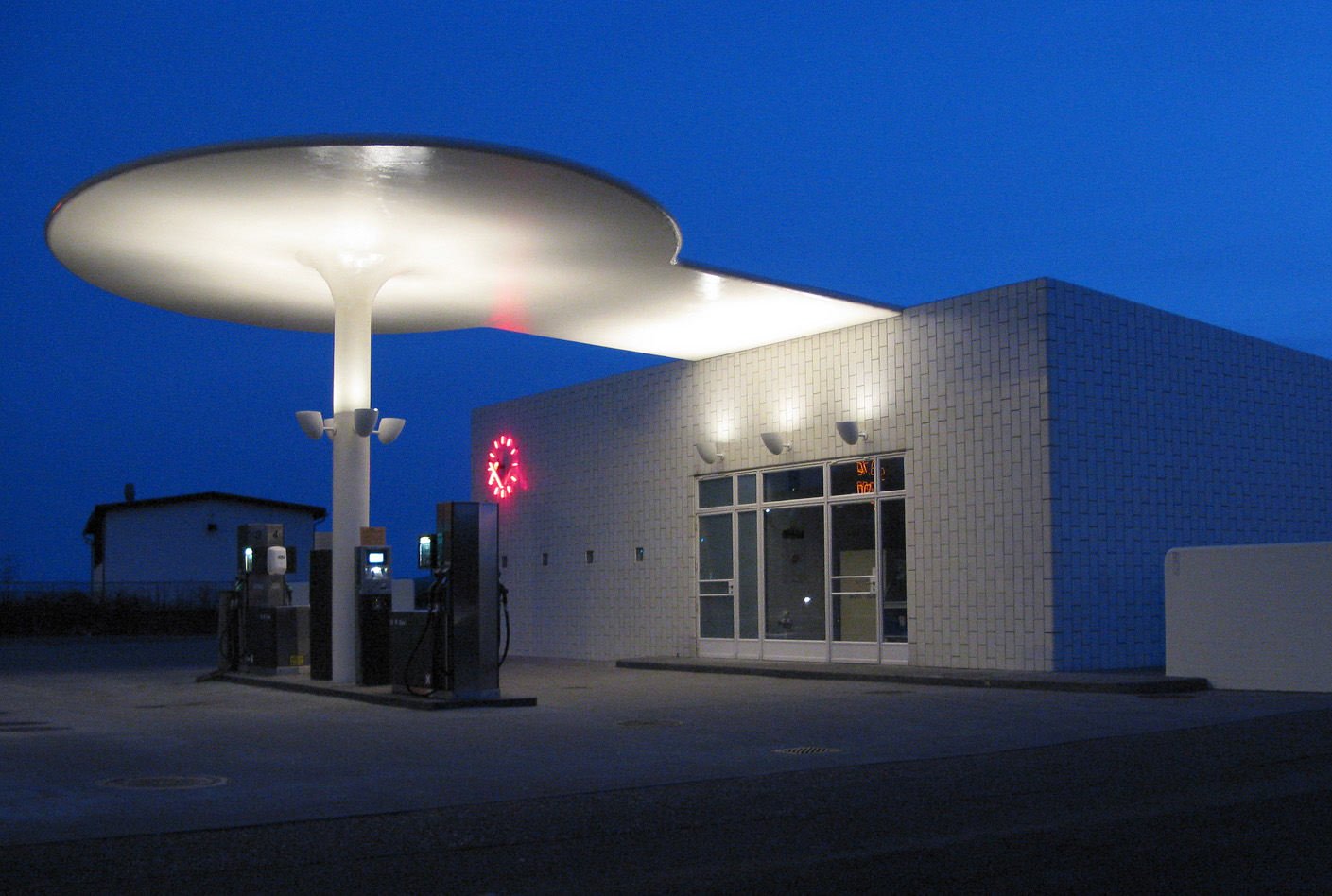
La station-service de Skovshoved au nord de l'île de Seeland, construite en 1938 par Arne Jacobsen, est un exemple typique du modernisme organique et fonctionnaliste de l'époque.

Riche d'une Histoire millénaire, le pays regorge de maisons uniques, trace des différentes époques et cultures qui ont traversé le Danemark, des maisons longues des Vikings aux moulins.
Au Moyen Âge, contrairement aux autres pays scandinaves, où les constructions étaient réalisées en bois, la pierre était majoritairement employée au Danemark, aussi trouve-t-on aujourd'hui un nombre important d'églises romanes à travers le pays. Cependant, c'est l'arrivée de l'art gothique qui développa l'architecture en Scandinavie. Le Danemark, comme les Pays-Bas, disposant d'un sol très riche en argile, la construction en brique prit son essor, et à la Renaissance ce sont les formes hollandaises présentes notamment par l'emploi du pignon à gradins puis à volutes.

Au XVIIe siècle, l'architecture danoise subit une nette influence hollandaise, que l'on peut observer à travers les châteaux de Rosenborg, de Charlotenborg, mais aussi à la Bourse de Copenhague. Peu d'architectes nationaux se démarquent, et le nom des constructeurs reste souvent inconnu. Au XVIIIe siècle, c'est l'influence française qui prédominera. Mais vers 1760, ce sont des architectes locaux, formés lors de leurs voyages d'étude, qui viendront remplacer leurs maîtres étrangers. Ainsi, Caspar Frederik Harsdorff (da) (1735-1799) se démarquera par une conception de l'architecture alliant la noblesse à la simplicité des formes. Celui-ci, élève de l'architecte Nicolas-Henri Jardin, avait en effet voyagé en France et en Italie de 1757 à 1764, ce qui lui permit de recevoir des offres intéressantes à son retour au Danemark. Harsdorff s'inspirera d'Ange-Jacques Gabriel dans ses réalisations qui comprennent notamment la colonnade d'Amalienborg, le pavillon d'Hercule du Parc Royal, ou encore le Palais Peschier sur le bord du Holmens Kanal. Le principal successeur d'Harsdorff fut l'architecte Peter Meyn (1749-1808), qui conçut l'Académie de chirurgie et la porte du Parc Royal. Meyn se montrait plus souple que Harsdorff et n'hésitait pas à employer la ligne courbe ou à faire usage d'une grande variété d'ornements, tout en prenant le parti de la sobriété. Son architecture le rapproche du style Louis XVI, associé à des réminiscences de la Renaissance italienne.

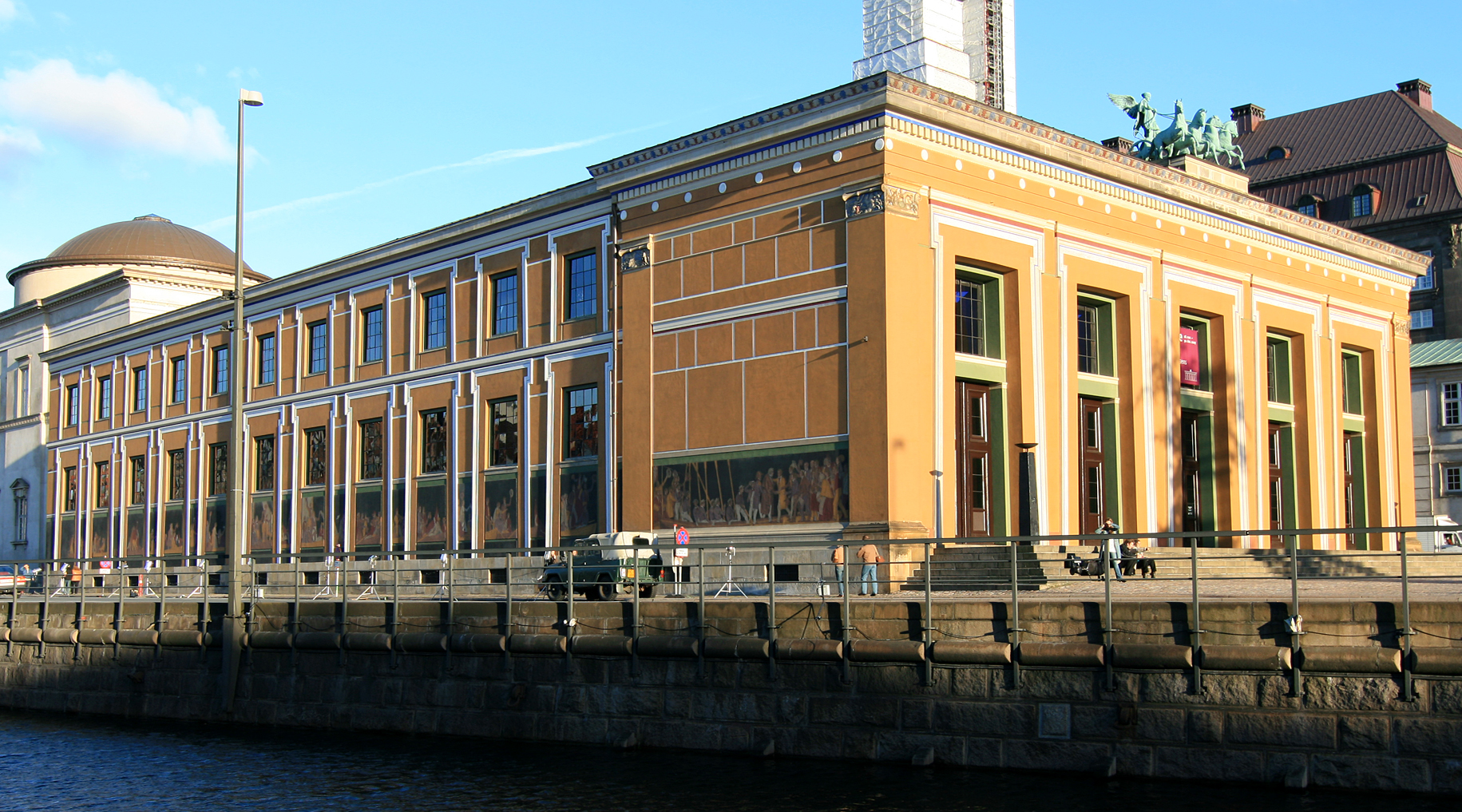
Le Musée Thorvaldsen, à Copenhague (1838-48), d'inspiration néoclassique.

L'architecture danoise, éminemment européenne dans son influence, a ensuite suivi le courant néoclassique dans les années 1770 qui a supplanté le style rococo. La monarchie danoise a favorisé l'émergence et le développement de l'architecture dès le XVIIIe siècle par une politique de mécénat et de grandes commandes publiques : Gustav Friedrich Hetsch (1788–1864) ou encore Jørgen Hansen Koch (1787–1860) en sont les représentants les plus éminents. Elle crée ainsi l'Académie des Beaux-Arts de Copenhague. Le musée Thorvaldsen à Copenhague, construit entre 1838 et 1848, aujourd'hui[Quand ?] consacré au sculpteur Bertel Thorvaldsen (1770–1844), s'inspire largement de l'architecture antique, expression du néoclassicisme en vogue dans l'Europe du XIXe siècle. Le pays semble être cependant resté plus longtemps imprégné dans son architecture comme son design par le classicisme que ses pays voisins comme la Suède. Plus tard, les architectes modernes du XXe siècle comme Jørn Utzon (1918–2008) et Arne Jacobsen (1902–1971), qui ont notamment construit l'Opéra de Sydney, affirmaient une architecture danoise moderne portée sur la rationalité et le fonctionnalisme, à l'instar de Le Corbusier en France ou de Walter Gropius en Allemagne : l'architecture organique à la scandinave, selon Jacobsen, doit retravailler la relation d'harmonie entre l'être humain et le monde naturel, matérialisée par le bâtiment et le mobilier érigés en composition unifiée et intriquée avec leur environnement.
Elle s'est par la suite affirmée de nos jours par une préoccupation plus grande vis-à-vis du respect de l’environnement, soutenue par les subventions gouvernementales volontaristes pour trouver les solutions écologiques et réaliser la transition énergétique. La construction de maisons écologiques dans le pays et exportées se caractérise notamment par un standard de faible empreinte écologique, avec des matériaux naturels tels que le bois, mais aussi l'herbe, la paille, ou les algues marines et le développement de procédés économisant l'énergie comme les puits de lumière naturelle et la qualité de l'air intérieur. Le Danemark se situe à la pointe du développement des écoquartiers.

#### Sculpture
Au XVIIe siècle, la plupart des sculpteurs danois sont encore subordonnés à l'architecture, ils ne font que produire des images. De plus, à cette époque, la plupart des artistes sont étrangers, souvent Hollandais, Allemands ou Français (du fait de la révocation de l'édit de Nantes). Et ce sont des sculpteurs d'origine française, les frères Claude et Abraham-César Lamoureux qui seuls se démarqueront au XVIIe siècle. Il réalisèrent de 1681 à 1699 la statue équestre de Christian V, installée au sein du Kongens Nytorv à Copenhague.
Au XVIIIe siècle, si bon nombre de sculpteurs restent les collaborateurs des architectes nationaux, il en est de très talentueux, tel Johannes Wiedewelt (da), qui fit son voyage d'étude à Paris avant de passer quatre ans à Rome, où il fut marqué par le néo-classicisme qui caractérisa ensuite son œuvre. Il réalisa pour le parc de Frederiksborg des statues décoratives aux formes stylisées, d'aspect un peu dur, mais dont la sévérité est tempérée par la décoration d'inspiration française accompagnant les piédestaux.
Au XIXe siècle, le Danemark donna naissance au sculpteur le plus renommé de toute la Scandinavie, Bertel Thorwalden (1770-1844), qui devint le chef de file des sculpteurs néo-classiques. Son Jason sculpté en 1803 fut particulièrement remarqué et réalisa par la suite la statue de Potocki (à la cathédrale de Varsovie), le monument au Pape Pie VII et une statue du Christ pour la cathédrale de Copenhague.

#### Design

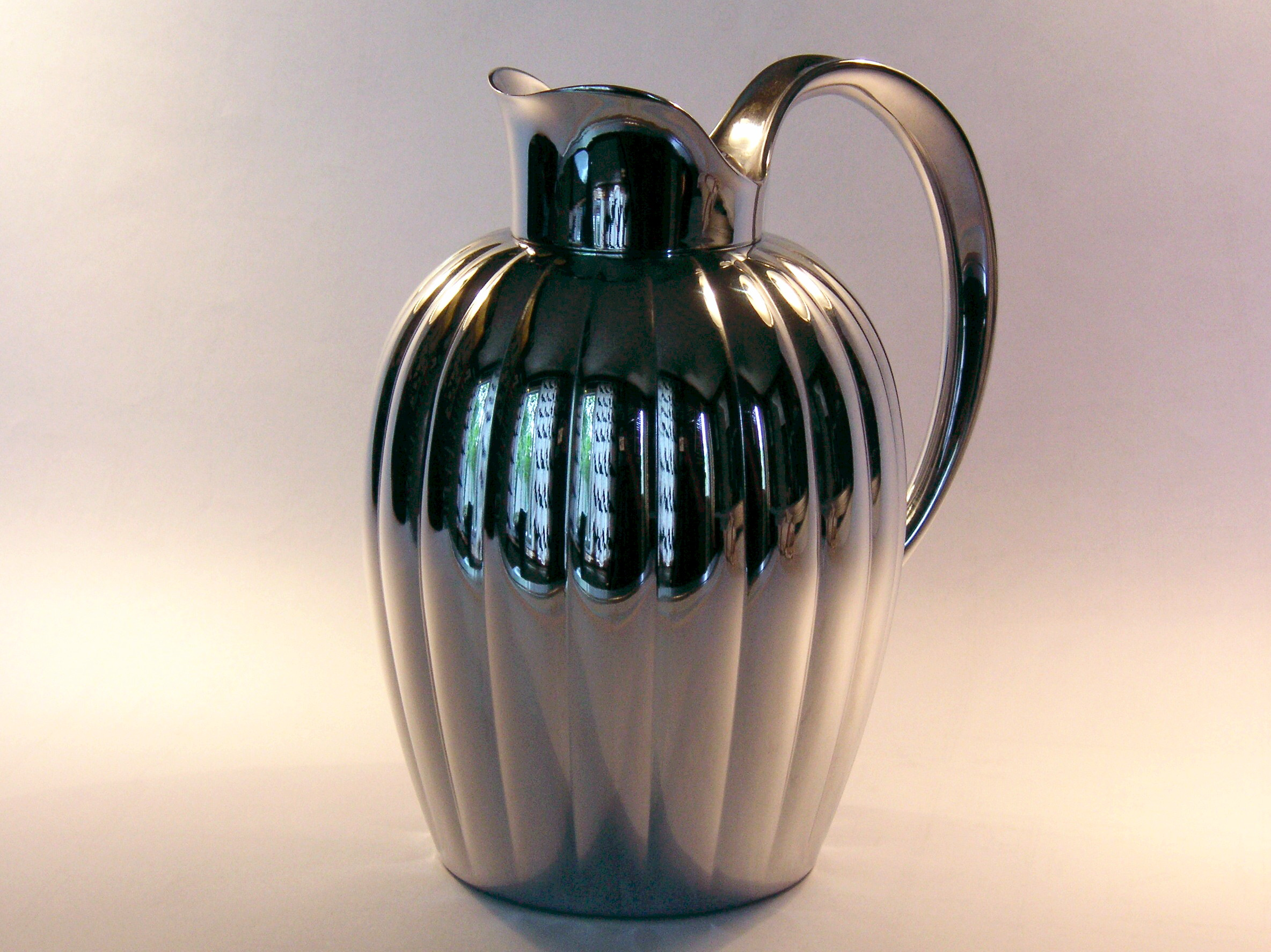
Une bouteille isotherme dessinée par Georg Jensen.

Le design danois est intiment lié à l'architecture avec laquelle il s'est construit réciproquement. S'il est aujourd'hui réputé pour ses lignes épurées et son élégance, mais aussi pour son côté fonctionnel et jouit d'une forte renommée à l'échelle mondiale a d'abord émegé dans cette inspiration néoclassique : Nicolai Abildgaard dessine des chaises, la plus connue étant la Chaise Klismos conçue en 1790. Il a subi l'influence du Bauhaus, mais s'en est écarté pour obtenir une identité propre, en se basant à la fois sur un artisanat de haute qualité et une industrie performante.

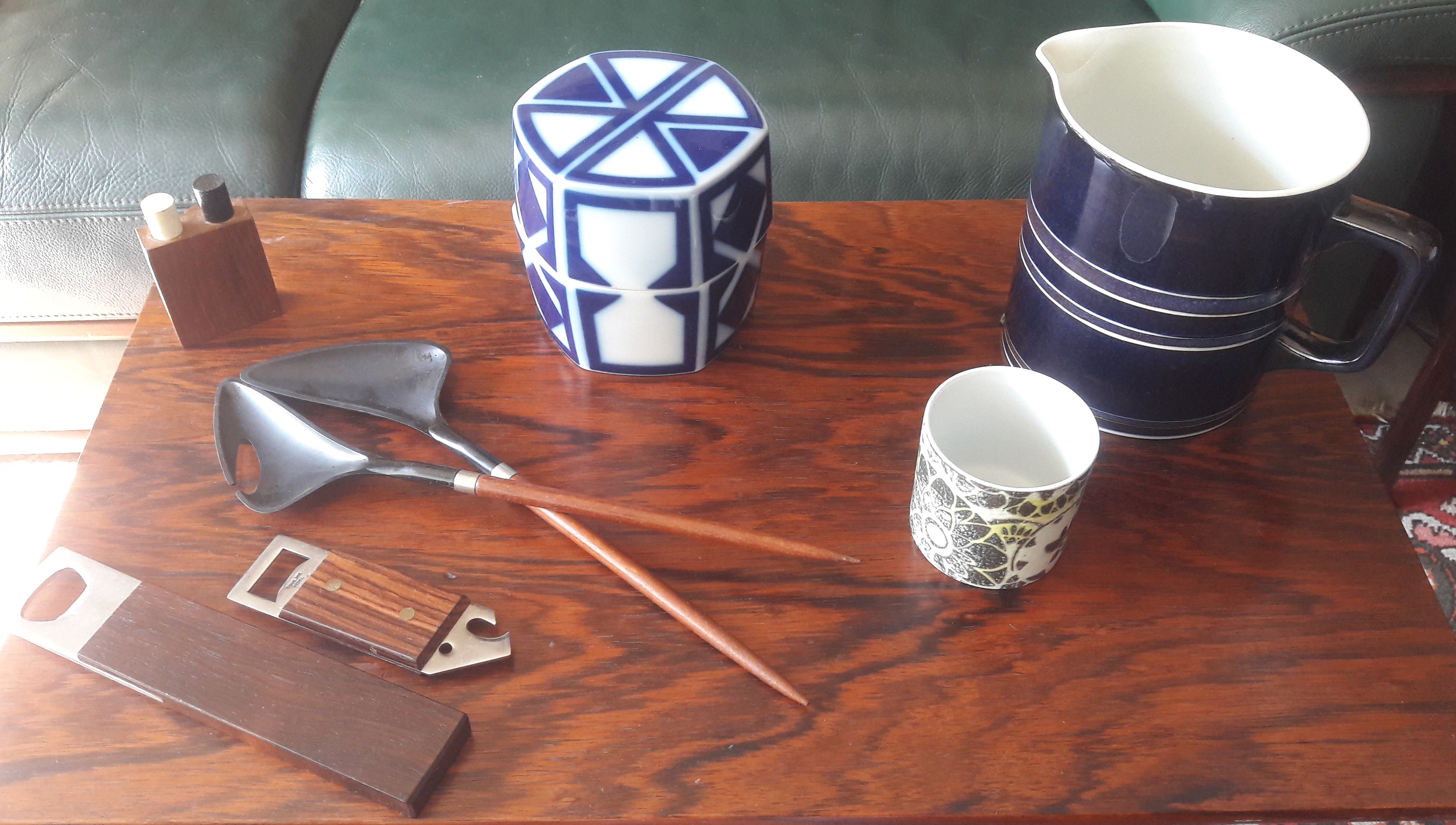
Objets du quotidien, design danois des années 1960-1990.

Le design danois se manifeste d'abord des objets quotidiens comme le mobilier ou les objets ménagers tout au long de la seconde moitié du XXe siècle, poussé par l'essor économique et l'émergence de la société de consommation post-Seconde Guerre mondiale : chaises, bouteilles isothermes, ustensiles de cuisine, vases, bijoux ou encore luminaires suivent des lignes épurées et courbes. C'est le designer et professeur Kaare Klint, considéré comme le père du design danois moderne, qui amorce dans les années 1950 une véritable transition des arts décoratifs vers le design moderne : il a jeté les principes du design à la danoise, recentrant l'Homme dans la conception des objets du quotidien et une optimisation de l'espace de rangement par ces derniers. Selon lui, la tradition danoise correspond à un mélange de classicisme, de romantisme national et surtout à une tradition d’ébénisterie de grande qualité.

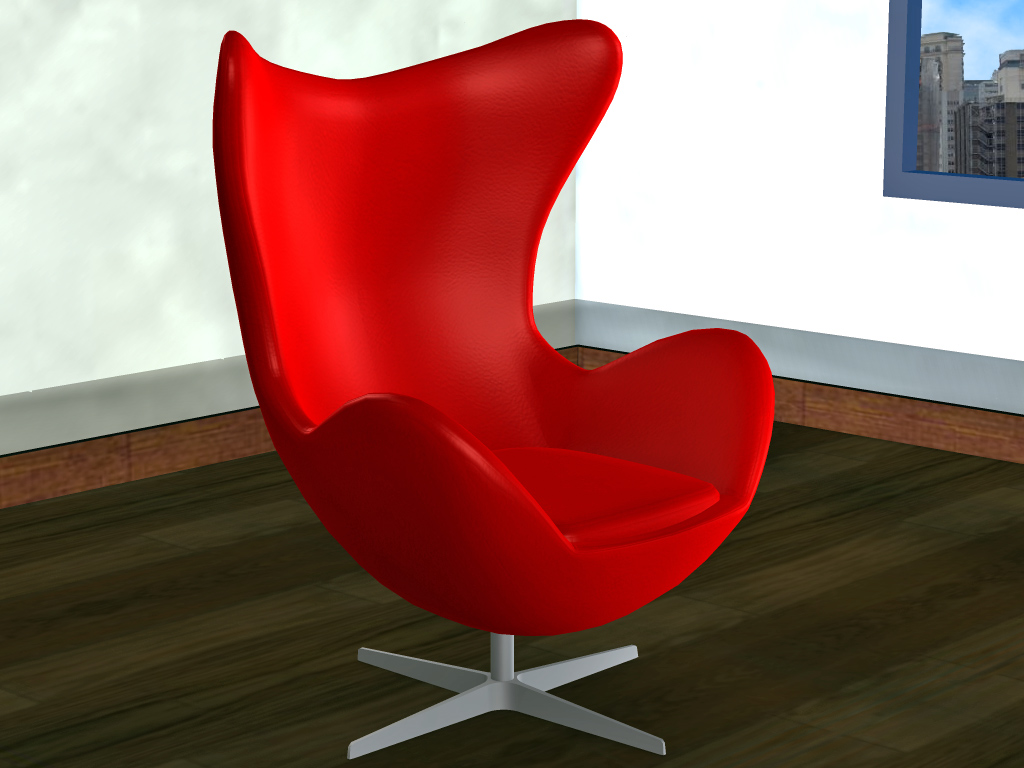
Le fauteuil Egg, conçu par Arne Jacobsen en 1958 pour l'hôtel SAS Royal Hotel de Copenhague qu'il a d'ailleurs dessiné.

Le design continue de rayonner à travers le monde, n'ayant pas omis de suivre la révolution numérique et le design des appareils électroniques comme ou encore plus récemment les casques électroniques ou les écouteurs. À ce titre on peut citer, la maison Bang & Olufsen, fondé en 1925 à Quistruip dans le Jutland central et aujourd'hui célèbre pour son matériel high-tech de sonorisation.

### Cinéma et télévision
Le Danemark possède une longue tradition de séries télévisées. Dès 1978, les Danois se sont passionnés pour une série érigée en chronique sociale de 24 feuilletons seulement, Matador. Moyen culturel d'exporter et de dépeindre la société danoise et sa manière de vivre, c'est surtout l'impulsion dans les années 2000 de la chaîne de télévision publique DR, qui fait émerger des séries à succès exportées internationalement comme les séries policières The Killing (en danois : Forbrydelsen) puis la série dano-suédoise The Bridge (en danois : Broen) qui marquent véritablement l'esprit danois et plus généralement scandinave de conter une série. Elle se caractérisent généralement par une atmosphère noire et brute à la fois, évoluant dans un environnement urbain tendu et froid à la fois. La série Borgen, une femme au pouvoir, série télévisée diffusée en 2010 en trois saisons, connaît un grand succès international, diffusée en France sur Arte début 2012. Elle raconte l'accession au pouvoir d'une femme partagée entre sa vie familiale et les intrigues politiques, mais aussi compris comme un hommage à la démocratie des mots de son créateur, Adam Price. Un rythme trépidant, une sobriété des décors et une limpidité de la forme, sont notés par une critique internationale très positive. Le succès indéniable de ces séries a pu conduire à des réadaptations souvent américaines. En 2018, enfin, la plateforme de vidéo à la demande Netflix, souhaitant produire une série s'inscrivant dans cette spécificité de noir nordique, produit la série The Rain, suivant la quête et la survie d'un groupe de jeunes survivants dans une Scandinavie post-apocalyptique après qu'une pluie infectée et meurtrière a décimé quasiment toute la population.
Les acteurs Sidse Babett Knudsen, Nikolaj Coster-Waldau, Connie Nielsen, Lars Mikkelsen et Mads Mikkelsen ainsi que les cinéastes Carl Dreyer, Nicolas Winding Refn et Lars von Trier sont danois.

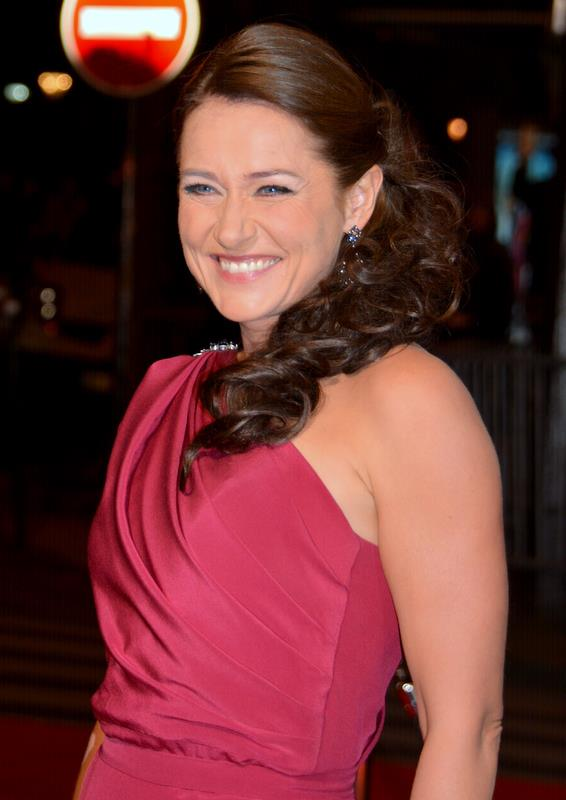
L'actrice Sidse Babett Knudsen.
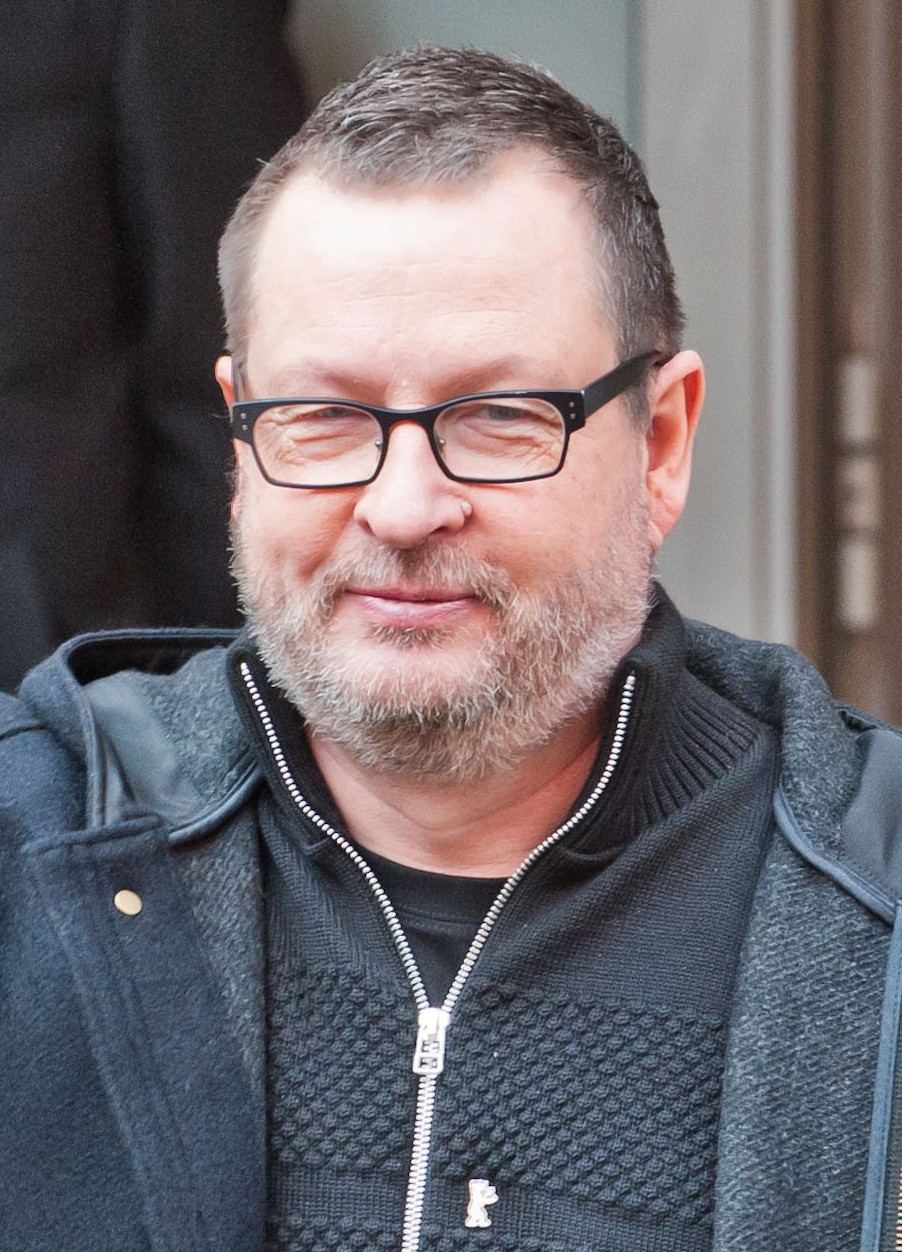
Le réalisateur Lars von Trier.
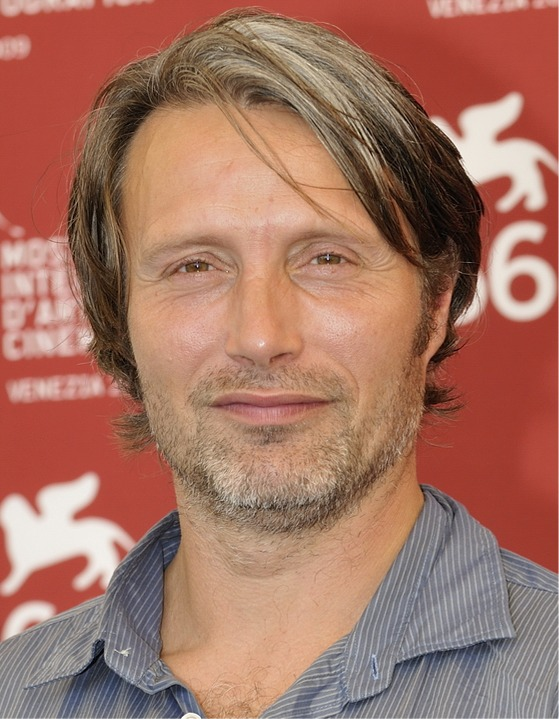
L'acteur Mads Mikkelsen.
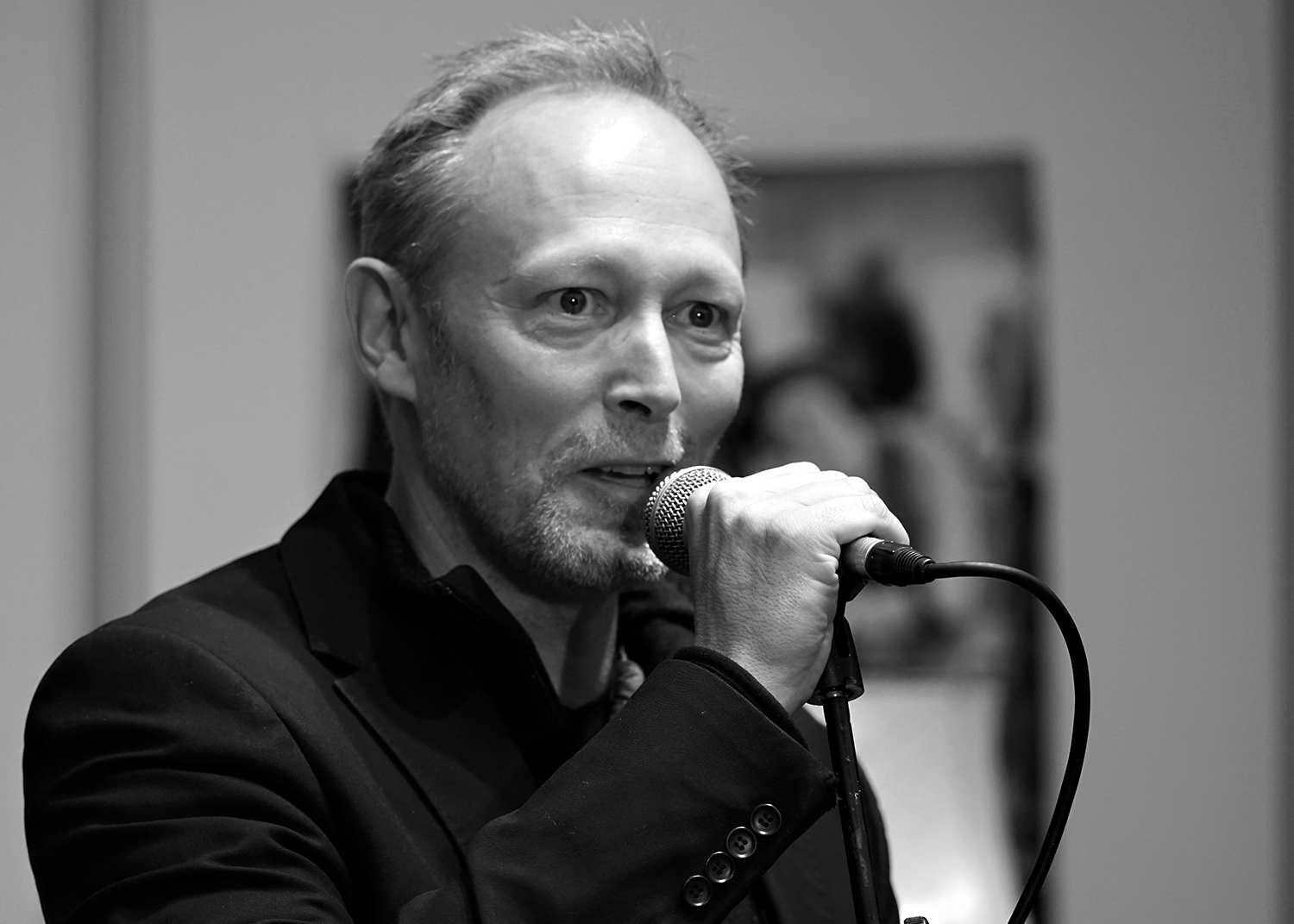
L'acteur Lars Mikkelsen, frère aîné du premier.
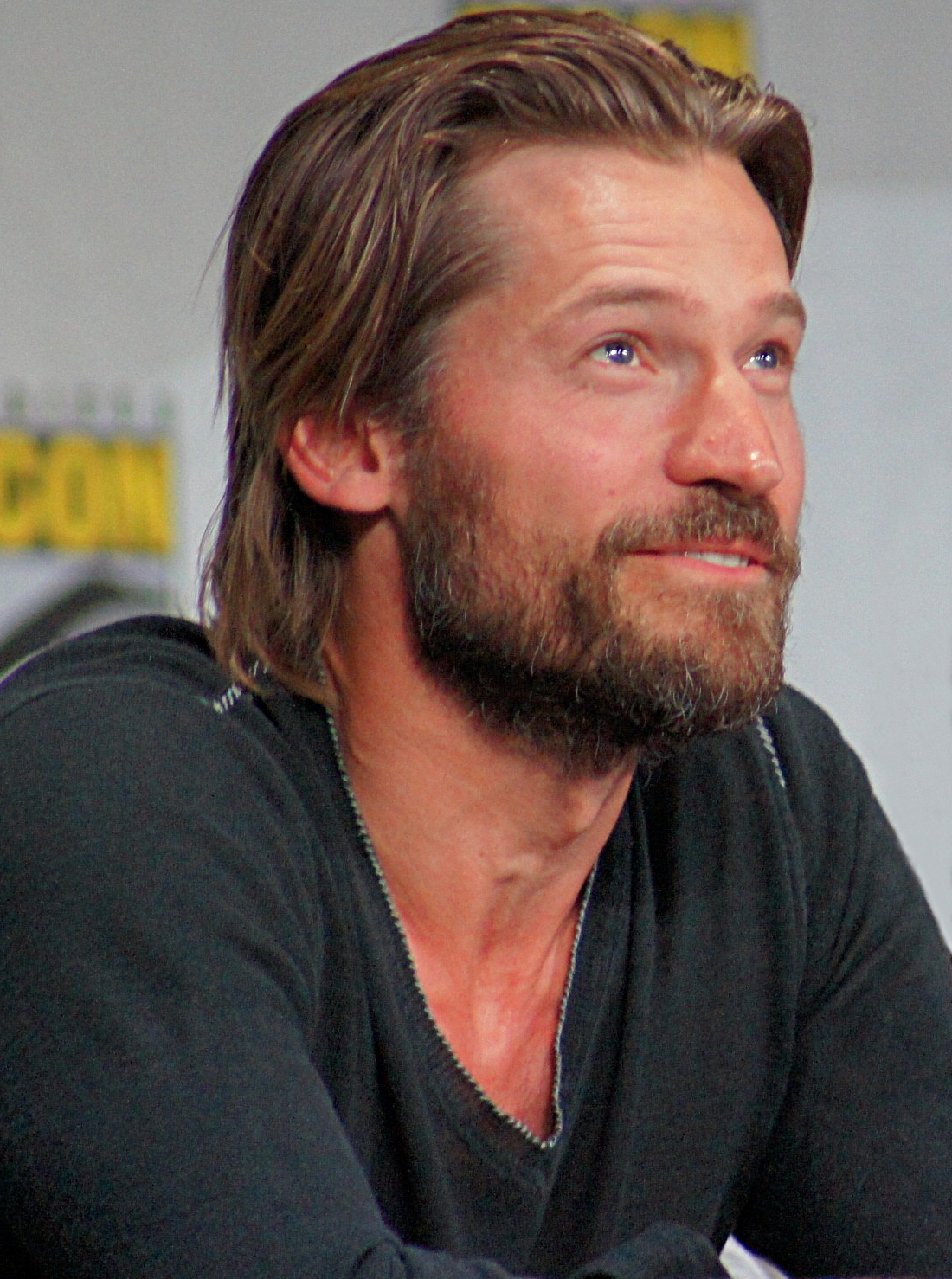
L'acteur Nikolaj Coster-Waldau.
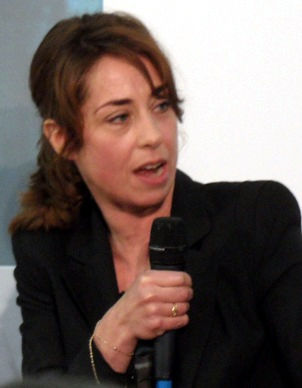
L'actrice Sofie Gråbøl.
La réalisatrice Susanne Bier.
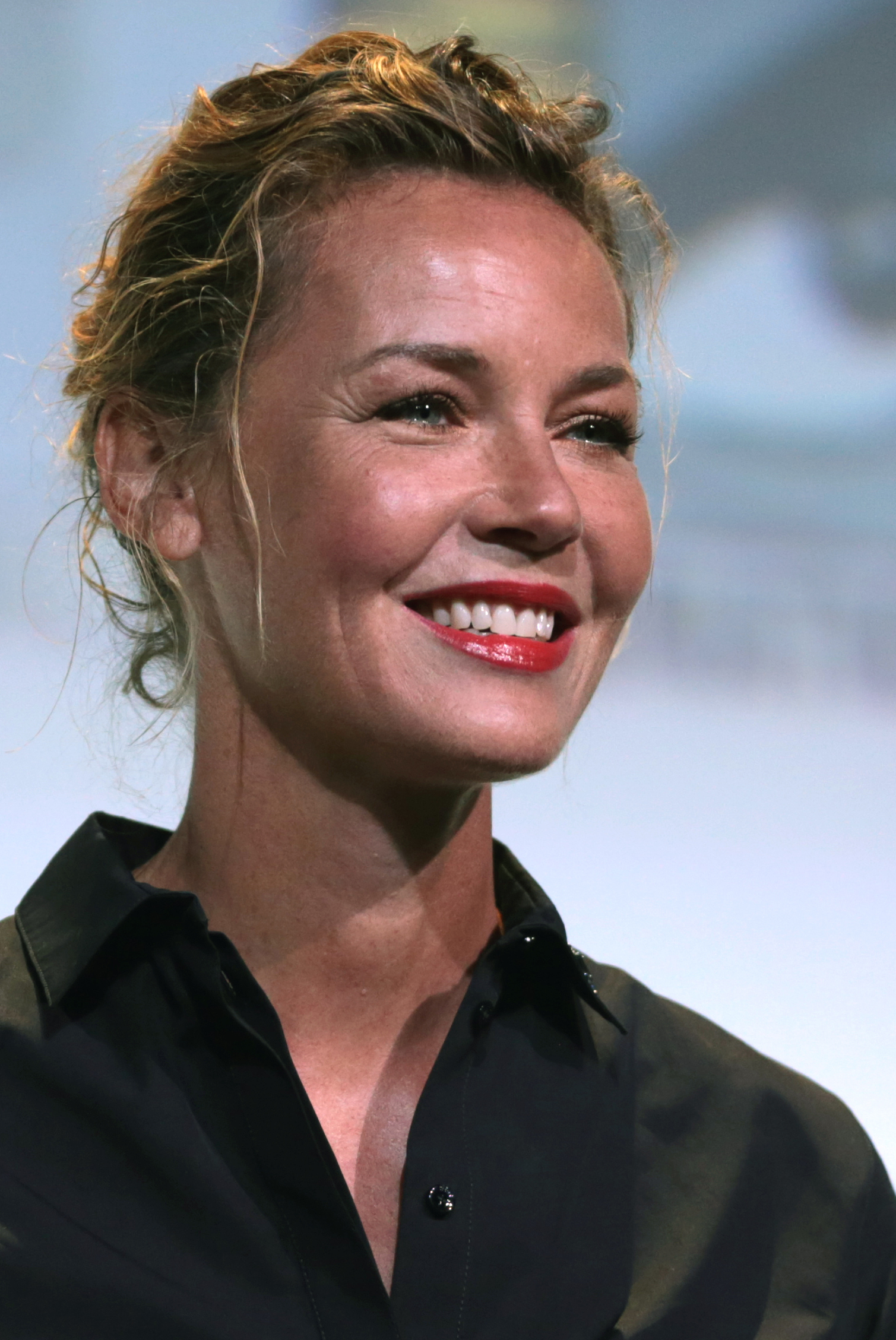
L'actrice Connie Nielsen.

### Musique
- Agnes Obel, chanteuse folk, est née à Copenhague.
- Le batteur du groupe Metallica, Lars Ulrich, est originaire du Danemark. Tout comme King Diamond, ancien chanteur de Mercyful Fate.
- Viggo Mortensen, né aux États-Unis, est un acteur américano-danois parlant couramment le danois.
- Lukas Graham, un groupe de musique danois.
- La chanteuse Emmelie de Forest a gagné le 58e concours de l'Eurovision 2013 à Malmö en Suède avec sa chanson Only Teardrops.
- Karen Marie Aagaard Ørsted Andersen, dite MØ, auteure compositrice et musicienne danoise.

### Sport

La joueuse de tennis Caroline Wozniacki.

Le sport est populaire au Danemark. Ses habitants participent et pratiquent une grande variété de sports qui leur est offerte grâce à une politique volontariste du gouvernement et les écoles incitant les enfants à en pratiquer en plus.
Le football, sport le plus pratiqué avec 313 000 joueurs inscrits dans 1 600 clubs, ainsi que le handball sont considérés comme les deux sports nationaux. Ce dernier est d'ailleurs considéré comme un sport d'origine danoise. L'équipe féminine de handball est la première et la seule équipe à avoir remporté les Jeux olympiques trois fois d'affilée en 1996, 2000 et 2004. Au football, chez les hommes, le Danemark a notamment remporté le championnat d’Europe en 1992 et a été trois fois finaliste aux Jeux olympiques (en 1908, 1912 et 1960).
L'équitation ainsi que la chasse, respectivement septième et neuvième sports les plus pratiqués en 2013 tiennent une place prépondérante de la culture danoise. Ses nombreuses côtes littorales, ses plages ont permis le développement d'activités nautiques et aquatiques, où la pêche comme le canoë-kayak sont notamment populaires.
Grâce à son réseau de pistes cyclables et sa population utilisant le vélo pour 36 % de leurs déplacements, le cyclisme tient naturellement une place prépondérante au sein des sports populaires au Danemark. Thorvald Ellegaard a ainsi gagné six titres mondiaux professionnels de cyclisme, trois européens et vingt-quatre nationaux, Le Danemark a deux cyclistes vainqueurs du Tour de France Bjarne Riis en1996 et Jonas Vingegaard en 2022 et 2023.
La joueuse de tennis danoise Caroline Wozniacki est souvent citée comme la meilleure du pays. Elle a terminé les saisons 2010 et 2011 de la WTA à la première place mondiale.

### Fêtes et jours fériés
| Date                     | Nom français            | Nom local             | Remarques                                                                                 |
| ------------------------ | ----------------------- | --------------------- | ----------------------------------------------------------------------------------------- |
| 1er janvier              | Nouvel An               | Nytårsdag             |                                                                                           |
| jours avant le Carême    | Mardi Gras              | Fastelavn             |                                                                                           |
| jeudi avant Pâques       | Jeudi saint             | Skærtorsdag           |                                                                                           |
| vendredi avant Pâques    | Vendredi saint          | Langfredag            |                                                                                           |
| mars/avril               | Pâques                  | Påskesøndag           | Les Danois célèbrent trois jours pour Pâques.                                             |
| le jour suivant Pâques   | Lundi de Pâques         | 2. påskedag           |                                                                                           |
| 5 juin                   | Jour de la Constitution | Grundlovsdag          | Signature de la constitution danoise en 1849.                                             |
| 4e vendredi après Pâques |                         | Store bededag         | Jour des prières : un rassemblement de plusieurs jours fériés chrétiens en un jour plein. |
| 40 jours après Pâques    | Ascension               | Kristi himmelfartsdag |                                                                                           |
| 7 semaines après Pâques  | Pentecôte               | Pinse                 | Les Danois célèbrent deux jours pour la Pentecôte.                                        |
| 24 décembre              | Veille de Noël          | Juleaften             | Les enfants reçoivent des cadeaux la veille de Noël.                                      |
| 25 décembre              | Jour de Noël            | (1.) juledag          | Les Danois célèbrent trois jours pour Noël.                                               |
| 26 décembre              | 2e jour de Noël         | 2. juledag            |                                                                                           |